# Список эпизодов телесериала «Легенды завтрашнего дня»
Список эпизодов американского телесериала «Легенды завтрашнего дня». Сериал создан Грегом Берланти, Эндрю Крайсбергом, Марком Гуггенхаймом, Филом Клеммером и Сарой Шечтер и транслируется на канале The CW. Также телесериал является спин-оффом телесериалов «Стрела» и «Флэш» и его события происходят в той же вымышленной вселенной. Премьера сериала состоялась 21 января 2016 года.
Путешественник во времени Рип Хантер возвращается назад во времени, чтобы в наше время собрать команду современных супергероев и суперзлодеев с целью остановить Вандала Сэвиджа, стремящегося разрушить мир и само время.

## Обзор сезонов
| Сезон | Сезон | Эпизоды | Оригинальная дата выхода | Оригинальная дата выхода | Рейтинг Нильсена | Рейтинг Нильсена   |
| Сезон | Сезон | Эпизоды | Премьера сезона          | Финал сезона             | Ранк             | Зрители (миллионы) |
| ----- | ----- | ------- | ------------------------ | ------------------------ | ---------------- | ------------------ |
|       | 1     | 16      | 21 января 2016           | 19 мая 2016              | 135              | 3,16               |
|       | 2     | 17      | 13 октября 2016          | 4 апреля 2017            | 141              | 2,57               |
|       | 3     | 18      | 10 октября 2017          | 9 апреля 2018            | 170              | 2,24               |
|       | 4     | 16      | 22 октября 2018          | 20 мая 2019              | 178              | 1.49               |
|       | 5     | 15      | 14 января 2020           | 2 июня 2020              | 122              | 1.35               |
|       | 6     | 15      | 02 мая 2021              | 5 сентября 2021          | TBA              | TBA                |
|       | 7     | 13      | 13 октября 2021          | 2 марта 2022             | TBA              | TBA                |

## Эпизоды

### Сезон 1 (2016)
| № общий | № в сезоне | Название                                         | Режиссёр           | Автор сценария                                                                  | Дата премьеры   | Произв. код | Зрители в США (млн) |
| --- | ---------- | ------------------------------------------------ | ------------------ | ------------------------------------------------------------------------------- | --------------- | ----------- | ------------------- |
| 1 | 1          | «Pilot, Part 1» «Пилотная серия. Часть 1»        | Глен Винтер        | Грег Берланти, Марк Гуггенхайм, Эндрю Крайсберг и Фил Клеммер                   | 21 января 2016  | 4X6351      | 3,21                |
| Путешественник из будущего Рип Хантер, шокированный изменениями во времени Вандалом Сэвиджем, отправляется в 2016 год вместе с искусственным интеллектом «Г.И.Д.Е.О.Н.» (который появлялся в 20 серии 1 сезона «Флэша»). Он собирает команду «Легенды завтрашнего дня», состоящую из Атома, Белой Канарейки, Огненного Шторма, Человека-Ястреба, Орлицы, Капитана Холода и Тепловой волны. Все герои, проснувшиеся на крыше, узнают от Рипа Хантера, что он прибыл из будущего и собрал их вместе, чтобы противостоять Вандалу Сэвиджу. Но Орлица говорит, что Флэш и Зелёная стрела уже убили его. Хантер отвечает, что убить Сэвиджа могут только Человек-Ястреб и Орлица, а после сражения с Флэшем и Зелёной стрелой он возродился. Рип также открывает им, что в будущем все присутствующие — «Легенды» и даёт им адрес своего местоположения, если они согласятся на опасную миссию. Рэй Палмер возвращается в Стар-сити, где помогает Оливеру Куину победить призраков Дэмиена Дарка. Рэй просит у Оливера обещание о том, что если он не вернётся, Куин расскажет «команде Стрелы», что с ним случилось. Тем временем, Сара Лэнс приходит к своей сестре Лорел Лэнс и рассказывает о неуверенности идти с остальными, но Лорел убеждает Сару и показывает ей костюм Белой Канарейки, подаренный Циско Рамоном. Леонард Снарт и Картер Холл просят Мика Рори и Кендру Сандерс отправится с ними, а профессору Мартину Штэйну приходится усыпить Джефферсона Джексона. Все выбранные Хантером герои приходят к назначенному месту встречи, где Рип демонстрирует им изобретение будущего — Машину Времени. Джефферсон просыпается во время путешествия в 1975 год. В то же время, случайных наблюдателей убивает Хронос — пространственно-временной охотник за головами. Появившись в прошлом, Рип рассказывает о сути миссии — найти профессора Бордмана до его смерти, который лучше всех знал биографию Сэвиджа. Хантер просит Сару, Леонарда и Мика остаться в Машине времени, чтобы приглядеть за Джефферсоном. Остальные отправляются к Бордману, но Сара, Леонард и Мики сбегают, находят бар, где выпивают и подрались с байкерами. Тем временем, профессор Бордман рассказывает Рипу, Мартину, Рэю, Картеру и Кендре историю возникновения Вандала Сэвиджа и открывает свою тайну — он сын Человека-Ястреба и Орлицы. Оставшись один на корабле, Джефферсон просит «Г.И.Д.Е.О.Н.а» вернуть его домой, но Машину времени внезапно атакует Хронос. Рип и его часть команды «Легенд» прибегают первыми вместе с Бордманом. Пока Рэй, Человек-Ястреб и Орлица сражаются с охотником, Рип и Мартин Штейн добираются до корабля, где первый берёт боевую экипировку, а второй — объединяется с напарником. Внезапно появляются Белая Канарейка, Капитан Холод и Тепловая Волна и также вступают в сражение. Атом и Огненный Шторм отвлекают Хроноса, чтобы остальные попали в Машину Времени, но профессор Бордман умирает от ранений. Вскоре Рип признаётся, что Хроноса наняли Повелители Времени, чтобы убить Хантера, укравшего Машину времени, так как Рип хотел отомстить Сэвиджу за убийство своей жены и сына, а члены команды — вовсе не «Легенды». Но они соглашаются остаться, чтобы спасти мир и изменить собственную судьбу. Тем временем, в 1975 году Вандал Сэвидж похищает ядерную боеголовку. |            |                                                  |                    |                                                                                 |                 |             |                     |
| 2 | 2          | «Pilot, Part 2» «Пилотная серия. Часть 2»        | Глен Винтер        | Грег Берланти, Марк Гуггенхайм, Эндрю Крайсберг и Фил Клеммер                   | 28 января 2016  | 4X6352      | 2,89                |
| Команда «Легенд» узнаёт, что Сэвидж отправился в 1975 год на международную террористическую торговлю в Норвегии. Группа из Капитана Холода, Тепловой волны, Белой Канарейки и Мартина Штейна проникает туда под прикрытием и выясняет, что он намеревается продать там ту самую ядерную боеголовку. Герои случайно привлекают внимание Вандала и Дэмиена Дарка, который был одним из покупателей боеголовки, и команде приходится вступить в схватку. Однако Сэвиджу удаётся сбежать и активировать боеголовку, которую обезвреживает профессор Штейн. В Машине времени, Рип отчитывает группу и сообщает, что в ходе сражения Атом потерял часть костюма, которую обнаруживают учёные Вандала Сэвиджа. Пока Огненный Шторм и Сара Лэнс отправились за помощью к молодому Мартину, чтобы найти часть костюма Рэя, Хантер и Человек-Ястреб пытаются освободить из памяти Орлицы воспоминание о клинке, способном уничтожить Вандала раз и навсегда, а Атом, Леонард Снарт и Мик Рори отправляются за этим клинком. Белой Канарейке пришлось вырубить молодого Штейна, после чего настоящий Мартин забирает устройство и выслеживает часть костюма Рэя Палмера, но его временная ветка была разрушена — молодой Мартин Штейн не пошёл на вечеринку, где должен был встретить свою жену Клариссу, а пошёл за Сарой, проникнув на борт Машины времени. Благодаря Рипу ситуацию удаётся исправить, а тем временем Атом, Капитан Холод и Тепловая волна попали в ловушку — проникнув в некий дом за клинком, они узнают, что он принадлежит семье Сэвиджа. Вандал вскоре понимает, что герои пришли из будущего и решает убить их, но оставшийся состав «Легенд» спасает Рэя, Леонарда и Мика. Во время схватки между «Легендами», Сэвиджем и его охраной, Картер Холл погибает от рук Вандала, а Кендра Сандерс тяжело ранена. «Легенды» возвращаются в Машину времени, и Рип решает отправить героев назад в 2016 год, но команда принимает решение — пока Сэвидж не погибнет, они не вернутся домой. |            |                                                  |                    |                                                                                 |                 |             |                     |
| 3 | 3          | «Blood Ties» «Кровные узы»                       | Дермотт Даунс      | Марк Гуггенхайм и Крис Федак                                                    | 4 февраля 2016  | 4X6353      | 2,32                |
| Рип Хантер рассказывает команде, которая уже потеряла надежду на победу в войне с Сэвиджем, о том, как в одной из альтернативных реальностей он был свидетелем гибели Человека из стали и поражения Тёмного рыцаря. После этого, Капитан Холод тайно отправляется в своё прошлое, а тем временем, профессор Штейн и Рэй Палмер объединяют свои силы, чтобы восстановить костюм Атома. Рип вместе с Белой Канарейкой решает ослабить Сэвиджа, разыскав его финансовые активы, но когда они проникают в один из его банков их раскрывает охранник Вандала. В западне, Сара Лэнс узнаёт от Хантера, что тот когда-то пытался убить Сэвиджа в древнем Египте, за что вскоре получил прозвище — «Гариб». В то же время, Леонард Снарт и Мик Рори просят Джакса прокатить их в город Флэша — Централ-сити, где из музея они хотят украсть изумруд, который они передадут отцу Леонарда, Льюису Снарту, чтобы спасти его от тюрьмы, а Мартин Штейн помогает Атому в опасной миссии, которую они успешно завершают. В Машине времени, Капитан Холод узнаёт от «Г.И.Д.Е.О.Н.а», что несмотря на его вмешательство во временную ветку своего отца, тот всё равно попадает за решётку. |            |                                                  |                    |                                                                                 |                 |             |                     |
| 4 | 4          | «White Knights» «Белые рыцари»                   | Антонио Негрет     | Сара Николь Джонс и Фил Клеммер                                                 | 11 февраля 2016 | 4X6354      | 2,39                |
| Вандал Сэвидж ретируется за железный занавес в ранние 80-е, в это время начинаются таинственные исчезновения нескольких ученых-ядерщиков. Команда отслеживает Вандала прямиком до самого сердца Советского Союза в попытке обнаружить его следующую цель. Рэй пытается связаться с прекрасной Валентиной Восток, являющейся советским ученым, чтобы предугадать следующий шаг Вандала. Когда Валентина отказывает ему, за дело берется Снарт. Штайн пытается перевоспитать Джакса, что не нравится Джексону и в конечном счете угрожает связи между ними. Рип просит Сару потренировать Кендру, чтобы научить её обуздать дух воинственной жрицы Чай-Ары, однако, на самом деле, он хочет чтобы девушки помогли друг другу поладить со своими внутренними демонами. Тем временем, Рип отслеживает временную аномалию и обнаруживает своего наставника, который просит Рипа оставить эту затею и вернутся в строй. Подслушав разговор, Мик настаивает, что наставник хочет убить Рипа и всех остальных. Это оказывается правдой - наставник Рипа пришёл с Хроносом, но Рипа спасают Мик и Огненный Шторм. При этом, Джакс оказывается ранен гранатой охотника. Пробравшись в лабораторию Восток, Штайн узнаёт, что Сэвидж пытается создать советскую версию Огненного Шторма, после того, как он увидел Шторма в действии в 1975-м. Восток оказывается заодно с Сэвиджем, и её люди берут Штайна, Рэя и Мика в плен, тогда как Снарту удаётся бежать с ядром космической энергии. С посильной помощью Штайна (и энергии внутри него), Восток надеется завершить эксперимент. |            |                                                  |                    |                                                                                 |                 |             |                     |
| 5 | 5          | «Fail-Safe» «Безотказный»                        | Дермотт Даунс      | Бет Шварц и Грейн Годфри                                                        | 18 февраля 2016 | 4X6355      | 2,25                |
| Валентина использует психотропные средства, пытаясь выведать у Штайна секрет формулы Огненного Шторма под видом Циско. Штайн отказывается и дразнит её своим знанием развала Советского Союза через 5 лет. Она становится помешанной на том, чтобы предотвратить этот исход, узнав как стабилизировать матрицу и создать Огненного Шторма. Заключив сделку с братвой, команда собирается проникнуть в исправительно-трудовой лагерь, в котором находятся Штайн, Рэй и Мик. Рип тайно просит Сару убить Штайна, если не удастся его вовремя спасти, показывая ей реконструкцию вероятного будущего, в котором советские Огненные Штормы уничтожают Стар-сити, последний оплот американского сопротивления. Сэвидж подвергает Рэя и Мика пыткам перед Штайном, пытаясь склонить его к содействию. Заполучив формулу, Валентина узнаёт, что Штайн является половиной Огненного Шторма. Команда прибывает в лагерь как раз к моменту, когда Валентина заходит в реактор и начинает впитывать энергию матрицы. Снарт спасает Мика и Рэя, но Валентина успевает слиться с Штайном и становится Огненным Штормом. Джефферсону удаётся достучаться до Штайна и отделить его от Валентины. Без Штайна и квантового стабилизатора, Валентина неспособна управлять ядерной реакцией внутри неё и взрывается. Прыгнув в пространственно-временной тоннель, корабль команды подвергается атаке Хроноса, который принуждает их совершить посадку в 2046 году в антиутопичном будущем Стар-сити, где они встречаются с лучником в зелёном капюшоне, но это не Оливер Куин. |            |                                                  |                    |                                                                                 |                 |             |                     |
| 6 | 6          | «Star-city 2046» «Стар-сити, год 2046»           | Стив Шилл          | Марк Гуггенхайм и Рэй Утарначитт                                                | 25 февраля 2016 | 4X6356      | 2,47                |
| Когда сбой посылает корабль в 2046 год, в Стар-сити, наши герои сталкиваются с пугающей версией своего собственного будущего, в котором они никогда не остановили Сэвиджа и не вернулись домой. Город в руинах и переполнен преступниками, что воодушевляет Рори. Сара подавлена уничтожением своего дома и ошеломлена, когда узнает, что произошло с ее старым другом Оливером Куином. Единственным, кто сражается за город, является Джон Дигл-младший, который называет себя Коннором Хоуком и носит костюм Зелёной Стрелы. Преступным элементом заправляет новый Детстроук по имени Грант Уилсон — сын Слэйда Уилсона. Рори решает остаться в этом мире и управлять местной бандой, однако Снарт оглушает его и заставляет следовать его приказам. Рэй и Джакс пытаются заигрывать с Кендрой, однако она не хочет ввязываться в отношения. Люди Гранта берут Коннора в плен, и Сара убеждает постаревшего и однорукого Оливера спасти его. Всей команде удаётся победить злодея и спасти Коннора. Оба героя в капюшонах решают работать вместе, чтобы вновь оживить город. Отремонтировав корабль с помощью технологий компании Фелисити Смоук, Рип решает ударить по Сэвиджу тогда, когда тот того не ожидает. |            |                                                  |                    |                                                                                 |                 |             |                     |
| 7 | 7          | «Marooned» «Отрезанный от мира»                  | Грегори Смит       | Андерсон Макензи и Фил Клеммер                                                  | 3 марта 2016    | 4X6357      | 2,28                |
| Рип пытается найти след Сэвиджа до 1975 года, однако это ему не удаётся, тем более, что его корабль отрезан от базы данных его бывших нанимателей. Команда получает сигнал бедствия с другого пространственно-временного корабля под названием «Ахерон», который застрял в глубоком космосе, и Рип берёт курс на «Ахерон», чтобы украсть самую свежую версию базы данных. Рип, Штайн, Джефферсон и Мик забираются на борт другого корабля с помощью челнока. Они попадают в засаду временных пиратов, которые хотят заполучить корабль Рипа. Капитан пиратов пытается взять «Волнолёт» на абордаж, но Рип активизирует защитные протоколы, чтобы предотвратить это. Пираты стреляют по «Волнолёту» и повреждают обшивку. Сара и Снарт пытаются закрыть брешь, но автоматические системы запирают их в повреждённом отсеке, из которого выходит воздух. Штайн спасает остальных, тогда как Рэй выходит в открытый космос, чтобы починить брешь снаружи. Тем временем, Мик предаёт команду и помогает пиратам попасть на борт «Волнолёта» взамен на обещание вернуть его домой. Рипу и другим удаётся вернуть «Ахерон» его законному капитану, тогда как Сара и Снарт останавливают пиратов и Мика на борту «Волнолёта». Капитан «Ахерона» даёт Рипу информацию о местонахождении Сэвиджа. Снарт обещает сделать так, чтобы Мик больше никогда не смог навредить команде. Рэй и Кендра сближаются. Всё это время, Рип вспоминает, как его жена отказалась от шанса быть путешественницей во времени ради того, чтобы быть с ним. |            |                                                  |                    |                                                                                 |                 |             |                     |
| 8 | 8          | «Night of the Hawk» «Ночь Ястреба»               | Джо Данте          | Сара Николь Джонс и Кортни Норрис                                               | 10 марта 2016   | 4X6358      | 2,01                |
| Рип и его команда прибывают в штат Орегон в 1958 году, чтобы расследовать серию загадочных убийств каким-то образом связанных с Сэвиджем. Там им приходится терпеть тогдашние моральные ценности, включая унижение женщин, чёрных и людей нетрадиционной ориентации. Внедрившись в психбольницу, Сара узнаёт, что Сэвидж здесь известен как доктор по имени Кёртис Нокс. Рэй и Кендра притворяются мужем и женой, чтобы расследовать убийства в небольшом пригороде, но узнают, что Сэвидж является их соседом. Тем временем, на Джефферсона нападает гуманоидное птицеподобное существо, которого создал Сэвидж из метеорита с энным металлом, подобно тому, который дал Кендре и Картеру их способности 4000 лет назад и сделал Сэвиджа бессмертным. Пытаясь доставить раненную девушку в больницу, Джефферсона похищает местный шериф, который доставляет его Сэвиджу. Команда пытается напасть на Сэвиджа в его психбольнице, где он уже вколол Джефферсону сыворотку с энным металлом и превратил его в одно из птицеподобных существ. Кендра пытается соблазнить Сэвиджа, но он раскусывает и чуть не убивает её. Её спасает Рэй. Остальным членам команды удаётся взять Джефферсона. На борту корабля, доктор Штайн и Гидеон создают противоядие, которое возвращает Джефферсону и другим жертвам их человеческую сущность и обличие. Затем появляется Хронос и штурмует корабль, заставляя «Волнолёт» совершить экстренный взлёт, оставляя Рэя, Сару и Кендру и 1958 году. |            |                                                  |                    |                                                                                 |                 |             |                     |
| 9 | 9          | «Left Behind» «Оставленное позади»               | Джон Шовальтер     | Бет Шварц и Грейн Годфри                                                        | 31 марта 2016   | 4X6359      | 2,06                |
| Хронос наносит повреждения «Волнолёту» и убегает, забрав с собой Снарта. Рипу приходится перезагрузить Гидеона, чтобы вернуть управление кораблём, но они застревают в потоке времени. Тем временем для оставшихся Сары, Кендры и Рэя проходит два года. Кендра и Рэй живут как пара и устроили себе нормальную жизнь (Рэй — профессор в университете, а Кендра — библиотекарь). Сара же вернулась (с её точки зрения) в Лигу Убийц. Рип и остальные прибывают в 1960 год, следуя за маяком Рэя, и забирают Рэя и Кендру. Затем они летят в Нанда-Парбат, убежище Лиги убийц, чтобы забрать Сару, но у неё произошло смещение во времени, в результате чего она частично потеряла связь с прошлым и сдала их Лиге. По правилам Лиги все нарушители подлежат казни. Рип, знакомый с традициями Лиги убийц, требует возможности доказать себя в поединке. Ра'с выбирает Сару как своего бойца, а Рип — Кендру. Во время поединка Сара чуть не убила Кендру, но последней удалось достучаться до Сары. Внезапно нападает Хронос, но команде удаётся нейтрализовать его. Хронос повержен, но Снарт, заморозивший и разбивший свою кисть, чтобы выбраться из наручников, не даёт им убить его, раскрывая его личность. Хронос снимает шлем перед командой и раскрывает свою личность — Мик Рори. Оказывается, Снарт не убил его, а просто оставил без сознания. Затем его нашли Повелители Времени и тренировали его быть их охотником. Заперев его в камере на борту корабля, команда решает попытаться реформировать Мика. Рип использует технологии корабля, чтобы воссоздать кисть Снарта из образца ДНК. После всего этого команда решает отправиться в 2147 год в место под названием Каснийский Конгломерат. |            |                                                  |                    |                                                                                 |                 |             |                     |
| 10 | 10         | «Progeny» «Потомство»                            | Дэвид Геддес       | Фил Клеммер и Марк Гуггенхайм                                                   | 7 апреля 2016   | 4X6360      | 1,88                |
| Команда путешествует в 2147 год, чтобы найти Сэвиджа. Рип объясняет, что через 5 лет, самым развитым государством под названием Каснийский Конгломерат, будет править Пер Дегатон, который войдёт в историю как злодей наравне с Гитлером и уничтожит большую часть населения Земли, позволяя Сэвиджу стать владыкой мира. После споров на тему стоит ли убить молодого Пера до его восхождения к власти, герои решают выкрасть его взамен. Рип выкрадывает мальчика, но не может убить его, над чем насмехается Пер, цитируя Сэвиджа, своего наставника. Тем временем, Рэй узнаёт, что местной полицией служат летающие роботы похожие на его костюм. Решив узнать, как его технология развилась с 2016 года, он узнаёт, что их производит компания, ведомая Рэйчел Тёрнер, которая является его возможным потомком, хотя он вроде бы и не имел детей. Сэвидж убеждает правителя страны Тора Дегатона напасть на «Волнолёт», чтобы вызволить наследника. Команде удаётся сдерживать армию Конгломерата, тогда как Рэй и Кендра летят в командный центр роботов, чтобы отключить их. Там он узнаёт, что Рэйчел Тёрнер — потомок его брата Сидни, который забрал технологию исчезнувшего Рэя и направил исследования по менее этическому пути. Рэйчел помогает ему отключить роботов, а прибывший Рип заключает с Тором сделку: Пер в обмен на жизни команды. Несмотря на протесты Сэвиджа, Тор соглашается. К сожалению, вмешательство команды в ход истории лишь ускоряет процесс прихода Пера (и, следовательно, Сэвиджа) к власти. Сэвидж убеждает мальчика убить отца и, на правах опекуна, приказывает выпустить смертоносный вирус за пределами Конгломерата. Рип не уверен, принял ли он правильное решение, оставив Пера в живых. Снарт и Рори решают выяснить отношения раз и навсегда. Рори одерживает верх, но не может убить старого товарища. Вместо этого, он раскрывает, что, так как он провалил задание, то Повелители времени пошлют за всеми (включая его) ещё более жестоких охотников. |            |                                                  |                    |                                                                                 |                 |             |                     |
| 11 | 11         | «The Magnificent Eight» «Великолепная восьмёрка» | Тор Фройдентал     | Рассказ: Грег Берланти и Марк Гуггенхайм Телесценарий: Марк Гуггенхайм          | 14 апреля 2016  | 4X6361      | 1,98                |
| Команда прибывает в 1871 год в городок под названием Сэлвэйшн на территории Дакоты, чтобы скрыться от Охотников. Пока Рип пытается сообразить, что делать дальше, остальные направляются в городок. Затеяв драку в местном салуне, команда знакомится с охотником за наградой по имени Джона Хекс, который признаёт в них путешественников во времени и требует, чтобы его привели к Рипу Хантеру, с которым он когда-то защищал другой городок. Кендре приходит видение одной из её прошлых жизней, и она отправляется с Сарой расследовать его. Рэй и остальные (кроме Рипа, который отказывается покидать корабль) направляются в Сэлвэйшн, чтобы защитить городок от набега банды Стиллуотера. Кендра и Сара обнаруживают уединённый домик с пожилой женщиной, в которой Кендра признаёт прошлую версию себя. Женщина рассказывает о том, как потеряла своего возлюбленного Галлибала Хоукса (её версию Картера), и предупреждает Кендру об опасности любить другого мужчину, так как это всегда кончается плачевно. Тем временем, Штайн решает спасти сына работницы салуна от туберкулёза, используя лекарство из будущего. Он узнаёт, что мальчика зовут Герберт Джордж Уэллс. Напав на бандитов, команде удаётся схватить главаря Джеба Стиллуотера, однако бандиты хватают Джексона. По совету Хекса, команда устраивает дуэль между Рипом и Джебом за судьбу городка и Джексона. Рип убивает злодея. Его люди отпускают Джексона и уходят. Но затем появляются Охотники и затевают перестрелку. Команда побеждает, но умирая, один из Охотников раскрывает, что Повелители времени активизировали протокол «Омега» и послали Пилигрима убить более ранние их версии. |            |                                                  |                    |                                                                                 |                 |             |                     |
| 12 | 12         | «Last Refuge» «Последнее пристанище»             | Рэйчел Талалэй     | Крис Федак и Мэттью Маала                                                       | 21 апреля 2016  | 4X6362      | 1,78                |
| Пилигрим начинает охоту за каждым из членов команды. Гидеон предсказывает её действия, отслеживая временные возмущения. После того, как они спасают молодые версии Мика и Сары, Рип теряет след Пилигрима, что позволяет ей безнаказанно напасть на любого из других членов команды до их попадания на борт. Пилигрим нападает на Рэя в 2014 году, но команда прибывает вовремя и спасает молодого Рэя и его современную версию. Рип решает похитить младенческие версии остальных членов команды, чтобы не дать Пилигриму шанс на успех. Им это удаётся, и они оставляют свои молодые версии у приёмной матери Рипа. Пилигрим похищает близких команды (включая отца Джексона, жену Штайна, первую невесту Рэя и отца Сары), чтобы вынудить их сдать себя. Взамен, Рип предлагает выдать ей мальчика по имени Майкл, свою молодую версию (все Повелители времени обязаны придумать себе новое имя после посвящения). Во время обмена команда нападает на Пилигрима, но она сдерживает их своей способностью замораживать время. Но она не замечает молодого Майкла/Рипа, который всаживает её нож в ногу. Отвлекшись на него, Пилигрим погибает под перекрёстным огнём команды. Джексон наконец общается с отцом, которому суждено погибнуть в бою через две недели после рождения сына. Кендра и Рэй решают пожениться. Рип же утверждает, что у них не осталось выбора, кроме как нападать на Сэвиджа в том времени, где он уже властелин мира. |            |                                                  |                    |                                                                                 |                 |             |                     |
| 13 | 13         | «Leviathan» «Левиафан»                           | Грегори Смит       | Сара Николь Джонс и Рэй Утарначитт                                              | 28 апреля 2016  | 4X6363      | 1,86                |
| Команда направляется в Лондон 2166 года, чтобы уничтожить Сэвиджа перед тем, как он сможет завершить свой захват мира. Следя за Сэвиджем, Кендра замечает, что один из его офицеров носит золотой браслет, который принадлежал ей в момент её первой смерти в древнем Египте. Команда пытается выкрасть браслет, зная, что только предметы, связанные с тем днём, могут убить бессмертного злодея. Также, они входят в союз с местными повстанцами. Этим офицером оказывается дочь Сэвиджа. Она узнаёт членов команды по рассказам отца, и Снарт похищает её. Снарту удаётся убедить её, что Сэвидж — вовсе не спаситель человечека от диктатора Пер Дегатона, а тот, из-за которого погибла её мать. Она соглашается помочь команде. Рори помогает Кендре расплавить браслет и покрыть им булаву Картера, чтобы этим оружием можно быть убить Сэвиджа. Рэй узнаёт, что самым совершенным оружием Сэвиджа является гигантский робот под названием Левиафан, который повреждает «Волнолёт». Пока остальные выманивают Сэвиджа с помощью его дочери, Рэй меняет полярность своего костюма и увеличивается до размеров робота, чтобы бороться с ним. Булава оказывается эффективной, но Кендра не может нанести последний удар, узнав, что одним из его солдат является возрождённый Картер и, что Сэвидж заблокировал его память, сделав его своим верным охранником. Чтобы спасти разум её возлюбленного, она и Рип забирают Сэвиджа и Картера на «Волнолёт». |            |                                                  |                    |                                                                                 |                 |             |                     |
| 14 | 14         | «River of Time» «Река времени»                   | Элис Троутон       | Кортни Норрис и Андерсон Маккензи                                               | 5 мая 2016      | 4X6364      | 1,63                |
| Исследовав останки робота, команда узнаёт, что его технологический уровень на сто лет опережает технологии, доступные Сэвиджу, раскрывая, что Сэвидж занимается манипуляцией времени. Сэвидж подтверждает, что это появление Рипа через тысячелетия после их первой встречи натолкнуло его на мысль о возможности путешествий во времени. Рип считает, что это открытие заставит Повелителей времени принять его сторону и берёт курс на Точку схода, пространственно-временную станцию Повелителей в конце Вселенной. По пути, ломается временной двигатель, и Рип посылает Джефферсона отремонтировать его. Это удаётся, но Джефферсон оказывается облучён временной радиацией и начинает быстро стареть. Чтобы спасти его, Штайн посылает его в 2016 год на челноке, считая, что это обратит процесс. Картера держат взаперти, и Кендра пытается пробудить его воспоминания, приводя к разрыву её отношений с Рэем. Сэвидж пытается манипулировать членами команды, что, в конце концов, позволяет ему бежать из камеры заключения. Он освобождает Картера, и они начинают штурм корабля. В поединке с Кендрой Сэвидж берёт верх и готовится убить её. Вдруг, Картер вспоминает всё и нападает на него. Сэвидж всаживает в него нож, но не насмерть. Кендра отключает злодея ударом. Корабль прибывает в Точку схода и Рип представляет Сэвиджа совету Повелителей времени. К своему ужасу он узнаёт, что они всё это время сотрудничали с ним. Сэвиджа готовятся отослать обратно в 2166 год, а команду арестовывают. Сэвидж насмехается над заключённым Рипом, утверждая, что он готовится к встрече с его семьёй. |            |                                                  |                    |                                                                                 |                 |             |                     |
| 15 | 15         | «Destiny» «Судьба»                               | Олатюнде Осунсанми | Рассказ: Марк Гуггенхайм Телесценарий: Фил Клеммер и Крис Федак                 | 12 мая 2016     | 4X6365      | 1,89                |
| Мика забирают на промывку мозгов, чтобы он вновь стал Хроносом, тогда как Сэвидж забирает Кендру и Картера в 2166 год на своём собственном корабле. Сара и Снарт, которым удалось избежать ареста, содействуют с Гидеоном, чтобы вызволить команду. Дрюс объясняет Рипу, что, в 2175 году, на Землю нападут пришельцы, и лишь Сэвидж способен объединить землян чтобы остановить их. Он также раскрывает существование Ока, которым Повелители времени пользовались, чтобы манипулировать Рипом и его командой чтобы помочь Сэвиджу прийти к власти, включая убийство жены и сына Рипа. Сара и Снарт обезвреживают остальные корабли и вызволяют команду. Промывка мозгов не действует на Мика. Чтобы вернуть свои судьбы себе, они решают уничтожить Око. Там их ждёт Дрюс с солдатами, но затем прибывает исцелённый Джефферсон, который отремонтировал челнок с помощью Штейна из первой серии, и перебивает солдат. Снарт жертвует собой, чтобы взорвать Око вместе с Дрюсом. Скорбя о гибели товарища, команда решает следовать за Сэвиджем. Тем временем, Сэвидж возвращается в 2166 год и убивает семью Рипа несмотря на мольбы Кендры. Затем он связывается с Повелителями и узнаёт, что они больше не способны ему помогать либо вмешиваться в историю. Он решает воспользоваться своим кораблём, чтобы изменить историю. |            |                                                  |                    |                                                                                 |                 |             |                     |
| 16 | 16         | «Legendary» «Легендарные»                        | Дермотт Доунс      | Рассказ: Грег Берланти и Крис Федак Телесценарий: Фил Клеммер и Марк Гуггенхайм | 19 мая 2016     | 4X6366      | 1,85                |
| Рип возвращает команду в 2016-й, не желая быть ответственным за их смерти, но команда не желает оставаться в стороне. Сара узнаёт об убийстве Лорел и требует, чтобы Рип позволил ей спасти сестру. Рип объясняет, что попытка спасения Лорел приведёт к гибели Сары и её отца. Рэй и Штейн создают маяк, который вызывает «Волнолёт» обратно. Тем временем Кендре удаётся оставить Рипу сообщение, что она находится во Франции в 1944 году, где Сэвидж отбирает у нацистов метеорит с энным металлом. Команда прибывает и спасает Картера, тогда как Кендра остаётся в руках злодея. Сэвидж объясняет, что метеориты послали на Землю танагарцы, раса инопланетян, которая желает захватить нашу планету. Он планирует использовать кровь Кендры и Картера, чтобы активировать технологии пришельцев внутри метеоритов и стереть время начиная с 1700 года до н. э., собираясь создать новую историю и править Землёй. Штейн догадывается, как Сэвидж собирается это сделать: он проведёт один и тот же ритуал в трёх временных периодах и создаст парадокс. Он также считает, что радиация метеоритов во всех трёх эпохах сделает Сэвиджа смертным, позволяя любому человеку убить его. Команда разделяется на пары: Мик и Рэй направляются в 1958-й, Сара и Огненный Шторм — в 1975-й, а Рип и Картер — в 2021-й. Всем трём группам удаётся убить свою версию Сэвиджа. Рэй и Огненный Шторм уничтожают свои метеориты (Рэй уменьшает его, делая взрыв не сильнее хлопушки, а Шторм трансмутирует метеорит в воду), а Рип использует «Волнолёт», чтобы сбросить третий в Солнце, прежде чем тот взорвётся и уничтожит Землю. Кендра и Картер решают остаться в 2016-м, ведь Сэвидж более не угрожает им. Остальные решают помочь Рипу защищать время. Но затем появляется ещё один корабль, из которого выходит человек по имени Рекс Тайлер из «Общества Справедливости Америки» и предупреждает команду об их грядущей смерти, после чего исчезает из реальности. |            |                                                  |                    |                                                                                 |                 |             |                     |

### Сезон 2 (2016-17)
| № общий | № в сезоне | Название                                                           | Режиссёр        | Автор сценария                                                                  | Дата премьеры   | Произв. код | Зрители в США (млн) |
| --- | ---------- | ------------------------------------------------------------------ | --------------- | ------------------------------------------------------------------------------- | --------------- | ----------- | ------------------- |
| 17 | 1          | «Out of Time» «Вне времени»                                        | Дермотт Даунс   | Рассказ: Грег Берланти и Крис Федак Телесценарий: Марк Гуггенхайм и Фил Клеммер | 13 октября 2016 | T13.20001   | 1,82                |
| 2016 год. Историк Нейт Хэйвуд заручается помощью мэра Стар-сити — Оливера Куина, чтобы найти затопленный «Волнолёт». На борту, они обнаруживают лишь Мика в стазисе и, пробудив его, они узнают, что произошло — без Повелителей времени, команда Рипа Хантера — Мик, Рэй, Сара, Джефферсон и профессор Штейн — продолжали путешествовать по эпохам, исправляя отклонения во времени, избегая 1942 года из-за предупреждения Рекса Тайлера. Затем они узнали, что Нью-Йорк был уничтожен атомным взрывом в этом году, и посчитали, что нацисты похитили Альберта Эйнштейна и заставили его создать бомбу для них. Похитили великого физика, но история не изменилась, тогда Эйнштейн предполагает, что похитили его первую жену и партнёра — Милеву Марич, которая тоже способна создать атомную бомбу. Выследив злодеев, команда спасает Милеву, но Сара пытается убить Дэмиена Дарка, считая, что это спасёт её сестру в 2016 году. Дарку удаётся сбежать и запустить свою бомбу с немецкой подлодки. Затем Рип телепортировал всех, кроме Мика и себя с «Волнолёта», разбросав их по временным реальностям, поместил Рори в стазис и позволил бомбе удариться о борт корабля. Мик и Нейт затем собирают остальных членов команды — они спасают Рэя от тираннозавра, Джефферсона и профессора Штейна от обезглавливания, а Сару от повешения как ведьму, но не находят следов Рипа, который оставил им прощальное послание. Исправив события в 1942 году, команду ловят члены «Общества Справедливости Америки». Тем временем, Дарк встречается со своим партнёром — Обратным Флэшем. |            |                                                                    |                 |                                                                                 |                 |             |                     |
| 18 | 2          | «The Justice Society of America» «Общество Справедливости Америки» | Майкл Гроссмон  | Крис Федак и Сара Николь Джонс                                                  | 20 октября 2016 | T13.20002   | 1,80                |
| Члены «Общества Справедливости Америки» нападают на команду «Легенд» и берут их в плен, считая, что они — нацистские шпионы, а Нейт раскрывает свою тайну — он внук одного из членов «Общества» — Командира Стали. Рекс Тайлер утверждает, что с «Легендами» он никогда не встречался и просит их покинуть эпоху Второй Мировой Войны. «Общество» отправляется в Париж, чтобы следить за Бароном Кригером — нацистским капитаном. Тем временем, Эобард Тоун отдаёт Барону некую сыворотку и рассказывает о том, что хочет заключить сделку с Адольфом Гитлером. Вскоре, Нейт узнаёт, что операция «Общества» обречена на провал и гибель всех членов команды, включая и самого Хэйвуда, который является потомком Командира Стали. «Легенды» узнают, что Кригер перевозит загадочный амулет, и начинают работать вместе с командой супергероев Второй Мировой Войны. Профессор Штейн берёт на себя роль лидера и координатора, и пока остальные сражаются с нацистами, Рэй и Амайя Дживи по прозвищу «Виксен» нападают на Кригера, который принимает сыворотку, которая временно превращает его в сверхсильного берсерка. В результате, Рэй и Амайя попадают в плен, а Кригер заставляет Атома скопировать сыворотку. Профессор Штейн осознаёт, что из него выходит ужасный лидер, и передаёт свои полномочия Саре, после чего обе команды нападают на базу нацистов, спасают Рэя и Амайю и уничтожают Кригера, но Нейт серьёзно ранен во время операции, что усугубляется тем, что он — гемофил. Рэй спасает его модифицированной сывороткой и «Легенды» покидают 1942 год. В сцене после титров, в штаб-квартире «Общества» в Нью-Йорке появляется Обратный Флэш, который убивает Часового — Рекса, объясняя его исчезновение в 2016 году, и забирает амулет. Перед смертью, Рекс успевает сообщить Амайе, что его убил путешественник во времени. |            |                                                                    |                 |                                                                                 |                 |             |                     |
| 19 | 3          | «Shogun» «Сёгун»                                                   | Кевин Танчароен | Фил Клеммер и Грейн Годфри                                                      | 27 октября 2016 | T13.20003   | 1,75                |
| Амайя проникает на борт «Волнолёта» и нападает на Мика, считая его убийцей Рекса. Её останавливает Нейт, у которого проявляются метаспособности сродни Балке, то есть его кожа превращается в сталь. Сара убеждает Амайю, что, скорее всего кто-то другой виновен в убийстве Часового. Во время тестирования способностей Нейта, он ненароком вышибает внешний люк и вылетает во временной поток. Рэй вылетает за ним, и оба попадают в феодальную Японию XVII века. Нейта находит и выхаживает девушка по имени Ямасиро Масако, которая обязана выйти замуж за сёгуна Токугава Иэмицу на следующий день. Самураи сёгуна берут Рэя в плен, и Токугаву заинтересовывает его странные доспехи. Сара, Амайя и Мик вызволяют Рэя из плена, но убегают от сёгуна в костюме Атома. Они встречаются с Нейтом, который больше не является гемофилом из-за сыворотки. Нейт отказывается оставить Масако на произвол судьбы, зная, что Токугава Иэмицу известен тем, что убивает жён. Легенды и Амайя защитят деревню от сёгуна и его самураев. Рэй, скрепя сердце, объясняет Нейту как уничтожить его костюм. Тем временем, Штейн и Джефферсон обнаружевают тайный оружейный склад на борту корабля и сообщение от Барри Аллена 2056 года для Рипа и только для Рипа. |            |                                                                    |                 |                                                                                 |                 |             |                     |
| 20 | 4          | «Abominations» «Отвратности»                                       | Майкл Алловиц   | Марк Гуггенхайм и Рэй Утарначитт                                                | 3 ноября 2016   | T13.20004   | 1,75                |
| Команда получает сигнал бедствия о временном пирате, попавшем в штате Миссисипи в 1863 году в самый разгар гражданской войны. По прибытии они встречают свободного чёрного человека по имени Генри Скотт, убегающего от солдат Конфедерации, которые превратились в зомби из-за вируса, полученного от пирата. Легенды побеждают зомби, но Генри погибает. Перед смертью Генри раскрыл им, что является Северным шпионом, посланным выкрасть боевые планы для генерала Гранта. Он просит Джефферсона выполнить задание. Также оказывается, что Мика укусил зомби. Рэй и Штейн забирают его на «Волнолёт» и пытаются вылечить. Сара и Нейт отправляются в лагерь Гранта, чтобы предупредить их об опасности, тогда как Джексон и Амайя притворяются рабами, чтобы выкрасть планы. Джексон грубит хозяину плантации, и его запирают в хлеву с рабами. Амайя вызволяет его и рабов. Один из рабов помогает Джефферсону найти планы во время нападения зомби на плантацию. Джексон сжигает поместье. Тем временем, солдаты Союза отражают нападение зомби. Сара посылает Нейта заманить зомби к ящику с нитроглицерином и взорвать его. Нейту удаётся вовремя превратить свою кожу в сталь. Джефферсон отдаёт планы Гранту, называясь Генри Скоттом, восстанавливая историческую победу Севера. Благодарный Мик отдаёт Рэю ледяную пушку Снарта. |            |                                                                    |                 |                                                                                 |                 |             |                     |
| 21 | 5          | «Compromised» «Компромисс»                                         | Дэвид Геддес    | Кето Шимидзу и Грейн Годфри                                                     | 10 ноября 2016  | T13.20005   | 1,77                |
| В 1987 году, Эобард Тоун предлагает сотрудничество Дэмиену Дарку, но Дарк отказывается. На борту «Волнолёта», Нейт обнаруживает аномалию в том же году, связанную с подписанием договора о РСМД. Легенды проникают в Белый дом под видом туристов и обнаруживают, что Дарк является одним из организаторов договора. Сара пытается убить его, но вмешательство охраны заставляет команду бежать. Вскоре они узнают, что Дарк заключает собственную тайную сделку с КГБ. Тем временем, Амайя пытается найти нынешних членов ОСА, но обнаруживает, что ОСА давным-давно не существует. Единственный оставшийся член — пожилой Обсидиан — помогает команде внедриться в Белый дом под видом гостей. Вернувшись в Белый дом во время бала, они обнаруживают его в подвале, обменивает оптический диск на коробку с неизвестным предметом. Обсидиан принимает пулю от Дарка взамен Амайи, но Гидеон исцеляет его. Рэю удаётся обезвредить бомбу, подложенную Дарком на балу, но для этого ему приходится разобрать пушку Снарта, с чем смиряется Мик. Сара обезвреживает Дарка, но решает не убивать его. Вместо этого она раскрывает его будущее: провал его великого плана, убийство его жены и его собственную смерть. Тоун вызволяет Дарка, и Сара понимает, что против них работает бегун побыстрее Флэша. Перед этим, Саре удаётся выкрасть коробку у Дарка. Поражённый рассказом Сары, Дарк хочет стать партнёром Тоуна. Тоун соглашается и сажает его в капсулу, которую он затем забирает во временной тоннель. |            |                                                                    |                 |                                                                                 |                 |             |                     |
| 22 | 6          | «Outlaw Country» «Страна беззакония»                               | Чери Нолан      | Мэттью Маала и Крис Федак                                                       | 18 ноября 2016  | T13.20006   | 1,85                |
| Команда засекает возмущение в штате Колорадо в 1874-м. По прибытии они спасают Джону Хекса от казни. Он объясняет, что сражается против главаря бандитов по имени Квентин Тёрнбул. Нейт раскрывает, что, согласно изменённой истории, Тёрнбул возглавит отделение западных территорий США в новое государство под названием Страна Тёрнбула. Легенды узнают, что люди Тёрнбула добывают сплав карликовой звезды в шахте, которую Тёрнбул обнаружил благодаря сканнеру из будущего. Тёрнбул планирует использовать сплав, чтобы взорвать ключевой железнодорожный путь, таким образом, изолируя территорию от вторжения Армии США. У Джоны старые счёты с Тёрнбулом, но Сара убеждает его, что месть ничего не решает. Сара и Джона нападают на лагерь бандитов, тогда как Мик и Амайя взрывают шахту динамитом. Нейт использует свои способности, чтобы остановить поезд, которым Тёрнбул планировал взорвать дорогу. Джона решает сдать Тёрнбула властям. Рэю удаётся сохранить достаточное количество сплава, чтобы начать создание нового костюма Атома. Он также создал геройский костюм для Нейта. Амайя предлагает Мику помощь в укрощении его злобы. Тем временем, Штейн испытывает видения новых воспоминаний о неизвестной ему женщине, которую он любит. Он и Джексон понимают, что Штейн каким-то образом повлиял на собственную историю. Сара говорит команде, что их вызывают обратно в 2016-й, чтобы помочь друзьям. |            |                                                                    |                 |                                                                                 |                 |             |                     |
| 23 | 7          | «Invasion!» «Вторжение!»                                           | Грегори Смит    | Рассказ: Грег Берланти Телесценарий: Марк Гуггенхайм и Фил Клеммер              | 1 декабря 2016  | T13.20007   | 3,39                |
| Серия завершает сюжет, начатый в 8 серии третьего сезона телесериала «Флэш» и продолженный в 8 серии пятого сезона телесериала «Стрела». Нейт вычисляет, что первое прибытие Доминаторов на Землю произошло в штате Орегон в 1951-м. Он, Мик, Амайя, Фелисити и Циско отправляются на «Волнолёте» в то время, чтобы похитить одного из пришельцев и допросить его. По прибытии им удаётся вырубить Доминатора, но их затем окружают люди агента Смита. В плену, они узнают от Доминатора, что пришельцы прибыли изучить людей и понять, представляют ли они угрозу для их расы. Их вызволяют Фелисити и Циско. Тем временем, в Централ-сити 2016 года, команду вызывают на встречу с новым президентом США. Но вместо неё прибывает агент Смит и его люди. Герои побеждают агентов и узнают от Смита, что пришельцы знают о Флэшпойнте и требуют его сдачи взамен на перемирие. Группа Нейта возвращается. Они раскрывают, что супероружием Доминаторов является огромная бомба, предназначенная для убийства всех металюдей на Земле. При этом, миллионы обычных людей также погибнут. Команда категорически против того, чтобы Барри пожертвовал собой, даже Циско, который наконец мирится с ним. Доминаторы высаживают огромную армию по всему миру. Пока остальные герои (кроме Теи, которая вернулась домой) сражаются с ними, Сара и Циско на «Волнолёте» удерживают бомбу лучом, а Огненный Шторм трансмутирует её в воду. Барри и Кара используют сверхскорость, чтобы прикрепить к каждому Доминатору наноустройство, разработанное гениальной дочерью Штейна и вызывающее сильнейшую боль. После уничтожения бомбы Доминаторы улетают. Во время пресс-конференции, президент благодарит команды. Циско даёт Каре устройство по перемещению между Землёй-1 и Землёй-38. Мартин просит Джефферсона не говорить остальным, что его дочь Лили является отклонением во времени, так как он не хочет её терять. |            |                                                                    |                 |                                                                                 |                 |             |                     |
| 24 | 8          | «The Chicago Way» «Дорога на Чикаго»                               | Ральф Хемекер   | Сара Николь Джонс и Рэй Утарначитт                                              | 8 декабря 2016  | T13.20008   | 2,00                |
| Тоун, Дарк и их новый напарник Мерлин путешествуют в Чикаго 1927 года и предлагают свою помощь Аль Капоне. Попав туда же, команда пытается спасти агента Элиота Несса, которому суждено уничтожить криминальную империю Капоне. Несс всё же попадает в руки Капоне, которой сталкивает его с пирса с цементными брусьями на ногах. Команда успевает спасти его, но Нессу необходимо время на излечение, так что Нейт выдаёт себя за него. Тоун похищает Сару и Штейна. Мерлин предлагает Саре изменить её историю, ведь это он всё начал, подстроив гибель «Гамбита». Когда она отказывается, Тоун забирает Штейна и пытает его. Мику начитается являться покойный Снарт, критикующий его за то, что он больше не ведёт себя как преступник. Мик предлагает команде работать по-преступному и напасть на людей Капоне. Таким образом, они обнаруживают и вызволяют Сару и Штейна. Однако «Штейн» — на самом деле Тоун, сменивший обличье. Когда его выявляют, он открывает внешний люк «Волнолёта» и впускает Мерлина и их людей, которые затевают бой с Легендами. Мик помогает Амайе взять Тоуна, но злодей убегает. Как выясняется, Сара отдала Тоуну амулет взамен на местонахождение настоящего Штейна. Команда прибывает вовремя, чтобы спасти профессора от участи многих жертв Капоне. Штейн также рассказывает Саре о своей дочери. Мик и Амайя сближаются. Нейт и Рэй передают Нессу бухгалтерскую книгу Капоне, чтобы гангстера могли взять за неуплату налогов. Тоун, Дарк и Мерлин воссоединяют амулет с артефактом Тоун забрал у ОСА. Оказывается, артефакт является компасом, ведущим к Копью Судьбы, артефакту, способному изменять реальность. Чтобы его найти, им нужен Рип. Тем временем, в 1967-м, Рип является кинорежиссёром в Лос-Анджелесе, снимающим фильм о своих приключениях. |            |                                                                    |                 |                                                                                 |                 |             |                     |
| 25 | 9          | «Raiders of the Lost Art» «В поисках утраченного искусства»        | Дермортт Даунс  | Кето Шимидзу и Крис Федак                                                       | 24 января 2017  | T13.20009   | 1,74                |
| Во время попытки Дарка уничтожить Нью-Йорк, Рип достаёт обломок Копья из потайного места на «Волнолёте» и использует временной двигатель, чтобы бежать. В настоящем, Легенды узнают о Копье и прибывают в Лос-Анджелес 1967 года как раз когда Дарк и Мерлин пытаются схватить Рипа. Рип не помнит ничего о своих приключениях и снимает студенческий фильм о Рипе Хантере вместе с Джорджем Лукасом. Прибывает полиция и арестовывает Рипа, тогда как Легенды и Легион разбегаются. Легендам удаётся извлечь Рипа из полицейского участка на «Волнолёт», но затем они узнают, что Рэй и Нейт более не являются экспертами в своих областях из-за изменения во времени. Из-за перестрелки между Легендами и Легионом Джордж Лукас решил забросить кино и вернуться домой. Таким образом, более не существует ни «Звёздных войн», ни фильмов о приключениях Индианы Джонса, которые вдохновили Рэя и Нейта стать учёным и историком, соответственно. У Рэя больше нет костюма Атома, а Нейт потерял свои метаспособности. Нейт, Рэй и Амайя пытаются убедить Лукаса вернуться в университет, остальные узнают от Рипа, что обломок Копья был у Лукаса в качестве реквизита для фильма, прежде чем Лукас выбросил весь реквизит в мусорный бак. Дарк и Мерлин заставляют их копаться в пресс-компакторе в поисках Копья. Прибывают остальные, и начинается сражение. Амайе удаётся убедить Лукаса вернуться к любимому занятию, и Рэй и Нейт вновь обретают свои способности. Во время боя появляются Тоун и Рип. Рип притворяется Повелителем времени, но его быстро раскусывают, и Тоун похищает его. У Легенд остаются Медальон и обломок Копья. Члены Легиона намерены выпытать у Рипа местоположение остальных обломков. Тем временем Штейн узнаёт о галлюцинациях Мика, который требует, чтобы профессор излечил его. Штейн поначалу находит в голове Мика чип, установленный Повелителями времени, но затем устанавливает, что чип уже давно не работает. Это означает, что галлюцинации Снарта носят эмоциональный характер. |            |                                                                    |                 |                                                                                 |                 |             |                     |
| 26 | 10         | «The Legion of Doom» «Легион смерти»                               | Эрик Ланевилль  | Марк Гуггенхайм и Фил Клеммер                                                   | 31 января 2017  | T13.20010   | 1,78                |
| Легион пытается извлечь из Рипа информацию о местонахождении частей Копья, однако он ничего не помнит. В результате, члены Легиона начинают ругаться. После очередной лекции о том, что он является главным в команде, Тоун опять исчезает куда-то, посылая Дарка и Мерлина в Цюрих 2025 года, чтобы получить доступ к банковскому хранилищу, номер которого Дарк нашёл на зубе Рипа. Тем временем, Штейн забирает Лили на «Волнолёт», чтобы помочь Легендам разобраться в амулете. Благодаря Мику она узнаёт о том, что не должна была существовать и ссорится с отцом. После неудавшегося ограбления банка, Дарк и Мерлин решают объединить усилия, чтобы заставить Тоуна обращаться с ними на равных. Легенды догадываются о личности Тоуна и его цели — воспользоваться Копьём, чтобы вернуть себя в нормальное состояние, так как, благодаря самоубийству Эдди, Тоуна не должно существовать. Дарк и Мерлин возвращаются в банк и вламываются в хранилище, где их настигает Тоун. В хранилище они обнаруживают запись настоящей личности Рипа. Они запирают хранилище и заставляют Тоуна рассказать им, куда он постоянно пропадает. Он раскрывает, что его преследует Чёрный Флэш (бывший Зум) с тех пор как он сбежал из Флэшпойнта. Втроём, Легиону удаётся заманить Чёрного Флэша в хранилище и запереть его на время. Тоун согласен больше не унижать своих напарников. Штейн мирится с Лили и возвращает её домой. Тоун восстанавливает личность Рипа, но с некоторыми изменениями. Затем он посылает Рипа в Нью-Джерси 1776 года, чтобы убить Джорджа Вашингтона. |            |                                                                    |                 |                                                                                 |                 |             |                     |
| 27 | 11         | «Turncoat» «Перебежчик»                                            | Элис Траутон    | Грейн Годфри и Мэттью Маала                                                     | 7 февраля 2017  | T13.20011   | 1,77                |
| Убийство Вашингтона приводит к огромному отклонению в истории. Легенды отправляются на день раньше, в канун Рождества 1776 года, чтобы предотвратить его гибель. На это и рассчитывает Рип, которому Тоун промыл мозги. Под видом британского полковника, он вооружает красномундирщиков современными автоматами. Когда Легенды появляются на рождественском балу, люди Рипа хватают Вашингтона и Мика, а сам Рип стреляет в Сару. Рип детонирует устройство ЭМИ, которое вырубает «Волнолёт», костюм Атома, огнемёт Мика и квантовый стабилизатор Огненного Шторма. Вашингтон и Мик попадают в руки генерала Корноллиса, который собирается казнить Вашингтона за государственную измену. Вашингтон намерен принять смерть с достоинством джентльмена, тогда как Мик советует забыть ему эти старомодные взгляды и быть «настоящим американцем», то есть разбойником. Нейт и Амайя следуют за ними, однако на них нападают гессенцы, и Нейт падает в реку. Амайя спасает его, и они проводят ночь вместе. Наутро, Вашингтон и Мик сражаются с британцами, и им помогают подоспевшие Нейт и Амайя. Тем временем, Рип проникает на борт «Волнолёта», чтобы найти часть Копья. Он угрожает раненой Саре, и Джефферсон выдаёт местоположение артефакта. Однако Рип всё равно сворачивает Саре шею и уходит. Джефферсон отправляется вдогонку, намеренный убить Рипа. К счастью, миниатюрному Рэю удаётся сбежать от огромной (по его меркам) крысы и перезапустить Гидеон, которая исцеляет Сару. Сара догоняет Джефферсона и уговаривает его не убивать Рипа. Последний уходит с Копьём. Легенды отмечают Рождество, а Мик узнаёт, что в Вашингтоне теперь стоит статуя, похожая на него. Амайя считает, что члены команды не должны сближаться, и Нейт нехотя соглашается. |            |                                                                    |                 |                                                                                 |                 |             |                     |
| 28 | 12         | «Camelot 3000» «Камелот 3000»                                      | Антонио Негрет  | Андерсон Маккензи                                                               | 21 февраля 2017 | T13.20012   | 1,64                |
| Рип обнаруживает Чарльза Макнайдера (Доктор Мид-Найт из ОСА) в Детройте 3000 года, убивая его и забирая его обломок Копья. Легенды появляются слишком поздно, чтобы спасти Макнайдера. Гидеон обнаруживает очередной обломок в средневековой Англии в 507-м году н. э. во время правления короля Артура. К великому удивлению Нейта, который утверждает, что Артур — всего-лишь миф, Артур, Камелот и все остальные элементы легенды действительно существуют. Артур знакомит их с Мерлином, которым оказывается Старгёрл, тоже бывший член ОСА. Она объясняет, что, во время последнего задания ОСА в Лейпциге, оставшиеся члены ОСА (Доктор Мид-Найт, Командир Сталь и Старгёрл) обнаружили Копьё Судьбы вместе с Рипом. Рип разделил Копьё на четыре части и разбросал членов ОСА по эпохам, чтобы этот могущественный артефакт не достался никому. Прибыв в средневековую Англию, Старгёрл сформировала Рыцарей Круглого стола, чтобы помочь ей защищать её обломок. Дарк и Рип похищают Артура и используют технологию 3000 года, чтобы Рип подчинил волю короля. Они заявляются в Камелоте и требуют обломок Копья взамен на жизнь Артура и дальнейшее существование Камелота. В ходе сражения погибает Галахад — детский кумир Рэя, и он решает сам стать рыцарем. Сара убеждает Гвиневру помочь им сражаться с армией Легиона, но Старгёрл отказывается отдать им свой обломок. Амайя находит и забирает его (он оказывается частью меча в камне), но Старгёрл ловит её. Оказывается, Старгёрл влюблена в Артура и решает остаться в Камелоте. Она отдаёт обломок Легендам. Узнав, что Рэй стал полноправным рыцарем по имени сэр Рэймонд Палмский, Легенды решают помочь рыцарям сражаться с армией, которой ментально управляет Рип с помощью технологии 3000 года. Перегрузив устройства управления с помощью мозговых волн Рори, Легенды завершают битву и берут Рипа в плен. Дарк сбегает. Рэй скачет за ним и побеждает его в бою на мечах, однако Дарк затем стреляет в него из бластера. К счастью, Рэй надел костюм Атома под доспехами и выживает. В камере заключения «Волнолёта» Рип связывается с Гидеон, которая запрограммирована всегда подчиняться его приказам. |            |                                                                    |                 |                                                                                 |                 |             |                     |
| 29 | 13         | «Land of the Lost» «Затерянный мир»                                | Ральф Хемекер   | Кето Шимизу и Рэй Утарначитт                                                    | 7 марта 2017    | T13.20013   | 1,54                |
| Рип воспользуется командным кодом, заставляя Гидеон активизировать режим самоуничтожения, но команде удаётся перезапустить Гидеон и отменить приказ. Рип сбегает из камеры и уничтожает медальон, прежде чем его оглушают. Корабль совершает крушение в Меловом периоде, как раз в тот год, когда там раннее находился Рэй. Рэй, Амайя и Нейт отправляются на поиски отпавшей детали двигателя. Мик предлагает воспользоваться технологией Повелителей времени, чтобы проникнуть в подсознание Рипа и найти местоположение Командира Сталь и последнего фрагмента Копья судьбы. Сара и Джекс отправляются в разум Рипа, сражаясь с врагами из прошлого Рипа, а также со злыми версиями членов команды. Джекс встречает Гидеон в виде женщины, которая помогает им освободить настоящего Рипа из заточения в собственном сознании. Рэю, Нейту и Амайе удаётся найти деталь в гнезде тираннозавра, которого затем успокаивает Амайя с помощью своих способностей. Нейт и Амайя начинают сближаться, но Рэй советует Нейту оборвать отношения, рассказывая ему о Мари — будущей внучке Амайи, с которой он лично знаком (см. второй сезон «Виксен»). Убедив Рипа взять управление над своим разумом, Сара и Джекс возвращаются в реальность, тогда как Рип целует Гидеон прежде чем вернуться. Как оказывается, компьютер-Гидеон помнит поцелуй. Рип вновь становится капитаном и рассказывает, что помнит, где упрятал Командира Сталь. В 1970-м, астронавт Джон Суайгерт готовится к полёту на «Аполлоне-13», а Эобард Тоун проводит его медосмотр. |            |                                                                    |                 |                                                                                 |                 |             |                     |
| 30 | 14         | «Moonshot» «Полёт на Луну»                                         | Кевин Мок       | Грейн Годфри                                                                    | 14 марта 2017   | T13.20014   | 1,34                |
| Легенды направляются в 1965-й, где Рип оставил Генри Хэйвуда, но Генри уже растворился в толпе. Отследив исторические записи, они обнаруживают Генри в 1970-м, работающим как консультант в НАСА. Он даёт Рипу в челюсть, а затем сознаётся, что спрятал свой обломок Копья внутри флага, который экипаж «Аполлона-11» оставил на Луне. Легенды обеспокоены тем, что на «Аполлоне-13» не случилось аварии. Оказывается, Тоун изменил своё лицо на лицо Суайгерта и затем вкалывает двум другим членам экипажа снотворное. Рэй проникает на борт посадочного модуля и затевает драку с Тоуном, который не может пользоваться скоростью в невесомости. Рэй обезвреживает злодея, но ненароком нажимает кнопку отстыковки от командного модуля, вынуждая его совершить экстренную посадку на Луну. Командный модуль сходит с курса и летит прямо на метеороиды, вынуждая Сару прикрыть его корпусом «Волнолёта», сильно повреждая временной корабль. Рэй совершает прогулку по Луне и забирает обломок Копья. Тоун предлагает ему работать вместе, чтобы взлететь вновь. Рэй соглашается. Они взлетают и стыкуются с командным модулем, который удерживает «Волнолёт». Экипаж «Аполлона-13» просыпается и связывается с Центром управления полётами, радуя всех в здании. Однако «Волнолёт» сильно повреждён. С помощью Тоуна, Легенды выбирают правильный вектор входа в атмосферу, однако Генри жертвует собой, чтобы открыть наружный люк и скорректировать траекторию. Нейт разочарован, что не смог спасти деда и улучшить своё собственное детство, но он передаёт послание Генри своему малолетнему отцу, который в тот день навещал НАСА. Рип осознаёт, что Сара стала настоящим капитаном и признаёт её полномочия. Амайя просит Гидеон показать ей судьбу своей деревни и семьи. |            |                                                                    |                 |                                                                                 |                 |             |                     |
| 31 | 15         | «Fellowship of the Spear» «Братство Копья»                         | Бен Брэй        | Кето Шимизу и Мэттью Маала                                                      | 21 марта 2017   | T13.20015   | 1,72                |
| Легенды отправляются в Точку схода и выкрадывают обломки Копья у Тоуна. Копьё самовосстанавливается. Надпись на Копьё указывает на то, что его можно уничтожить лишь кровью Христа. Нейт раскрывает, что Джон Толкин занимался изучением сэра Гавейна, у которого якобы была кровь Иисуса. Они обнаруживают Толкина в окопах во время битвы на Сомме в 1916-м. Толкин ведёт их к могиле Гавейна, но на них нападают Дарк и Снарт, которого Легион изъял из времени до того, как он присоединился к Легендам. Толкину удаётся скопировать карту на щите Гавейна, прежде чем он убегает с Легендами. Амайя предлагает воспользоваться Копьём, чтобы уничтожить Легион, но все, кроме Мика, против. С помощью карты и Копья, они обнаруживают кровь в середине поле боя. Рипу удаётся убедить обе стороны прекратить огонь на время. Легенды заполучают кровь. Появляются Дарк и Снарт, которому удаётся переманить Мика на сторону Легиона и отдать им Копьё. Снарт бросает гранату, из-за чего бой возобновляется, а Тоун извлекает союзников. Фиалка с кровью уничтожена во время сражения. Мерлин возвращается на базу Легиона с Калабросским манускриптом, который они используют, чтобы активизировать Копьё. |            |                                                                    |                 |                                                                                 |                 |             |                     |
| 32 | 16         | «Doomworld» «Мир смерти»                                           | Майрзи Алмас    | Рэй Утарначитт и Сара Эрнандес                                                  | 28 марта 2017   | T13.20016   | 1,59                |
| В новой реальности Легиона, Эобард Тоун является директором С.Т.А.Р. Лабс, Чёрный Флэш находится взаперти, Дэмиен Дарк — мэр Стар-сити с магическими способностями, семья Малкольма Мерлина жива и его рука цела, а Снарт и Рори являются криминальными авторитетами Централ-сити. Рэй, Штейн и Джекс работают на Тоуна, тогда как Сара и Амайя являются наёмными убийцами Дарка. Нейт живёт в подвале мамы и занимается исследованием теорий заговора. Понимая, что он совершил ошибку, Мик спасает Нейта от Снарта и пытается собрать Легенд вместе, используя устройство Рэя, которое восстанавливает их воспоминания. Их задача — забрать Копьё у Тоуна, прежде чем он его уничтожит, тем самым, делая изменения необратимыми. Дарк, Мерлин и Снарт также формируют союз против Тоуна, желая заполучить Копьё. Во время боя за Копьё, Амайя пытается восстановить реальность, однако её убивает Снарт, тем самым, позволяя Тоуну бросить Копьё в реактор. Он позволяет всем уйти, зная, что они будут мучиться в этом новом мире без своих способностей и возможности что-либо изменить. Легенды решают вернуться назад в 1916-й и предотвратить эти события. Тем временем, Рип и «Волнолёт» оказываются миниатюризированными в кабинете Тоуна. |            |                                                                    |                 |                                                                                 |                 |             |                     |
| 33 | 17         | «Aruba» «Аруба»                                                    | Роб Сейденгланз | Фил Клеммер и Марк Гуггенхайм                                                   | 4 апреля 2017   | T13.20017   | 1,52                |
| Команда возобновляет контакт с миниатюрным «Волнолётом». Рэй и Джекс пробираются с С.Т.А.Р. Лабс и выкрадывают костюм Атома, однако их чуть не убивает Дарк. Рэй возвращает кораблю его прежний размер, и команда отправляется в 1916-й. Однако Тоун не дремлет и отправляется за ними. Он убивает Рэя из новой реальности и уничтожает кровь Христа. Легендам приходится иметь дело с самими собой, создавая временную бурю, которая не даёт прошлому «Волнолёту» совершить скачок. Во время перебежки к другому кораблю, на них нападают Мерлин, Дарк и Снарт, которые убивают большинство Легенд из будущего, но другие Легенды обезвреживают их. Появляется Тоун с десятками копий себя, чтобы забрать Копьё и уничтожить Легенд. Сара использует Копьё, и ей является видение Лорел, которая говорит, что знает, что Сара всё сделает как надо. Тоун отбирает Копье, однако узнаёт, что Сара переписала реальность, и Копьё теперь бесполезно. Она также освободила Чёрного Флэша, который появляется и убивает Тоуна, стирая его из реальности. Когда все версии Тоуна исчезли, Сара из будущего испаряется с улыбкой на губах. На корабле, Амайя готовится вернуться в свою эпоху, однако Нейт убеждает её остаться. Легенды возвращают Мерлина, Дарка и Снарта тогда, откуда Тоун их забрал, и стирают им воспоминания об этих событиях. Рип покидает команду, понимая, что ему уже там не место. Следуя совету Мика, команда отправляется на Арубу 2017 года, однако падают в Лос-Анджелесе того года и видят, что их изменения во времени отрицательно сказались на реальности — в городе стоят здания из многих эпох прошлого и будущего, а также он кишит динозаврами. |            |                                                                    |                 |                                                                                 |                 |             |                     |

### Сезон 3 (2017-18)
| № общий | № в сезоне | Название                                                        | Режиссёр           | Автор сценария                                                                      | Дата премьеры   | Произв. код | Зрители в США (млн) |
| --- | ---------- | --------------------------------------------------------------- | ------------------ | ----------------------------------------------------------------------------------- | --------------- | ----------- | ------------------- |
| 34 | 1          | «Aruba-Con» «Аруба-кон»                                         | Роб Сайденгланц    | Марк Гуггенхайм и Фил Клеммер                                                       | 10 октября 2017 | T13.20601   | 1,71                |
| В изменённом Лос-Анджелесе, Легенды сталкиваются с Рипом, который сформировал новую организацию — Бюро времени, на смену Повелителям времени. Агенты Бюро исправляют все анахронизмы, а Рип распускает команду. Шесть месяцев спустя, Легенды пытаются жить нормальными жизнями (Сара работает в магазине, Рэй — на стартап, Нейт помогает Уолли защищать Централ-сити, Джекс в университете, а Штейн готовится стать дедом), однако испытывают ностальгию за приключениями. На Арубе, Мик наталкивается на Юлия Цезаря и сообщает об этом Саре. Сара, вместе с Нейтом и Рэем, отправляются в штаб-квартиру Бюро, чтобы рассказать об этом Рипу. Однако агенты захватывают не Цезаря, а туриста. Легенды похищают «Волнолёт», забирают Джекса и Штейна, и хватают настоящего Цезаря. Когда Рип требует, чтобы они вернули корабль и Цезаря в Бюро, Легенды решают сами доставить его в 49 год до н.э. Во время возвращения, Цезарь выкрадывает книгу об истории Рима у Нейта и использует эти знания, чтобы захватить весь мир. Прибывают агенты Бюро, чтобы исправить ситуацию, однако они попадают в ловушку. Агент Шарп взята в плен римлянами, и у Рипа не остаётся другого выбора, кроме как задействовать Легенды. Команда успешно вызволяет Шарп и извлекает книгу. Цезарю и его людям стирают воспоминания, возвращая историю в прежнее русло. Шарп против того, чтобы позволять Легендам путешествовать по истории, однако Рип считает, что они могут быть полезными для борьбы с неким «Маллусом». Тем временем, в Замбези 1942 года, более сильная Амайя нападает на группу браконьеров, желающих напасть на её деревню. |            |                                                                 |                    |                                                                                     |                 |             |                     |
| 35 | 2          | «Freakshow» «Цирк уродов»                                       | Кевин Танчароэн    | Кето Шимидзу и Грейн Годфри                                                         | 17 октября 2017 | T13.20602   | 1,58                |
| Шесть месяцев назад, Амайя узнала о героизме Мари и бросила Нейта на его день рождения. В настоящем, Легенды направляются на мелкий анахронизм в штате Висконсин в 1870-м и попадают в цирк Финеаса Барнума, который в клетке удерживает саблезубого тигра. Устройство уменьшения, сконструированное Рэем, срабатывает в обратную сторону, в результате чего уже огромный тигр вырывается на волю. Сара отправляется к Амайе и убеждает её вернуться, чему Нейт явно не рад. Пока Нейт, Рэй и Джакс посещают трактир, Амайя и Сара отслеживают и уменьшают тигра до размеров котёнка. Пьяный Нейт разбалтывает Барнуму всё об их способностях. Решив включить их в репертуар цирка, Барнум похищает Рэя и Джакса, тогда как Нейт рассказывает об этом Легендам. Амайя объясняет, что у неё не было выбора, и что она покинула 2017-й год, чтобы её внучка Мари не была стёрта из истории. Сара обнаруживает сотрудника Бюро, следящего за ними. Она сажает его в камеру заключения на «Волнолёте». Агент Шарп появляется на корабле и вступает в бой с Сарой, однако обе женщины оказываются на одном уровне, и им приходится объединиться, чтобы противостоять выросшему тигру. Легенды нападают на цирк и вызволяют товарищей, удаляя анахронизм. Нейт мирится с Амайей, которая рассказывает, что озверевает при использовании амулета. Сара рассказывает Легендам о новой угрозе, вызывая приступ хохота, так как они помнят как совладали с Сэвиджем и Тоуном. Последователь Маллуса воскрешает Куасу — сестру Мари и внучку Амайи. |            |                                                                 |                    |                                                                                     |                 |             |                     |
| 36 | 3          | «Zari» «Зари»                                                   | Майрзи Алмас       | Джеймс Иган и Рэй Утарначитт                                                        | 24 октября 2017 | T13.20603   | 1,43                |
| В Сиэтле 2042 года, агент Бюро по имени Гэри обнаруживает Куасу — убийцу, способную превращаться в воду. Куаса преследует женщину в руках АРГУСа. Гэри посылает сигнал бедствия. Легенды получают сигнал и отправляются в Сиэтл, обнаруживая его в военном положении, где АРГУС отлавливает металюдей и сажает их за решётку. Они находят женщину, за которой следует Куаса — Зари Томаз, которая является хактивистом, пытающаяся вызволить брата из тюрьмы. Амайя сомневается в своих способностях, поэтому Нейт синтезирует галлюциноген, который племя Амайи использует для получения видений. Амайя обнаруживает себя в лесу и встречается с предком, которая объясняетс, что тотем не нужно пытаться обуздать. С ним надо работать сообща. Сара и Мик помогают Зари пробраться в тюрьму, тогда как Джекс провоцирует незапланированный побег всех заключённых. Зари раскрывает, что её брат был убит солдатами АРГУСа и забирает его амулет. Амулет позволяет ей управлять стихией воздуха, и она улетает. Рэй летит за Зари, которая не обнируживает родителей на предполагаемом месте встречи. Там их настигает Куаса и чуть не заставляет Рэя захлебнуться водой. Появляется агент Шарп на огромном корабле Бюро и преследует «Волнолёт» сквозь временной тоннель. Саре удаётся вынудить Шарп бежать. Легенды вовремя прибывают на помощь. Амайя, совладав со способностями, побеждает Куасу, которая исчезает с помощью мистического камня. Прежде чем исчезнуть, она намекает, что знает о том, что Амайя — её бабушка. Шарп сообщает Саре, что если они ещё раз перейдут дорогу Бюро, то она сошлёт их в самое начало истории. Амайя решает остаться и даже предлагает Зари место в команде. Тем временем, в 1988-м, молодой Рэй Палмер встречает загадочное существо. |            |                                                                 |                    |                                                                                     |                 |             |                     |
| 37 | 4          | «Phone Home» «Звонок домой»                                     | Кевин Мок          | Мэттью Маала                                                                        | 31 октября 2017 | T13.20604   | 1,38                |
| Рэй внезапно исчезает. Гидеон сообщает, что он (будучи ребёнком) был найден мёртвым в 1988-м накануне Хеллоуина. Легенды прибывают за день до этого, и взрослый Рэй возвращается. Команда обнаруживает, что молодой Рэй держит у себя в комнате ребёнка-Доминатора. В конце концов, молодой Рэй, Доминатор и Зари попадают в руки агента Смита и его людей. Рэю-старшему, Рэю-младшему и Зари удаётся вызволить Доминатора и сбежать. Тем временем, Сара, Нейт и Амайя узнают, что мама ребёнка — королева Доминаторов — прибыла на Землю за дитём. Ребёнок манипулирует сознанием агентов, и Легенды относят его к матери, которая улетает. Когда к молодому Рэю опять начинают приставать задиры, на помощь ему приходят Легенды. Тем временем, Джекс и Мик считают, что Штейн — предатель, однако оказывается, что он просто хочет присутствовать при рождении внука. Повредив челнок, Мик предлагает временно угнать «Волнолёт» ради такого события. Позже, Джекс просит Рэя помочь ему найти способ разделить Огненный Шторм, чтобы Штейн смог вернуться к нормальной жизни. |            |                                                                 |                    |                                                                                     |                 |             |                     |
| 38 | 5          | «Return of the Mack» «Возвращение Мэка»                         | Александра Ля Роше | Грейн Годфри и Морган Фауст                                                         | 7 ноября 2017   | T13.20605   | 1,52                |
| Нейту удаётся найти закономерность у анахронизмов, кроме двух: нападение Куасы на Зари и возможное нападение вампира в викторианском Лондоне. Легенды прибывают и встречают Рипа, который самостоятельно расследует дело, связанное с загадочным Маллусом, о котором даже Повелители времени боялись упоминать вслух. Нейта похищает человек похожий на Штейна, который оказывается предком профессора. Предок Штейна является членом культа, поклоняющегося Маллусу. Лидером культа является мадам Элеанор, которая является медиумом. В гробу культа, Легенды обнаруживают тело Дэмиена Дарка, убитого Оливером. Элеанор оказывается его повзрослевшей дочерью. С помощью амулета Зари, Элеанор оживляет отца. Рип вызывает отряд агентов Бюро, однако Дарк и Элеанор с лёгкостью уничтожают их с помощью магии, причём Дарк вспоминает свои предыдущие встречи с Легендами. Зари удаётся отобрать свой амулет у Элеанор, но Дарки убегают. Считая, что Рип слишком помешан на Маллусе, Сара вызывает начальство Бюро, и Рип попадает под арест за нарушение полномочий. Агент Шарп говорит, что более не будет чинить Легендам препятствий. Рип предупреждает Сару, что Маллус — самая страшная угроза из всех. Тем временем, Джекс и Рэй пытаются найти способ заблокировать ментальную связь между Джексом и Штейном, однако Джекс начинает испытывать потерю кратковременной памяти. В конце концов, Штейн узнаёт правду, но решает им помочь. |            |                                                                 |                    |                                                                                     |                 |             |                     |
| 39 | 6          | «Helen Hunt» «Охота за Еленой»                                  | Дэвид Геддес       | Кето Шимидзу и Уба Мохамед                                                          | 14 ноября 2017  | T13.20606   | 1,53                |
| Легенды прибывают в Голливуд 1973 года и обнаруживают там Елену Прекрасную. Все голливудские мужчины без ума от Елены, и она становится кинозвездой. Тем временем, Штейн и Джекс пытаются найти способ разделить Огненный Шторм, однако эксперимент вызывает обмен разумов между ними. Вскоре, Легенды узнают, что агентом Елены является Дэмиен Дарк, вместе с Норой и Куасой. Дарк предлагает Легендам возможность уйти живыми, если они согласятся забросить путешествия во времени. В конце концов, Легенды хватают Елену, однако она не желает возвращаться в Трою, так как там она — всего лишь предмет, за который сражаются и гибнут мужчины. Системы «Волнолёта» начинают отключаться, и Штейн (в теле Джекса) осознаёт, что это результат того, что из-за Елены, Хеди Ламарр так и не стала кинозвездой и изобретательницей, а многие системы корабля основаны на её разработках. Куаса пробирается на борт корабля и сражается с Амайей, затем раскрывает ей правду об их родстве. Дарк с дочерью пытается убить Легенд и Хеди Ламарр. Хеди предлагает Огненному Шторму воссоединиться, теоризируя, что это поможет им восстановить равновесие. Это удаётся, и Огненный Шторм (теперь с Штейном в главной роли) побеждает Дарков, которые убегают. Штейн и Джекс убеждают Хеди вернуться в Голливуд, восстанавливая историю. Елена не желает возвращаться домой, и Зари решает вернуть её в XIII век до н.э, однако не в Трою, а на остров Темискира, где она сможет жить среди амазонок, без мужчин. Рэй признаётся Амайе, что знает Куасу, однако она просит его ничего ей не рассказывать. |            |                                                                 |                    |                                                                                     |                 |             |                     |
| 40 | 7          | «Welcome to the Jungle» «Добро пожаловать в джунгли»            | Майрзи Алмас       | Рэй Утарначитт и Тайрон Б. Картер                                                   | 21 ноября 2017  | T13.20607   | 1,49                |
| Сара всё ещё в коме после магической атаки Элеанор. Легенды отправляются во Вьетнам 1967 года, в самый разгар войны. Мик не хочет там быть, и позже признаётся, что опасается встречи с отцом, который там воевал. Тем временем, Штейн пытается разрешить проблему разделения Огненного Шторма с помощью Исаака Ньютона, Галлилео Галлилея и Марии Склодовской-Кюри. В джунглях, Амайя, Рэй и Зари отводят в деревню, которой управляет Гродд. Горилла намерена убить президента США Линдона Б. Джонсона и развязать Третью мировую войну между сверхдержавами. Джекс спасает президента, получив в награду рецепт пирога от его жены. Гродд узнаёт о «Волнолёте» и пытается захватить корабль, чтобы отправиться в далёкое прошлое и уничтожить человечество в зародыше. Он захватывает тело Сары, однако Ньютон огревает её по голове сковородкой. Штейн сбрасывает его с корабля и сквозь время. Отец Мика пытается расстрелять крестьян и солдат, однако Мик убеждает его не совершать необратимых поступков. Мик понимает, что его отец не всегда был подонком. Его изменила война. Сара просыпается. Гродд появляется в 2017-м, рядом с Дарком, который предлагает ему сотрудничество и устройство мгновенного перемещения во времени. |            |                                                                 |                    |                                                                                     |                 |             |                     |
| 41 | 8          | «Crisis on Earth-X, Part 4» «Кризис на Земле-X. Часть 4»        | Грегори Смит       | Рассказ: Эндрю Крайсберг и Марк Гуггенхайм Телесценарий: Фил Клеммер и Кето Шимидзу | 28 ноября 2017  | T13.20608   | 2,80                |
| Последняя, четвёртая, часть ежегодного кроссовера 2017 года. Рэй, Амайя и Зари вызволяют Кару, Фелисити, Айрис и команду Стрелы. Тоун забирает Оливера-X и Кару-X на «Велленрейтер». Кёртис узнаёт, что если Овергёрл умрёт, то взорвётся с силой ядерной бомбы. Раны Штейна оказываются смертельными, а его связь с Джексом убьёт и второго. Штейн решает принять препарат, разделяющий Огненный Шторм, и умирает на руках Джекса. Джекс сообщает печальную новость его жене и дочери. Новые Рейхсмены начинают вторжение Централ-сити, когда Оливер отказывается отдать Кару своему двойнику. С нацистами сражаются герои. Оливер и Кара ведут бой с двойниками, тогда как Барри берёт на себя Тоуна. Барри побеждает своего давнего врага, однако решает отпустить его. Убийца Мороз доставляет Амайю и Зари на борт «Велленрейтера», где они отключают щиты корабля, позволяя Гарри уничтожить его орудиями «Волнолёта», пока Циско возвращает девушек. Овергёрл начинает взрываться. Кара уносит её за пределы атмосферы, где та взрывается без вреда для Земли. Кара падает прямо в руки Нейта. В ярости, Оливер-X пытается убить двойника, однако Оливер всаживает ему стрелу в сердце. Враг побеждён. Луч отправляется на Землю-X, однако его возлюбленный Снарт решает остаться на время. После похорон Штейна, Легенды улетают, а сёстры Дэнверс возвращаются на свою Землю. Барри и Айрис решают по-быстрому расписаться, а Фелисити предлагает кандидатуру Джона. Джон женит их, а затем и Оливера и Фелисити на пару. |            |                                                                 |                    |                                                                                     |                 |             |                     |
| 42 | 9          | «Beebo the God of War» «Бибо — бог войны»                       | Кевин Мок          | Грейн Годфри и Джеймс Иган                                                          | 5 декабря 2017  | T13.20609   | 1,61                |
| Легенды скорбят о смерти Штейна. Сара приказывает всем сосредоточиться на работе, и они отправляются в X век в Винланд — колонию викингов в Северной Америке, где Гидеон засекла анахронизм 12-й степени. Там они обнаруживают молодого Штейна из 1992 года, который каким-то образом оказался в прошлом вместе с электронной плюшевой игрушкой под названием Бибо. Викинги приняли Бибо за божество и решили остаться в Новом Свете, вместо того, чтобы возвращаться домой. Легенды узнают, что викинги захватили всю Америку, назвав её Новой Валгаллой. Джекс отправляет Штейна домой, однако оставляет ему письмо, которые просит не читать до 2017 года. Штейн уничтожает письмо, не желая менять своё будущее, и прощается с Джексом. Рори уничтожает Бибо, и викинги решают вернуться домой, однако затем появляется Дарк с дочерью, которые притворяются скандинавскими богами, и требуют, чтобы викинги остались. Легенды нападают на Дарков и ранят Нору. Дарк хватает дочь и бежит. Сара случайно попадает в иное измерение, где она слышит голос Маллуса. Её оттуда вытаскивает агент Шарп, которая признаётся, что Бюро понесло огромные потери от Дарка и его союзников и более не желает иметь с ним дело. Джекс решает покинуть команду, однако празднует с ними Рождество. Вернувшись на «Волнолёт», Сара встречает Джона Константина, который нуждается в помощи команды, чтобы совладать с демоном, вселившимся в девочку и знающим имя Сары. |            |                                                                 |                    |                                                                                     |                 |             |                     |
| 43 | 10         | «Daddy Darhkest» «Дорогой папа»                                 | Дермотт Даунс      | Кето Шимидзу и Мэттью Маала                                                         | 12 февраля 2018 | T13.20610   | 1,51                |
| Джон Константин рассказывает Легендам о демоне, в котором Сара узнаёт Маллуса. Константин желает заняться изгнанием сам, однако Сара настаивает присоединиться. Девочкой оказывается молодая Нора Дарк, которая находится в психиатрической больнице в 2017-м. Константин пытается изгнать демона из тела Норы, однако Маллус оказывает слишком силён и посылает Константина, Сару и Снарта в 1979-й год. Тем временем, появляется Куаса, чтобы убедиться в том, что Маллус успешно захватит тело Норы. Нейт замораживает её пушкой Снарта, и они забирают её на «Волнолёт». Там, Амайя размораживает её для разговора, считая что она должна спасти внучку. Куаса объясняет, что Маллус пообещал ей спасти их деревню, а также саму Амайю, от гибели, прежде чем покинуть корабль. Рэй и Зари ведут Нору в кафе, однако так она видит запись убийства отца Зелёной Стрелой, и её тело вновь захватывает Маллус. Во время сражения, Зари касается Норы и обжигает её тело. По-видимому, Маллус опасается амулетов Замбеси. В прошлом, Сара отдаёт себя Маллусу, чтобы позволить им вернуться в 2017-й год. Пребывая в измерении Маллуса, Сара встречает Нору и убеждает её бороться с демоном. В кафе, Нора приходит в себя, однако затем появляется Дарк и забирает дочь. Константин покидает команду, благодаря их за помощь. Снарт возвращается в родную вселенную, решив жениться на своём Рэе. С Сарой связывается агент Шарп, которая сообщает, что Рип сбежал из-под стражи. |            |                                                                 |                    |                                                                                     |                 |             |                     |
| 44 | 11         | «Here I Go Again» «Опять двадцать пять»                         | Бен Брэй           | Рэй Утарначитт и Морган Фауст                                                       | 19 февраля 2018 | T13.20611   | 1,40                |
| Пока Легенды были на задании, Зари попыталась загрузить в систему Гидеон симуляцию по спасению своего брата, однако Гидеон оказывается перегружена и ее ЦП сгорает. Зари пытается отремонтировать починить Гидеон, однако ей на лицо брызгает какая-то светящаяся жидкость, после чего корабль взрывается. Затем она оказывается за час до этих событий. По-видимому, она застряла в петле времени, пытаясь спасти корабль и узнавая много нового об остальных Легендах. В конце концов, команда обнаруживает на борту агента Гэри, который и устроил петлю времени, чтобы предотвратить взрыв. Мик уничтожает устройство повтора, и у команды остаётся лишь несколько минут, чтобы найти бомбу, иначе они погибнут насовсем. Обнаружив бомбу, Легенды пытаются найти способ обезвредить её за 5 минут. Зари запирается с бомбой в кабинете и использует способности своего амулета, чтобы удержать взрыв. Вместо того, чтобы умереть, она обнаруживает себя в пустом «Волнолёте». Ей является Гидеон в виде человека и объясняет, что всё это время Зари участвовала в симуляции. Гидеон высчитала, что для спасения брата, Зари необходимо остаться в команде. Зари пробуждается и рассказывает всё товарищам. Сара соглашается помочь ей. В китайской провинции Юньнань, сбежавший Рип обнаруживает Уолли Уэста и просит его помощи. |            |                                                                 |                    |                                                                                     |                 |             |                     |
| 45 | 12         | «The Curse of the Earth Totem» «Проклятие тотема земли»         | Крис Таммаро       | Грейн Годфри и Уба Мохамед                                                          | 26 февраля 2018 | T13.20612   | 1,51                |
| Сара отправляется на свидание с Авой. Тем временем, команда отправляется на Багамы в 1700-х, попадая в Бермудский треугольник. Там они знакомятся с Эдвардом Тичем, который закопал тотем земли на необитаемом острове. Легенды выдают Амайю за «ужасного пирата Дживи», однако появляется Дарк в мундире адмирала и похищает тотем Амайи. Он также расстреливает «Волнолёт» из береговых орудий, и команде приходится совершить экстренный прыжок в 2018-й год, оставляя Амайю и Мика позади. Амайя вербует экипаж Чёрной Бороды, а затем и самого Тича, отправляясь на остров на «Мести королевы Анны». Пока Сара спорит в Авой на борту «Волнолёта», Рэй и Нейт крадут генератор портала в Авы и отправляются на выручку друзьям. Через портал на «Волнолёт» попадает Тич с пиратами, однако Сара и Ава быстро с ними расправляются. Нора пытается убить Амайю, вынуждая Рэя выстрелить в неё своим антимагическим пистолетом. Легенды забирают тотем земли и уходят. Позже, однако, Рэй возвращается, мучаясь угрызениями совести, и спасает Нору от смерти. Дарки берут его в плен. Тем временем, Уолли с Рипом напиваются, после чего Уолли помогает Рипу заполучить генератор портала у Гэри, а также достать его любимый плащ из хранилища Бюро. Затем они отправляются в 1992 год на караоке. В конце концов, Рип приглашает Уолли присоединиться к Легендам. |            |                                                                 |                    |                                                                                     |                 |             |                     |
| 46 | 13         | «No Country for Old Dads» «Старым отцам тут не место»           | Вьет Нгуен         | Кето Шимидзу и Джеймс Иган                                                          | 5 марта 2018    | T13.20613   | 1,19                |
| Дарк и Нора заставляют Рэя отремонтировать тотем огня. Рэй заявляет, что для этого необходимо колоссальное количество энергии. Дарк вспоминает, что в 1960-х, один восточно немецкий учёный открыл холодный ядерный синтез, однако тогдашнего Дарка наняли его убить и уничтожить все записи. Нора и Рэй отправляются в прошлое, чтобы узнать формулу, однако Дарк прошлого уничтожает временной камень Норы, а её магия продолжает глючить из-за выстрела Рэя. Дарк прошлого похищает Нору и требует обмен — жизнь Норы на жизнь учёного. Дарк соглашается, и обмен между Дарками происходит на крыше здания в Восточном Берлине. Тем временем, на борт «Волнолёта» заявляются Уолли и Рип. Уолли помогает Амайе и Зари войти в транс, чтобы пообщаться с предком Амайи. В видении, они замечают, что тот мир накрывает тьма. Предок Амайи говорит, что им необходимо вернуть её тотем, а также все остальные, включая тотем Куасы. Она также сообщает, что все анахронизмы, устраиваемые последователями Маллуса, необходимы для того, чтобы вызволить их властелина из темницы, куда его поместили древние носители тотемов. Рэю удаётся освободиться и надеть костюм. Дарк убивает учёного, однако тот успевает сообщить Рэю, что спрятал секрет в кукле дочери. Рэй пробивает дыру в Берлинской стене, чтобы создать анахронизм и дать знак Легендам, и они летят на помощь. Уолли спасает Рэя и решает стать членом команды. Ава связывается с начальником, однако того убивает Гродд. Теперь уже директор Ава Шарп помилует Рипа и возвращает его на должность агента. Рип просит Гидеон удалить файл Авы, чтобы Сара не узнала о её прошлом. |            |                                                                 |                    |                                                                                     |                 |             |                     |
| 47 | 14         | «Amazing Grace» «О, благодать»                                  | Дэвид Геддес       | Мэттью Маала и Тайрон Б. Картер                                                     | 12 марта 2018   | T13.20614   | 1,26                |
| Уолли вселяется в «Волнолёт» и действует всем на нервы своей скоростью. Вскоре они замечают, что причёска Нейта, кличка крысы Мика и видеоигра Зари изменились. Отследив анахронизм, они узнают, что в городе Мемфис, штат Теннесси, произошла паника в 1954-м во время пения Элвиса Пресли. Там они узнают, что в гитаре Элвиса находится шестой тотем — тотем смерти. Согласно Элвису, с гитарой он чувствует, будто рядом с ним находится его покойный брат-близнец Джесси. Команда подменяет гитару Элвиса, однако на корабле, с ней начинает твориться что-то странное. Они возвращают Элвису его настоящую гитару для его первой записи в студии. Однако во время трансляции по радио, восстают привидения мёртвых, включая крысу Мика. Элвису удаётся успокоить их, спев «О, благодать» в церкви дяди. Попрощавшись с призраком брата, Элвис отдаёт тотем Нейту и начинает свою блестящую карьеру. Амайя проигрывает Нейту свою национальную музыку. Шкатулка с тотемом смерти начинает трястись. |            |                                                                 |                    |                                                                                     |                 |             |                     |
| 48 | 15         | «Necromancing the Stone» «Некромант с камнем»                   | Эйприл Маллен      | Грейн Годфри и Морган Фауст                                                         | 19 марта 2018   | T13.20615   | 1,25                |
| Сару подмывает открыть шкатулку и надеть тотем смерти. Она вновь попадает под власть Маллуса, пока её душа находится в его измерении вместе с видением Норы. Тело Сары напоминает зомби. Легенды пытаются сражаться с ней, однако она слишком сильна, тем более, что Маллус использует тотем, чтобы мучить их видениями близких: Джесси, Командир Сталь и брат Зари. Ава и Гэри отправляются на поиски Джона Константина. Тот пытается войти в измерение Маллуса, однако демон его не пускает. Маллус предлагает обменять Сару на Астру. Джон отвечает, что из ада нет дороги назад и пытается изгнать демона. Амайя убеждает Мика надеть восстановленный Рэем тотем огня, и ему удаётся оглушить Сару его силой. Тем временем, Нора пытается убедить Сару добровольно отдаться во власть Маллуса, напоминая ей о её кровавом прошлом. Аве удаётся достучаться до Сары, и она возвращается в своё тело. Сара решает порвать с Авой, чтобы не причинить ей боль. |            |                                                                 |                    |                                                                                     |                 |             |                     |
| 49 | 16         | «I, Ava» «Я, Ава»                                               | Дин Чоу            | Рэй Утарначитт и Дафна Майлз                                                        | 26 марта 2018   | T13.20616   | 1,28                |
| Сара не уверена хочет ли оставаться в команде после разрыва отношений с Авой, однако появляется Гэри и говорит, что Ава куда-то исчезла. Сара, Рэй и Гэри отправляются к родителям Авы, однако узнают, что они — актёры, которых кто-то нанял притворяться её родителями. Все трое отправляются в 2213-й, где они узнают, что Ава является одним из клонов, массово производимых корпорацией «Ава». Их ловят другие Авы, однако директор Ава спасает их, хотя её саму шокирует настоящая правда. Зари пытается обучить Мика пользоваться тотемом огня. Нейт и Уолли отправляются в Детройт 2018 года, узнав что Мари попала в больницу. Там они встречают Куасу, с которой договариваются о сотрудничестве. Однако Куаса предаёт Нейта Даркам, узнав о его отношениях с бабушкой. Она возвращает тотем духов Амайе. Куаса защищает Амайю, Нейта и Уолли от Норы, однако Нора вырывает тотем воды из её груди, убивая её. Ава и Сара осознают, что прошлое Авы стёр Рип и решают узнать правду. Амайя отправляется на челноке в 1992 год, чтобы остановить генерала Эшу и спасти свою деревню. |            |                                                                 |                    |                                                                                     |                 |             |                     |
| 50 | 17         | «Guest Starring John Noble» «Приглашённая звезда Джон Ноубл»    | Ральф Хемекер      | Кето Шимидзу и Джеймс Иган                                                          | 02 апреля 2018  | T13.20617   | 1,23                |
| Рип зовёт Легенд на помощь в 80-е, где Гродд пытается убить молодого Барака Обаму. Рэю удаётся уменьшить гориллу и посадить её в банку из-за чего Маллус, на секунду прорвавшийся в реальный мир, вновь возвращается в темницу. Дарк начинает сомневаться в их плане, так как после освобождения демона Нора исчезнет навеки. Он предлагает свою помощь Легендам, отдавая в знак доброй воли тотем воды. В это же время Амайя и Нейт находятся в Замбези 1992 года, решив спасти деревню Дживи любым способом. Амайя убеждает свою будущую дочь принять тотем и защитить Замбези завтра, а Нейт разговаривает с постаревшей Амаей, которая его не помнит. У Сары выдается откровенный разговор с Дэмиеном, который сожалеет о своем прошлом, в особенности об убийстве Лорел.В то же время Ава узнаёт от Рипа, что является 12-м клоном, завербованным в Бюро и уходит. Команда понимает, что победить Маллуса возможно только в их мире. Легенды решают спасти Замбези, что приведет к анахронизму и клетка Маллуса распадется. Чтобы заманить Нору в ловушку, Рэй отправляется на съёмки фильма «Властелин колец: Возвращение короля» и записывает речь Джона Ноубла чей голос очень похож на голос демона. Сара отдаёт Дарку тотем смерти, тогда как Нейт берёт себе тотем земли, а Рэй — тотем воды. Дэмиен, благодаря тотему видит дух дочери, которая просит не освобождать Маллуса. Он выпускает Гродда, который нападает на Эси, дочку Амайи. Пока Дарк сражается с Легендами и освобождает Нору, которая убегает. Нейту удаётся воспользоваться тотемом земли, чтобы остановить Гродда. Маллус полностью поглощает Нору и она превращается в огромного демона с крыльями.                                                                                                 |            |                                                                 |                    |                                                                                     |                 |             |                     |
| 51 | 18         | «The Good, the Bad and the Cuddly» «Хороший, плохой и пушистый» | Дермотт Даунс      | Марк Гуггенхайм и Фил Клеммер                                                       | 09 апреля 2018  | T13.20618   | 1,41                |
| Легендам не удаётся справиться с Маллусом. Рип извлекает временной двигатель «Волнолёта» и детонирует его, чтобы отвлечь Маллуса, жертвуя собой ради команды. Легенды отправляются на Дикий Запад, надеясь спрятаться там. Однако там их обнаруживают Цезарь, Чёрная Борода и Фрейдис, которые находятся во власти Маллуса и требуют отдать им тотемы взамен на их жизни. Рэй и Дарк отправляются на челноке в 1992 год, за несколько минут до превращения Норы в Маллуса. Дарк спасает дочь ценой своей жизни, позволив демону вселиться в него. Зари посылает сигнал бедствия, и на помощь являются Ава, Елена Прекрасная, альтернативная версия Куасы и Джекс. Вместе с шерифом Джоной Хексом, Ава, Елена, Куаса, Джекс и Нора сдерживают армии римлян, пиратов и викингов. Амайе удаётся узнать, что Легендам необходимо соединиться, чтобы создать существо из света для уничтожения Маллуса. После неудачной первой попытки, команда пробует вновь, и на свет появляется огромная кукла Бибо. Бибо удаётся убить Маллуса. Появляются сотрудники Бюро и начинают работать над чисткой истории. Рэй даёт Норе камень времени её отца, чтобы она смогла бежать из тюрьмы и воспользоваться подаренной жизнью как следует. Нейт отвозит Амайю в её родную эпоху, однако она решает не стирать свои воспоминания. Легенды отправляются отдыхать на Арубу в 2018 год, правда там к ним подходят Гэри и Константин, которые объясняют, что вслед за Маллусом в наш мир попали и другие демоны. |            |                                                                 |                    |                                                                                     |                 |             |                     |

### Сезон 4 (2018-19)
| № общий | № в сезоне | Название                                                                      | Режиссёр           | Автор сценария                    | Дата премьеры   | Произв. код | Зрители в США (млн) |
| --- | ---------- | ----------------------------------------------------------------------------- | ------------------ | --------------------------------- | --------------- | ----------- | ------------------- |
| 52 | 1          | «The Virgin Gary» «Девственник Гэри»                                          | Грегори Смит       | Фил Клеммер и Грейн Годфри        | 22 октября 2018 | T13.21051   | 1,00                |
| Легенды и Бюро Времени отмечают исправление всех анахронизмов. Зари догадывается, что Рэй помог Норе бежать. Сара соглашается переехать жить к Аве. Константин пытается предупредить Сару о приближении тьмы, однако она утверждает, что пять месяцев поисков не дали результатов. Легенды отправляются на Вудсток, где обнаруживают единорога, зверски убившего человека и поедающего его сердце. Сара просит помощи у Константина. Зная, что единороги предпочитают плоть девственниц или девственников, Легенды используют Гэри в качестве приманки. Константину удаётся послать единорога в ад. Нейт пытается улучшить отношения с отцом. Сара решает остаться на «Волнолёте» и предлагает Константину вступить в команду, однако он отказывается. Затем на него нападает загадочная магическая сила, которая оставляет угрожающее послание, написанное кровью. |            |                                                                               |                    |                                   |                 |             |                     |
| 53 | 2          | «Witch Hunt» «Охота на ведьм»                                                 | Кевин Мок          | Кето Шимидзу и Мэттью Маала       | 29 октября 2018 | T13.21052   | 0,94                |
| Легенды подключают к «Волнолёту» устройство по обнаружению магии, чтобы отслеживать волшебных беглецов. Константин присоединяется к Легендам в качестве консультанта по вопросам магии. Первое совместное задание отправляет их в Салем во время знаменитой охоты на ведьм. Когда невинную женщину обвиняют в том, что она ведьма, «добрая крёстная фея» её дочери нападает на горожан. Зари пытается освободить мать девочки, которой суждено погибнуть, тогда как Константин и остальные Легенды пытаются разделить девочку и фею, чтобы вернуть это существо в ад. Зари удаётся убедить девушку, что злом не отвечают на зло, и та отпускает фею. Прежде чем отослать фею в ад, Константин предлагает фее сотрудничество, однако та отказывается, предпочитая ад тому существу, которое за ним охотится. Нейт узнаёт, что его отец является членом комитета, надзирающего за действиями Бюро Времени. Ему удаётся доказать отцу, что магия существует, после чего тот соглашается увеличить бюджет организации. Хэнк впервые в жизни гордится сыном. Ава предлагает Нейту работу в Бюро, и он соглашается. |            |                                                                               |                    |                                   |                 |             |                     |
| 54 | 3          | «Dancing Queen» «Танцующая Королева»                                          | Кристин Уинделл    | Джеймс Иган и Морган Фауст        | 5 ноября 2018   | T13.21053   | 0,86                |
| Команда отправляется в Лондон в 70-е и следят за новой панк-рок группой, которую обожает королева. Константин предполагает, что в состав группы попал лепрекон. Рэю удаётся завоевать уважение группы, украв одну из собак королевы. Он узнаёт, что волшебным беглецом является не лепрекон, а перевёртыш — солистка группы по имени Чарли. Рэй пытается защитить Чарли от остальных, однако Чарли оглушает его и пытается перебить Легенд с помощью костюма А.Т.О.М. Рэй отключает костюм голосовой командой. Константин собирается изгнать Чарли в ад, но та умоляет команду не делать этого, принимая различные формы, включая Амайю. Команда решает оставить Чарли на корабле в качестве узницы, однако Константин лишает её возможности изменять внешность, оставляя её в образе Амайи. |            |                                                                               |                    |                                   |                 |             |                     |
| 55 | 4          | «Wet Hot American Bummer» «Влажный тёплый американский лодырь»                | Дэвид Геддес       | Рэй Утарначитт и Тайрон Б. Картер | 12 ноября 2018  | T13.21054   | 0,90                |
| Ава решает помочь команде разобраться с ситуацией в 1995-м, связанной с исчезновением детей в летнем лагере. Легенды притворяются вожатыми, отслеживая болотное существо. Ава и Сара выпивают зелье, временно превращающее их в детей, хотя Ава не знает как себя вести, ведь она никогда не была ребёнком. Чарли пытается сбежать, однако Мик ловит её и они проникаются друг к другу взаимной симпатией. Чарли раскрывает, что этот волшебный беглец — штрига, выдающий себя за одного из вожатых. Константин обнаруживает пропавших детей, у которых штрига высосал жизненную силу. Он возвращает им силу, тогда как Ава и Сара уничтожают существо. Джон затем отдаёт свою силу последнему ребёнку. Чарли решает вступить в команду и помочь им. Гидеон пытается спасти Константина, однако у неё не получается. Рэй утверждает, что знает кто может помочь. Тем временем становится известно, что сбежавшая Нора Дарк подрабатывает «ведьмой» на ярмарке. |            |                                                                               |                    |                                   |                 |             |                     |
| 56 | 5          | «Tagumo Attacks!!!» «Тагумо атакует!!!»                                       | Александра Ля Роше | Кето Шимидзу и Уба Мохаммед       | 19 ноября 2018  | T13.21055   | 0,91                |
| Гидеон обнаруживает Нору в 2018 году. Рэй отправляется за ней. Нора спасает Константина, а затем решает сдаться Бюро Времени. Сара, Мик, Зари и Чарли отправляются в Токио 1951 года, чтобы остановить гигантского осьминога. Они узнают, что это существо по имени Тагумо было воплощено в жизнь волшебной книгой, в которой рисовал свои идеи кинорежиссёр Исиро Хонда. Саре удаётся частично уменьшить Тагумо, однако монстр нападает на киностудию. Зари убеждает Мика воспользоваться собственным творческим талантом. Мик использует книгу, чтобы воплотить в жизнь героиню собственной книги — королеву Гариму, которая сражается с Тагумо на макете города, пока Хонда всё это снимает на камеру. Легенды забирают книгу, а Мик даёт режиссёру идею создания Годзиллы. Трое магических беглецов (каупе, чупакабра и Баба-яга) сбегают из-под стражи в штаб-квартире Бюро времени. Нейт, Гэри и Мона находят способ утихомирить их с помощью еды. Ава присоединяется к семье Хейвуд на День благодарения. Хэнк звонит кому-то по телефону и сообщает, что беглецами можно управлять, а также даёт добро на проект «Аид». |            |                                                                               |                    |                                   |                 |             |                     |
| 57 | 6          | «Tender Is the Nate» «Нейт нежен»                                             | Дин Чоу            | Фил Клеммер и Мэттью Маала        | 26 ноября 2018  | T13.21056   | 0,97                |
| Хэнк желает знать на что тратят деньги Легенды, поэтому Нейт приглашает его посетить «Волнолёт». Нейт встречает Чарли и узнаёт, кто она на самом деле. Легенды отправляются в Париж 1927 года на поиски очередного беглеца. Рэй передаёт Норе письмо через Мону, однако Нора ненароком блокирует камеру, застревая в ней вместе с Моной и Авой. Девушки пьют вино и едят торт, делясь историями из жизни. Легенды вместе с Эрнестом Хемингуэем охотятся на беглеца в катакомбах и натыкаются на минотавра. Хэнк ранен во время сражения. Минотавр затем отслеживает Хемингуэя по запаху и нападает на клуб. Константину и Нейту удаётся успокоить существо с помощью лютни, однако Хемингуэй всё портит, пытаясь убить минотавра. Нейт пытается сразиться с минотавром, используя свои способности, однако минотавр обезвреживает его. Хэнк хватает гитару и усыпляет существо песней. Тем временем девушки узнают, что внутри конверта оказался уменьшенный Рэй, который не может оторваться от липкой ленты. Рэй помогает девушкам выбраться. Ава не увольняет Мону за прокол и даже позволяет ей быть более человечной с пленными существами. Нора просит Мону передать Рэю письмо. Нейт формально уходит из команды в Бюро. |            |                                                                               |                    |                                   |                 |             |                     |
| 58 | 7          | «Hell No, Dolly!» «О нет, кукла!»                                             | Эйприл Маллен      | Грейн Годфри и Морган Фауст       | 3 декабря 2018  | T13.21057   | 0,93                |
| Легенды отправляются в Новый Орлеан 1856 года, чтобы найти беглеца, виновного в серии убийств, в которых обвинят жрицу вуду Марию Лаво. Сара, Ава, Рэй и Мик отправляются на поиски беглеца, тогда как Константин, Зари и Чарли проводят разведку местности. Оказывается, после встречи с Маллусом Константин отправился в Новый Орлеан, где полюбил парня по имени Дезмонд. В Дезмонда вселился демон Нерон, и Константину пришлось отправить его в ад, чтобы изгнать демона. Константина похищают люди Марии Лаво, которая является предком Дезмонда. Она требует, чтобы Константин спас её потомка. Легенды обнаруживают беглеца — это серийный убийца Майк-кол, чья душа вселилась в куклу. Мик сжигает куклу огнемётом, однако Майк переселяется в куклу профессора Штейна и преследует команду по всему кораблю. Тем временем в Бюро Времени неизвестные люди пытаются похитить каупе. Мона пытается их остановить, но каупе сбегает и ранит её. С помощью Чарли, Константин отправляется в 2018 год, чтобы порвать отношения с Дезмондом ещё до появления Нерона. Его действия создают временную волну, которая замораживает Легенд на корабле, возвращает Чарли её способности и превращает Зари в кошку. |            |                                                                               |                    |                                   |                 |             |                     |
| 59 | 8          | «Legends of To-Meow-Meow» «Легенды мяу-мяу»                                   | Бен Брэй           | Джеймс Иган и Рэй Утарначитт      | 10 декабря 2018 | T13.21058   | 1,10                |
| В новой реальности Константин так и не присоединился к Легендам, что привело к гибели Сары во время встречи с единорогом в Вудстоке. В результате, Нейт, Рэй и Мик стали агрессивными борцами с магическими существами, называющими себя Хранителями хронологии. Зари же была превращена в кошку «доброй крёстной феей». Чарли помогает Константину бежать из камеры заключения в Бюро. Они возвращаются в Вудсток и уничтожают единорога. В ещё одной новой реальности в 2018 году они узнают, что фея убила Нейта, Рэя и Мика, а также вновь превратила Зари в кошку. В результате, Сара сформировала новую команду с Авой и человеческим воплощением Гидеон под названием Сирены пространства и времени, которые также занимаются истреблением беглецов. Чарли возвращается в Сейлем и спасает команду от феи. В очередной новой реальности все члены команды являются куклами, так как Мик взял фею в напарники, назвал остальных «марионетками Бюро» (фея восприняла это как приказ), и улетел заниматься грабежом. Чарли продолжает пытаться исправить хронологию. Наконец, это ей якобы удаётся, однако она узнаёт, что и в этой реальности, Легенды убивают магических существ, а не доставляют их в Бюро. Она осознаёт, что именно она в первоначальной реальности убедила Легенд быть гуманными с беглецами. Наконец, Константин решает вернуться в 2018 год и исправить ситуацию с Дезмондом. Всё возвращается на свои места. Константин рассказывает всё Саре, которая соглашается помочь ему бороться с Нероном. Тем временем Хэнк играет в гольф с существом, носящим лицо Дезмонда. |            |                                                                               |                    |                                   |                 |             |                     |
| 60 | 9          | «Lucha de Apuestas» «Маска против маски»                                      | Эндрю Каш          | Кето Шимидзу и Тайрон Б. Картер   | 1 апреля 2019   | T13.21059   | 0,96                |
| Легенды вместе с Бюро Времени приступают к поиску сбежавшего каупе. Хэнк обвиняет в побеге монстра Мону, и Ава решает уволить девушку, но той удаётся стереть память Гэри и сбежать. Попав к Легендам, Мона рассказывает им правду про правительственных агентов, пытавшихся похитить каупе, но из всей команды ей верит только Зари. Легенды отправляются в 1961 год в Мехико, где каупе стал бойцом рестлинга и непобедимым чемпионом. Они забирают его на «Волнолёт», но это сильно меняет ход истории Мексики, и Легенды вынуждены вернуть его на один последний бой с Эль Куро - бывшим чемпионом и актёром. В разгар боя появляются агенты Бюро Времени и пытаются его остановить, но Легенды, каупе и Эль Куро совместными усилиями побеждают их. Тем временем Зари и Нейт в Бюро Времени выясняют, что Хэнк изменил видеозапись побега каупе. Сара рассказывает Аве правду, но та не верит ей, и девушки расстаются. Мона собирается отпустить каупе в его родной мир одного, но в этот момент неожиданно появившийся агент убивает его, а Мона, превратившись в самку каупе, убивает агента. |            |                                                                               |                    |                                   |                 |             |                     |
| 61 | 10         | «The Getaway» «Бегство»                                                       | Вьет Нгуен         | Мэттью Маала и Уба Мохаммед       | 8 апреля 2019   | T13.21060   | 0,99                |
| Легенды отправляются в 1973 год, где президент Никсон внезапно разучился врать и начал говорить только правду, что вызвало мировой кризис. Чарли превращается в Никсона и занимает его место, а остальные похищают настоящего президента и выясняют, что внутри него был волшебный жук, посланник богини Маат, питающийся ложью. Хэнк становится временным руководителем Бюро Времени вместо Авы и пытается поймать Легенд. Агенты захватывают «Волнолёт», а Хэнк с сыном отправляются в погоню за Легендами. В итоге им удаётся поймать Рэя и Мика, но Нейт убеждает отца отпустить их. Мона снова превращается в самку каупе, но Сара убеждает её, что Легендам можно доверять. Тем временем в Бюро Гэри при помощи Норы Дарк выясняет, что Хэнк путешествовал во времени для личной выгоды и организовывал опыты над волшебными беглецами, но их расследование останавливает Нерон в обличие Дезмонда. Хэнк пытается разорвать договор с Нероном, но тот в ответ на попытку высасывает из него жизнь. По ошибке Бюро и Нейт обвиняют в этом Нору. |            |                                                                               |                    |                                   |                 |             |                     |
| 62 | 11         | «Séance and Sensibility» «Сеанс и чувства»                                    | Александра Ля Роше | Грейн Годфри и Джеки Канино       | 15 апреля 2019  | T13.21061   | 1,02                |
| Легенды отправляются в 1802 год в Англию, где один из волшебных беглецов повлиял на Джейн Остин, и в результате та не написала "Гордость и предубеждение". Прибыв, они обнаруживают, что члены высшего общества массово теряют над собой контроль из-за любви, и из-за этого сексуальная революция началась на полтора века раньше, чем в реальности. Оказывается, что в этом виноват Камадева - индийский бог любви. Зари ловит его. На «Волнолёте» пленник воздействует на сны членов экипажа, а затем и в реальности затягивает всех в подобие болливудского мюзикла, в котором собирается жениться на Зари. В последний момент Мона останавливает свадьбу и убеждает Зари не говорить волшебному беглецу "да". Тем временем на похоронах Хэнка Нора является Рэю через зеркало и говорит, что она невиновна в смерти отца Нейта. Во время сеанса экзорцизма дух Хэнка рассказывает Джону Константину, что был в сговоре с демоном Нероном. Нейт узнаёт, что отец затеял всю аферу с магическими беглецами для того чтобы открыть парк развлечений с магическими существами. |            |                                                                               |                    |                                   |                 |             |                     |
| 63 | 12         | «The Eggplant, the Witch & the Wardrobe» «Баклажан, колдунья и платяной шкаф» | Майрзи Алмас       | Морган Фауст и Дафна Майлз        | 22 апреля 2019  | T13.21062   | 0,90                |
| Сара обнаруживает, что Ава была похищена Нероном. Легенды узнают, что Нора Дарк была невиновна в гибели отца Нейта, и она присоединяется к их поискам. Они находят тело Авы, но её душа находится в чистилище. Константин отправляет душу Сары туда за ней. Девушки совместными усилиями, обсудив все проблемы их отношений, выбираются. Тем временем Нейт и Рэй отправляются на площадку, где по велению Хэнка строился парк развлечений на основе детских рисунков его сына. Нейт сначала приказывает уничтожить все постройки, но потом меняет решение и останавливает снос. Легенды ловят Нерона. Нора вступает в разговор с демоном и понимает, что тело Авы нужно ему как "сосуд" для другого демона Табиты. Константин и Нора обманом заставляют Нерона покинуть тело Дезмонда и затем атакуют его, но из-за внезапного появления Рэя в последний момент всё идёт не по плану: тело Дезмонда свободно, но Нора лежит без сознания, а Нерон вселился в Рэя. |            |                                                                               |                    |                                   |                 |             |                     |
| 64 | 13         | «Egg MacGuffin» «Яйцевой макгаффин»                                           | Крис Таммаро       | Джеймс Иган и Тайрон Б. Картер    | 29 апреля 2019  | T13.21063   | 0,94                |
| Чарли и Мик отправляются на конвент любовных романов. Поначалу, Чарли притворяется Ребеккой Сильвер — псевдонимом Мика, однако Мона раскусывает её, так что Мик выступает сам под всеобщие аплодисменты. Сара пытается свести Нейта и Зари и посылает их на задание в 1933 г. Они внедряются в Общество путешественников, где Гордон Гилкрист представляет свою арктическую находку — золотое яйцо. За яйцом охотятся нацисты, так что туда же прибывают Сара и Ава. Легенды заполучают яйцо и побеждают нацистов. На корабле становится известно, что это — яйцо дракона. Нейт и Зари наконец признаются друг другу в своих чувствах. Тем временем Рэй узнаёт, что в него вселился Нерон и пытается найти способ избавиться от него. Нерон желает полностью завладеть телом либо вынудив Рэя убить любимого человека, либо с полного согласия Рэя. Константину удаётся разбудить Нору, и она сообщает ему, что Нерон вселился в Рэя. Чтобы спасти Нейта, Рэй соглашается на сделку с Нероном, и тот полностью захватывает его тело. Гэри наконец надоело быть половой тряпкой, и он принимает свой оторванный сосок от Нерона и становится его помощником. Он, Рэй/Нерон и бессознательный Константин телепортируются с корабля. Ава вербует Нору в Бюро, чтобы найти их. |            |                                                                               |                    |                                   |                 |             |                     |
| 65 | 14         | «Nip/Stuck» «Ущипнул/застрял»                                                 | Дэвид Геддес       | Рэй Утарначитт и Мэттью Маала     | 6 мая 2019      | T13.21064   | 0,98                |
| Нерон хочет заставить Константина открыть проход в ад, чтобы привести оттуда Табиту. Легенды прибывают к ним в Ледниковый период, но демон ловит их в ловушку и «Волнолёт» оказывается под снежным завалом. Объединившись для общекомандной синергии, им удаётся выбраться. Константин и Нерон отправляются в 55 год до нашей эры, чтобы пообщаться с его предком, на которого он похож как две капли воды - кельтским королём Константином. Тот принимает потомка за оборотня и хочет отправить его в ад, но у него получается освободиться и отрубить предку кисть руки. Константин дерётся с Нероном и побеждает его, но затем по совету прибывших Легенд не убивает его, а сам отправляется в ад, чтобы спасти Рэя. Нерон вызывает из ада Табиту, оказывается, что это «крёстная фея», с которой Легенды уже сталкивались в Салеме. Тем временем в Бюро Времени Нора приступает к работе, а Гэри начинает проводить индивидуальные беседы с сотрудниками Бюро для оценки их работы, после которых те себя странно ведут. Мона расследует это и узнаёт, что во время бесед воздействие на сотрудников оказывал глаз, находящийся на месте возвращённого из ада соска Гэри. Превратившись в каупе, Мона побеждает Гэри и возвращает сотрудников Бюро в прежнее состояние. Она откусывает сосок Гэри, но в этот момент прибывшие Нерон и Табита превращают Мону обратно в человека и спасают Гэри от неё. |            |                                                                               |                    |                                   |                 |             |                     |
| 66 | 15         | «Terms of Service» «Условия обслуживания»                                     | Эйприл Маллен      | Грейн Годфри и Уба Мохаммед       | 13 мая 2019     | T13.21065   | 1,04                |
| Нерон в теле Рэя Палмера показывает по телевидению рекламный ролик, где рассказывает о существовании магических беглецов и о том, что он может помочь людям справиться с ними. Легенды собираются отбить у него обратно Бюро Времени. Гэри загадывает «крёстной фее» желание, и та переносит к нему Сару, Аву и Нору Дарк для участия в заседании книжного клуба, а затем отправляет всех на «Волнолёт», сделав Гэри его капитаном. Нейт, Зари, Мик и Чарли приходят на конференцию, где Нерон презентует приложение, которое помогает вычислять магических беглецов, и демонстрирует его работу на Моне. Фея по приказанию Гэри переносит на корабль ещё и Мика с Нейтом. Зари читает условия лицензионного соглашения к приложению Нерона и узнаёт, что все скачавшие его обязуются отдать демону свою душу. Табита обманом заставляет Нору стать «крёстной феей» вместо неё. Зари и Чарли пробираются в Бюро Времени и выпускают всех пленных магических беглецов, включая Мону, но Нерону и Табите удаётся схватить Чарли, они хотят инсценировать нападение на город с её участием, чтобы заставить больше людей купить приложение. Гэри приказывает «крёстной фее» отправиться в ад на помощь Константину, не зная, что феей теперь стала Нора. Зари забывает драконье яйцо в доме, где она жила в детстве, и его находит маленькая Зари. На её глазах из яйца вылупляется дракон. Тем временем в аду Джон Константин встречается с торговцем душами Мэшером и узнаёт, что Нерон собирается занять трон ада. Его ловят демоны, но он требует доставить его к правящему в аду триумвирату. Константин предупреждает триумвират об угрозе для них, которая исходит от Нерона, и предлагает им помочь разобраться с ним в обмен на освобождение души Рэя. Триумвират напоминает ему о душе девочки Астры, которая когда-то попала в ад по его вине и которую он тоже мог бы хотеть вернуть, и предлагает выбрать одного, чтобы спасти - Рэя или её. Джон выбирает Астру, но выясняется, что за прошедшие годы девочка выросла, стала демоном и не хочет возвращаться на Землю. Джона подвергают пыткам. |            |                                                                               |                    |                                   |                 |             |                     |
| 67 | 16         | «Hey, World!» «Эй, мир!»                                                      | Кевин Мок          | Фил Клеммер и Кето Шимидзу        | 20 мая 2019     | T13.21066   | 1,10                |
| Прибывшая в ад «крёстная фея» Нора освобождает Константина. Он переубеждает Астру помочь им вломиться в хранилище душ Нерона и освободить оттуда душу Рэя Палмера, который тусуется с душой подобревшего Вандала Сэвиджа. Тем временем в реальности Табита и Нерон подстраивают всё так, что Чарли превращается в гигантского спрута Тагумо и нападает во время слушаний в Сенате. Мику и Саре удаётся спасти Чарли, но эффект от нападения уже произошёл - по всему миру идёт волна паники из-за магических существ (в рамках неё у маленькой Зари забирают недавно вылупившегося дракончика). Легенды понимают, что страх людей может помочь Нерону открыть большой портал из ада в реальный мир. Они решают реализовать план отца Нейта построить парк развлечений с магическими существами, чтобы люди перестали их бояться (постройку ускоряют при помощи волшебной книги, которую Рори получил от режиссёра Исиро Хонды). Константин и Нора возвращаются из ада с освобождённой душой Рэя, но она не может вернуться в своё тело, пока его занимает Нерон. Нейт понимает, что ему придётся пожертвовать собой, потому что если Нерон убьёт его, то тогда он нарушит условия сделки с Рэем и потеряет его тело. На открытии парка развлечений Легенды пытаются убедить зрителей, что герои не должны обязательно сражаться с магическими существами, но публике это не нравится. Неожиданно появляются Табита и большой летающий огнедышащий дракон. Они почти побеждают Легенд, но затем маленькая Зари переубеждает дракона и тот съедает Табиту (оказывается, что это был её дракончик из яйца, которого увеличили при помощи магии). Нерон открывает портал между адом и реальностью. Он убивает Константина, но оказывается, что Джон и Нейт временно поменялись внешностью и на самом деле Нерон убил Нейта, нарушив условия сделки с Рэем. Демон теряет власть над телом Рэя и покидает его, после чего его уничтожает Константин. Душа Рэя возвращается в его тело. После смерти Нейт общается с отцом. Легенды, магические беглецы и зрители парка развлечений объединяют свои положительные эмоции и при помощи посоха Табиты воскрешают Нейта. Из-за изменений настоящего теперь меняется и будущее, в том числе антиутопичный мир, в котором выросла Зари - вместо неё членом команды Легенд становится её брат Бехрад. В аду Астра собирает украденные ею из хранилища Нерона души Сталина, Калигулы, Чингисхана и прочих подобных личностей, планируя выпустить их. |            |                                                                               |                    |                                   |                 |             |                     |

### Сезон 5 (2020)
| № общий | № в сезоне | Название                                                                            | Режиссёр           | Автор сценария                         | Дата премьеры   | Произв. код | Зрители в США (млн) |
| --- | ---------- | ----------------------------------------------------------------------------------- | ------------------ | -------------------------------------- | --------------- | ----------- | ------------------- |
| 68 | Спецэпизод | «Crisis on Infinite Earths: Part Five» «Кризис на Бесконечных Землях: Часть пятая»  | Грегори Смит       | Кето Шимидзу и Уба Мохамед             | 14 января 2020  | T13.21908   | 1,36                |
| Завершение кроссовера, начавшегося в сериалах «Супергёрл», «Бэтвумен», «Флэш» и «Стрела». Мультивселенная восстановлена. Супергёрл просыпается и понимает, что все окружающие не помнят нашествия армии теневых демонов Анти-Монитора. Она оказывается на церемонии присуждения Нобелевской Премии Лексу Лютору. Кара и Марсианский Охотник с ужасом осознают, что теперь они работают в «Лютор-Корпорейшн», весь мир считает Лекса Лютора хорошим человеком, а никто кроме Парагонов не помнит события Кризиса. Супергёрл отправляется предотвратить преступление Погодной ведьмы, но её опережает Флэш. Оказывается, что после перезапуска Мультивселенной Земля-1 и Земля-38 объединились в одну. Марсианский Охотник возвращает память о Кризисе всем героям. На Стар-Сити нападает гигантский Бибо. Герои отвлекаются на него, но оказывается, что это лишь иллюзия, которую сделал волшебник Соргон для отвлечения внимания героев, пока он грабит банк. Харрисон «Нэш» Уэллс засекает большой всплеск антиматерии в Стар-Сити. Теневые демоны появляются и нападают на Парагонов. Герои дерутся с армией теневых демонов и Анти-Монитором, который вырастает до огромных размеров. Рэй Палмер, Райан Чой и Харрисон «Нэш» Уэллс в С.Т.А.Р. Лабс пытаются изобрести устройство, чтобы уменьшить его, а Убийца Мороз, Мик Рори и Чёрная Молния (Земля которого теперь тоже объединена с Землёй-1 и Землёй-38) защищают их от теневых демонов. Рэй успевает передать устройство Супергёрл, и та бросает его в Анти-Монитора, бесконечно уменьшив его, то есть отправив во вселенную на атомном уровне. Мультивселенная спасена. Герои пытаются приспособиться к изменениям после восстановления Мультивселенной: у Джона Диггла и Лайлы теперь кроме сына есть и дочь Сара (как до Флэшпоинта), у Супермена и Лоис Лейн теперь двое сыновей, а не один. Объединённая Земля получает название Земля-Прайм. Герои зажигают вечный огонь в честь павшего Оливера Квина, а Барри показывает остальным героям круглый стол для Лиги Справедливости с одним стулом для Зелёной Стрелы. Из клетки сбегает обезьяна по кличке Глик. |            |                                                                                     |                    |                                        |                 |             |                     |
| 69 | 1          | «Meet the Legends» «Встречайте Легенд»                                              | Кевин Мок          | Грейн Годфри и Джеймс Иган             | 21 января 2020  | T13.21901   | 0,72                |
| На «Волнолёт» прибывает съёмочная группа, чтобы снять документальный фильм о жизни и работе Легенд. Гидеон оказывается подвержен вирусу и глючит. В Санкт-Петербурге в 1917 году происходит времятрясение 5 класса. Легенды прилетают на похороны Распутина, где тот восстаёт из мёртвых. Распутин убивает князя Юсупова, отомстив ему за свою смерть. Нейт приходит к Распутину, чтобы взять у него интервью, а тот при помощи гипноза возвращает ему воспоминания о Зари. Легенды пытаются убить Распутина, но у них ничего не выходит, так как его душа до сих пор принадлежит аду. Нейт и Бехрад догадываются, что Гидеон глючит, потому что Легенды изменили временную хронологию. Распутин собирается убить семью Романовых и захватить престол Российской Империи. Легенды вовремя приходят и спасают императорскую семью. Уменьшившийся Рэй в костюме Атома залезает внутрь Распутина и увеличивается в размерах, разорвав его изнутри. Тем временем в 2020 году в Нью-Йорке Джон Константин и Гэри Грин разбираются с демоном, вселившимся в мальчика. На презентации документального фильма Легенды заявляют, что на самом деле путешествий во времени не существует. Константин съедает часть останков Распутина и отправляется в ад. Мик Рори велит Моне теперь писать под псевдонимом Ребекки Сильвер вместо него. Гидеон показывает Нейту запись с посланием от Зари. |            |                                                                                     |                    |                                        |                 |             |                     |
| 70 | 2          | «Miss Me, Kiss Me, Love Me» «Скучай по мне, целуй меня, люби меня»                  | Дэвид Геддес       | Рэй Утарначитт                         | 4 февраля 2020  | T13.21902   | 0,79                |
| В аду Константин приходит к Астре и обнаруживает, что та теперь правит адом и воскрешает одну за другой души всемирно известных злодеев, возвращая их в реальный мир, потому что все погубленные ими невинные души служат ей в аду. Она говорит, что единственный способ остановить её - убить. Константин возвращается на «Волнолёт» и рассказывает обо всём Легендам, они решают продолжать ловить восставших из ада злодеев и пока что держать их на корабле. Гидеон фиксирует времятрясение в Лос-Анджелесе в 1947 году. Оказывается, что убитый по приказу мафиозных боссов Бенджамин «Багси» Сигел восстал из мёртвых и восстанавливает контроль над преступным миром. Его любовница обращается за помощью к Легендам, рассказывая, что Багси контролирует политиков и других важных людей при помощи шантажа фотографиями, сделанными при её участии. На Сигела нападают бандиты, посланные Микки Коэном, но их пули не могут принести ему никакого вреда, а он сам убивает напавших из адского пистолета. Константин при помощи любовницы Багси получает его пистолет, а та заполучает фотографии с компроматом, но мафия взрывает машину с ней и компроматом. Константин вместе с Сигелом отправляется в ад и говорит Астре, что не собирается убивать её и будет бороться за спасение её души. Последней пулей из адского пистолета он убивает Багси. Тем временем Бехрад отправляется на празднование дня рождения своего отца в Вашингтоне в 2044 году и берёт с собой Нейта. Тот встречает Зари и узнаёт её, но она не помнит его. Зари догадывается, что её брат похитил тотем воздуха (их семейную реликвию), и понимает, что Бехрад и Нейт были на открытии парка развлечений 24 года назад. Чтобы сестра ничего не рассказала родителям о его путешествиях во времени, Бехрад перемещает её на «Волнолёт». |            |                                                                                     |                    |                                        |                 |             |                     |
| 71 | 3          | «Slay Anything» «Убей что-нибудь»                                                   | Александра Ля Роше | Мэттью Маала и Тайрон Б. Картер        | 11 февраля 2020 | T13.21903   | 0,75                |
| В 2004 году тело Фредди Майерса, приговорённого к смертной казни за 7 убийств, совершённых в 1989 году, пропадает после казни. Легенды думают, что он восстал из мёртвых, чтобы убить последнюю девушку, которую он не смог настичь 15 лет назад. Они отправляются в Централ-Сити 2004 года на встречу выпускников, чтобы остановить его, но не успевают - девушка убита, а Сара, Ава и Мик оказываются заперты в школе вместе с выпускниками и маньяком, продолжающим убивать. Рэй и Нейт решают отправиться в 1989 год, чтобы исправить Фредди в детстве так, чтобы тот не стал убийцей. «Крёстная фея» Нора является на призыв нуждающегося ребёнка Фредди, чтобы исполнить его желания, но тот пока не желает ничего ужасного. На выпускном вечере Фредди подвергается унижению со стороны школьных хулиганов. Нора убеждает Фредди не мстить хулиганам, а показать всем, что он может быть крутым. Зари случайно сходит с «Волнолёта» в 1989 году и оказывается вместе с выпускницами в лимузине, атакованном маньяком. В 2004 году Сара и Ава выясняют, что на самом деле серийным убийцей была мать Фредди, а не он сам. В 1989 году Бехрад при помощи тотема воздуха останавливает мать Фредди и изменяет временную хронологию: маньяк в 2004 году не нападает. Зари решает присоединиться к Легендам, её брат не против. Тем временем в 2020 году в Англии в графстве Нортумберленд Константин вместе с Гэри приезжает в своё родовое поместье, где обнаруживает, что Чарли, принявшая его облик, устраивает кутежи. Джон решает поговорить с погибшей ведьмой (матерью Астры). |            |                                                                                     |                    |                                        |                 |             |                     |
| 72 | 4          | «A Head of Her Time» «Голова её времени»                                            | Эви Йобиан         | Морган Фауст                           | 18 февраля 2020 | T13.21904   | 0,73                |
| Сара отправляется в Стар-Сити и назначает Аву временным капитаном «Волнолёта» на время своего отсутствия. Во Франции в 1793 году происходит времятрясение. Легенды отправляются туда и обнаруживают, что Мария-Антуанетта восстала из мёртвых, и из-за этого Великая французская революция захлебнулась: теперь гильотины используют не для казней, а для того чтобы резать торты. Легенды пленят Антуанетту, а Зари крадёт у неё волшебный парфюм популярности и использует его на своей вечеринке в 2044 году в Нью-Йорке. Она случайно проливает слишком много духов на себя, и толпа обожающих поклонников пытается разорвать её. Легенды спасают Зари. Тем временем в 2020 году в графстве Нортумберленд Гэри вмешивается в общение Константина с погибшей ведьмой (матерью Астры Натали) и случайно выпускает её на свободу. Натали раз за разом заставляет Джона рассказывать правду о прошлом, когда он воскресил её, заплатив за это отправлением Астры в ад. Чарли признаётся Константину, что она уничтожила полотно судьбы. В аду Астра устраивает всё так, чтобы Джон быстрее умер от рака лёгких. |            |                                                                                     |                    |                                        |                 |             |                     |
| 73 | 5          | «Mortal Khanbat» «Смертельная битва»                                                | Кейти Лотц         | Грейн Годфри и Марк Брунер             | 25 февраля 2020 | T13.21905   | 0,75                |
| Гидеон обнаруживает у Джона Константина последнюю стадию рака лёгких, ему осталось жить совсем немного. В 1997 году в Гонконге происходит времятрясение. Легенды обнаруживают, что Чингисхан восстал из мёртвых и взял в свои руки контроль над триадами. Он планирует напасть на принца Чарльза, который приехал в Гонконг для участия в церемонии передачи города от Великобритании Китаю. Чингисхан и его люди на электросамокатах нападают на кортеж принца Чарльза и захватывают его и Бехрада, но оказывается, что место принца заняла изменившая облик Чарли. Бехрад останавливает пули бандитов при помощи силы тотема воздуха, а Чарли отправляет Чингисхана обратно в ад. Чарли рассказывается остальным Легендам, что на самом деле она Клото (одна из трёх мойр), которая пряла судьбы людей, а потом уничтожила полотно судьбы, и из-за этого теперь две другие мойры (её сестры) ищут её. Тем временем Константин вместе с Рэем и Гэри возвращается в своё родовое поместье. Войдя в астрал, Джон общается с Астрой и узнаёт, что это она сократила срок его жизни. «Крёстная фея» Нора пытается вылечить его, но её сил для этого не хватает. Другие магические целители тоже не могут его исцелить. Константин завещает своё поместье Гэри и выпивает яд, потому что хочет умереть на своих условиях, а не на условиях Астры. Астра возвращает Джона из мёртвых в обмен на обещание вернуть из мёртвых её мать. |            |                                                                                     |                    |                                        |                 |             |                     |
| 74 | 6          | «Mr. Parker's Cul-De-Sac» «Тупичок мистера Паркера»                                 | Бен Эрнандес Брэй  | Кето Шимидзу и Джеймс Иган             | 10 марта 2020   | T13.21906   | 0,77                |
| Дэмиен Дарк восстаёт из мёртвых после своей смерти 2 года назад. Он крадёт у Гэри устройство для перемещения во времени и отправляется к Норе в поместье Константина в 2020 году, в тот момент, когда Рэй собирается сделать ей предложение. Нора решает спрятать Рэя от отца, и он вынужден сидеть с маленькой девочкой (подопечной крёстной феи) за просмотром детского шоу «Тупичок мистера Паркера». Сара и Ава приходят убить Дарка, но Нора просит их дать ей одну ночь, чтобы исправить отца к лучшему. Она врёт ему о своей жизни, но в конце концов правда выходит наружу. Дэмиен пытается убить Рэя и дерётся с другими Легендами, но схватку прерывает подопечная крёстной феи, пожелавшая, чтобы все они оказались в «Тупичке мистера Паркера». Внутри шоу Легенды обсуждают друг с другом все проблемы и мирятся: Сара решает отказаться от предложения работы в Стар-Сити и остаться с Авой и Легендами на «Волнолёте», Константин обещает Чарли, что он уничтожит полотно судьбы после того как изменит судьбу Астры, Дэмиен Дарк смиряется с выбором дочери и благославляет её брак с Рэем. Рэй и Нора женятся. После свадьбы Дарк убивает себя адским мечом и возвращается в ад. Тем временем Зари помогает Мику решить проблемы с интернет-троллем, критикующим его книги. Оказывается, что этим троллем была дочь Рори, о существовании которой он не знал. |            |                                                                                     |                    |                                        |                 |             |                     |
| 75 | 7          | «Romeo v Juliet: Dawn of Justness» «Ромео против Джульетты: Рассвет справедливости» | Александра Ля Роше | Рэй Утарначитт и Мэттью Маала          | 17 марта 2020   | T13.21907   | 0,67                |
| Рэй и Нора решают покинуть команду Легенд, но Рэй не решается сказать об этом Нейту. Мона возвращается на «Волнолёт» для участия в заседании книжного клуба (которое перерастает в девишник Норы). Легенды начинают искать части полотна судьбы, которое Чарли разорвала и разбросала по Мультивселенной (после Кризиса они все оказались на Земле-Прайм). Одну часть она оставила на хранение Уильяму Шекспиру в Лондоне в 1594 году. Шекспир продал кольцо с частью полотна герцогу, и Чарли быстро крадёт его, но Легенды решают задержаться в 1594 году, потому что Нейт хочет устроить Рэю мальчишник. Легенды ввязываются в драку в трактире, применив своё снаряжение, Шекспир видит это и вместо пьесы о несчастной истории любви Ромео и Джульетты пишет супергеройскую пьесу. Легенды возвращаются, чтобы исправить временную хронологию. Рэй убеждает Шекспира, что путь персонажей должен завершиться, и тот пишет классическую концовку пьесы, но герцог решает, что Уильям украл у него кольцо, и решает закрыть театр «Глобус». Легенды выступают в качестве актёров в первой постановке пьесы «Ромео и Джульетта» и имеют оглушительный успех. Рэй и Нейт мирятся и прощаются. Рэй и Нора покидают команду. Мона советует Мику наладить отношения с дочерью. Тем временем Астра и её приёмная мать в аду узнают, что Константин ищет полотно судьбы. |            |                                                                                     |                    |                                        |                 |             |                     |
| 76 | 8          | «Zari, Not Zari» «Зари, не Зари»                                                    | Кевин Мок          | Морган Фауст и Тайрон Б. Картер        | 21 апреля 2020  | T13.21909   | 0,66                |
| В 1977 году в Лондоне Атропос (другая мойра, сестра Клото) нападает на клуб и убивает членов музыкальной группы, в которой Чарли выступала до присоединения к Легендам. Чтобы остановить её, Легенды решают продолжать искать полотно судьбы. Оказывается, что приёмная мать Астры в аду - это третья сестра, мойра Лахесис. Отправившись в Британскую Колумбию в 2020 год за очередным кольцом с частью полотна судьбы, Константин, Сара и Чарли попадают на съёмки сериала «Сверхъестественное». Туда же прибывает Атропос. Она ранит Константина, и, приняв его облик, уходит с Сарой и Чарли. Когда Чарли добирается до кольца, сестра нападает на неё и отбирает кольцо, а затем приходит на «Волнолёт», забирает ещё одно кольцо (которое Легенды взяли у Шекспира) и убивает Бехрада. Сара и Чарли дерутся с Атропос, совместными усилиями побеждают её, выбросив во временной поток, и возвращают кольца. Тем временем Ава помогает Рори наладить отношения с дочерью (при помощи путешествий во времени он появляется во многих моментах её жизни по мере взросления), а Зари в наркотическом трипе возвращает воспоминания о своей жизни до того, как Легенды изменили временную хронологию. Зари, преисполненная горем из-за смерти брата, хочет вернуть его к жизни при помощи полотна судьбы и требует от Константина, чтобы он помог ей с этим. |            |                                                                                     |                    |                                        |                 |             |                     |
| 77 | 9          | «The Great British Fake Off» «Большая британская подделка»                          | Дэвид Геддес       | Джеки Канино                           | 28 апреля 2020  | T13.21910   | 0,71                |
| Легенды приезжают в графство Нортумберленд в родовое поместье Константина, где на спиритическом сеансе пытаются найти третье кольцо с частью полотна судьбы, но всё идёт не по плану: Сара теряет сознание, а Джона и Зари затягивает в то же поместье, но в прошлом, во времена, когда там был пансионат. Одним из постояльцев пансионата оказывается восставший из мёртвых Джек-потрошитель. Константин побеждает его, но в пансионат прибывают другие восставшие из мёртвых: Бонни и Клайд, Генрих VIII, Чёрный Цезарь и Брут. Джон является восставшим под видом Джека-потрошителя, а Зари - под видом Клеопатры. Сперва им верят, но затем восставшие начинают убивать друг друга и находят связанного Джека-потрошителя. У Зари получается использовать тотем воздуха, и совместными усилиями она и Константин побеждают восставших и находят кольцо. Тем временем Ава, Мик и Гэри отправляются в ад, чтобы поговорить с Астрой. Оказывается, что восставших из ада в реальный мир отправила не она, а Лахесис. Лахесис и Атропос предлагают Астре стать третьей мойрой вместо Чарли. Она делает вид, что согласна, но отпускает Легенд и возвращается с ними на «Волнолёт». |            |                                                                                     |                    |                                        |                 |             |                     |
| 78 | 10         | «Ship Broken» «Сломанный корабль»                                                   | Энди Армаганян     | Джеймс Иган и Марк Брунер              | 5 мая 2020      | T13.21911   | 0,74                |
| Рори приводит свою дочь на «Волнолёт». Собрав все 3 кольца с частями полотна судьбы, Чарли пытается воскресить Бехрада, но у неё не получается, а высвободившаяся энергия вызывает взрыв, который сильно повреждает временной корабль. Очнувшаяся Сара оказывается слепой, но получает возможность видеть будущее. Она видит скорые смерти всех Легенд. Кто-то крадёт кольца, и Сара подозревает Астру. Её запирают, но Константин думает, что виновна не она. Сара думает, что это она всех убьёт, и запирается. Записи камер показывают, что Чарли украла и выкинула кольца, а Зари и Нейт повредили «Волнолёт», но никто из них не помнит, как совершал это. Сара понимает, что за всем стоит пёс, которого Гэри забрал из ада. Оказывается, что это демонический пёс Сына Сэма. Объединив усилия, Легенды и Астра побеждают демонического пса и отправляют его в ад. Рори спасает дочь от пса, и они находят общий язык. Гидеон говорит, что не может вернуть Саре зрение. |            |                                                                                     |                    |                                        |                 |             |                     |
| 79 | 11         | «Freaks and Greeks» «Фрики и греки»                                                 | Нико Сачсе         | Мэттью Маала и Уба Мохаммед            | 12 мая 2020     | T13.21912   | 0,66                |
| Легенды ищут способ, при помощи которого человек сможет поучаствовать в ритуале воскрешения с 3 кольцами с частями полотна судьбы и не сгореть при этом. Они решают найти кубок Диониса, выпив из которого человек на один день становится богом. Нейт вспоминает, что этот кубок находится в Хадсонском университете в США и является переходящим призом «пивного братства» студентов. Легенды отправляются в университет и обнаруживают, что Дионис стал студентом и организовывает пивные состязания между студентами. Чтобы заполучить кубок, Легенды решают принять участие в состязаниях. Астра и Чарли ссорятся, и из-за этого терпят неудачу при попытке вступить в сестринство студенток, но затем Зари предлагает Легендам создать своё сестринство. Нейт и дочь Рори пытаются заполучить кубок другим путём. Выпив волшебного эля, Нейт выбалтывает Дионису план Легенд. Дионис решает дисквалифицировать сестринство Легенд. Чарли при помощи Нейта понимает, что если лишить Диониса последователей, то он потеряет власть над кубком. По совету Астры Легенды устраивают саботаж на вечеринке Диониса, и его последователи уходят на вечеринку сестринства. Сара, благодаря способности предвидеть будущее, побеждает Диониса в пивном понге, и после этого все последователи покидают его, а Легенды получают кубок. Все Легенды, кроме Зари, пьют из кубка и становятся богами на один день. Лахесис приходит к Астре и требует у неё вернуть долг. |            |                                                                                     |                    |                                        |                 |             |                     |
| 80 | 12         | «I Am Legends» «Я Легенды»                                                          | Эндрю Каш          | Рэй Утарначитт, Лия Пуйо и Эмили Чивер | 19 мая 2020     | T13.21913   | 0,80                |
| Атропос и Лахесис при помощи Астры угоняют «Волнолёт» вместе с Гэри на борту. Остальные Легенды застревают в Англии в 2020 году. Они направляются из поместья Константина в графстве Нортумберленд в Лондон, но по пути оказываются атакованы толпой зомби, которую послала Атропос. Легенды побеждают зомби, но затем их берут в плен солдаты, которые считают их зомби, потому что ставшие богами Легенды не умирают от попаданий выстрелов. Используя тюремный опыт Мика, Легенды сбегают. Константин при помощи магии временно останавливает сердце Зари и проносит её мимо зомби, обманывая их (они принимают её за труп и не атакуют). Легенды приезжают в Лондон, ставший центром зомби-апокалипсиса, и приходят в отделение Бюро Времени, но там нет заряженных устройств, открывающих портал. Пока разряженное устройство заряжается, проходит 24 часа с тех пор, как Легенды выпили из кубка Диониса, они становятся смертными, и в этот момент их атакуют толпы зомби. Легенды пытаются отбиться от зомби. Те убивают Сару, а затем начинают убивать остальных Легенд. Чарли единственная успевает сбежать через портал на «Волнолёт». Тем временем на «Волнолёте» Гэри при помощи Гидеон крадёт кольца мойр. Его ловят и начинают пытать, но он убеждает Астру снова перейти на сторону Легенд. Атропос убивает Астру, ставшую смертной. Гэри успевает передать кольца Чарли, а затем его убивает Атропос. Клото говорит сёстрам, что устала бегать. |            |                                                                                     |                    |                                        |                 |             |                     |
| 81 | 13         | «The One Where We're Trapped on TV» «Эпизод, в котором мы заперты на ТВ»            | Марк Гу́ггенхайм    | Грейн Годфри и Джеймс Иган             | 26 мая 2020     | T13.21914   | 0,77                |
| После того как сёстры Атропос, Лахесис и Клото воспользовались полотном судьбы, судьбы всех людей изменились. Мойры теперь правят миром, Мона работает в департаменте, занимающимся переписыванием истории человечества, чтобы искоренить у людей дух бунтарства и свободу воли, а Гэри стал диссидентом, которого все остальные считают сумасшедшим. Всех, кто недоволен тиранией мойр, Атропос убивает. Остальные Легенды оказываются заперты внутри телевидения, став персонажами различных ТВ-шоу. Нейт, Зари и Бехрад оказались в местной версии сериала «Друзья». Сначала они не помнят ничего из того, что было с ними раньше, но затем из тотема воздуха в Зари вселяется её прошлая версия - та, что была до изменения временной хронологии Легендами после победы над Нероном. Вернувшаяся Зари начинает собирать Легенд: при помощи тотема воздуха она ломает границы между сериалами и приводит Нейта и Бехрада в местную версию сериала «Аббатство Даунтон», где их встречают Константин и Астра. При помощи магии Константина они перемещаются в местную версию сериала «Звёздный путь», где Сара и Ава являются капитанами на космическом корабле. Собравшись все вместе, Легенды попадают в «Тупичок мистера Паркера». Тем временем Мона и Гэри пробираются в телевизионный центр и помогают Легендам вспомнить их прошлое. Затем появляется Чарли и отправляет Легенд обратно в их сериалы, чтобы не вызвать гнева сестёр за неподчинение. Попав обратно в свой сериал, Сара и Ава сталкиваются с мятежным капитаном Рори, напавшим на их корабль. Рори выпускает торпеды, но капитаны решают не сопротивляться нападению, поэтому их корабль уничтожен, и Чарли закрывает их сериал. Остальные Легенды тоже возвращаются из сериалов в реальный мир, при этом провоцируют восстание людей против мойр. Чарли возвращает вторую версию Зари. Легенды покидают телевизионный центр с желанием бороться с мойрами, а Чарли говорит, что больше не сможет им помочь. |            |                                                                                     |                    |                                        |                 |             |                     |
| 82 | 14         | «Swan Thong» «Лебединая плеть»                                                      | Кевин Мок          | Кето Шимидзу и Морган Фауст            | 2 июня 2020     | T13.21915   | 0,73                |
| Команда Легенд разделяется на две части: одна ищет «Волнолёт», а вторая - полотно судьбы. Нейт, предыдущая версия Зари и Ава находят временной корабль, который мойры вывели из строя, и запускают его при помощи способностей Нейта. Сара, новая версия Зари и Бехрад совместными усилиями побеждают Атропос и забрасывают её в полотно судьбы. К Саре возвращается зрение. Легенды перемещаются на несколько месяцев в будущее, где мир снова изменился: открытой и явной тирании сестёр-мойр больше нет, но Лахесис всё равно контролирует человечество при помощи часов, которые носит каждый человек на Земле. К Бехраду начинает возвращаться память о его предыдущей версии - той, которая погибла, пожертвовав собой ради сестры. В новом мире Легенды и Чарли объявлены всемирными преступниками за убийство Атропос. Они обнаруживают, что полотна судьбы больше нет, а контроль людей через часы осуществляется при помощи Гидеон. Две версии Зари отключают Гидеон, и часы у всех людей перестают работать. Лахесис выпускает против Легенд восставших из ада: Калигулу, Влада Цепеша, Сталина, Марию-Антуанетту, Чарльза Мэнсона и других. Дочь Рори убеждает Чарли, что хаос может приносить и хорошие последствия, после чего Чарли возвращается к Легендам и помогает им победить восставших. Легенды одерживают победу над Лахесис, но из-за нахождения предыдущей версии Зари в этом мире Бехрад начинает умирать, как умерла его предыдущая версия. Она возвращается в тотем, чтобы сохранить жизнь брата. Легенды празднуют победу в Лондоне в 1970-х на концерте группы Чарли. Астра возвращает Константину монету с его душой. Чарли принимает решение покинуть команду. Кто-то неизвестный похищает Сару. |            |                                                                                     |                    |                                        |                 |             |                     |

### Сезон 6 (2021)
| № общий | № в сезоне | Название                                                     | Режиссёр                | Автор сценария                            | Дата премьеры   | Произв. код | Зрители в США (млн) |
| --- | ---------- | ------------------------------------------------------------ | ----------------------- | ----------------------------------------- | --------------- | ----------- | ------------------- |
| 83 | 1          | «Ground Control to Sara Lance» «Наземный контроль Сары Лэнс» | Кевин Мок               | Марк Брунер и Джеймс Иган                 | 02 мая 2021     | T13.22551   | 0,45                |
| После празднования победы над мойрами в Лондоне в 1977 году Легенды обнаруживают, что Сара пропала. Дэвид Боуи рассказывает им, что её засосало в космический корабль. Ава и Нейт пытаются связаться с ДВО, но он был разрушен Рама Ханом. Джон Константин пытается найти Сару, используя магию, но у него не получается, так как она находится в космосе. Мик и Бехрад приходят к девушке по имени Эсперанса, которая заявляла, что пришельцы похитили её в детстве и внедрили ей в мозг чип. Она пленит двух пришедших Легенд и стреляет в «Волнолёт», прилетевший за ними. Ава пытается переубедить её, но она не верит. К счастью, Рори успевает вовремя оглушить её. Константин, Зари и Астра выясняют, что Гэри использовал книгу Алистера Кроули, и понимают, что он всё время был пришельцем и что именно он похитил Сару. Тем временем Сара на космическом корабле находит криокапсулу, в которой находится пленённый пришельцами Спартак. Вместе они освобождают из другой криокапсулы агрессивного пришельца. Сара побеждает его и загоняет обратно в криокапсулу. Другие пришельцы, управляющие кораблём, убивают и съедают Спартака. Сара допрашивает одного из них, и он превращается в Гэри. Второй пришелец (босс и невеста Гэри по имени Кэйло) побеждает Сару и загоняет её обратно в криокапсулу. Константин использует девушку с чипом в мозге, чтобы связаться с Гэри, а Ава при помощи этой связи говорит с Сарой и обещает, что женится на ней. Сара при помощи помолвочного кольца освобождается из криокапсулы и снова вступает в бой с Кэйло, а тем временем Гэри направляет корабль ко временной дыре. Сара побеждает Кэйло и выбрасывает её в дыру. Она и Гэри хотят направить корабль туда же, но не успевают, дыра закрывается. |            |                                                              |                         |                                           |                 |             |                     |
| 84 | 2          | «Meat: The Legends» «Мясо: Легенды»                          | Рэйчел Талалэй          | Мэттью Маала и Морган Фауст               | 09 мая 2021     | T13.22552   | 0,50                |
| Легенды начинают разыскивать пришельцев, которые находились в криокапсулах на инопланетном корабле вместе с Сарой и которых теперь разбросало по всей хронологии. Одного из пришельцев забрасывает в Сан-Бернардино (на родину фастфуда) в 1955 году, Легенды (вместе с примкнувшей к ним Эсперансой) отправляются туда за ним. В городе обезумевшие от голода люди совершают ряд нападений на объекты, где есть много мяса. Пока Ава, Рори, Константин и Эсперанса ищут пришельца, Нейт, Бехрад и Зари устраиваются на работу в закусочную, чтобы поймать его, если он туда придёт. Оказывается, что пришелец пребывает в огромном коконе, а слизь, стекающую с этого кокона, добавляли в соус закусочной, поэтому он вызывал дикое чувство голода у всех людей, съевших бургеры. Пришелец в виде огромного летающего жука вылупляется из кокона и летит к закусочной, чтобы съесть всех посетителей. Ава понимает, что с этим пришельцем не получится договориться, и Эсперанса уничтожает её. Тотем воздуха разделяется на два, так что теперь у Зари и Бехрада у каждого есть по тотему. Тем временем космический корабль с Сарой и Гэри терпит крушение на неизвестной планете. Они обнаруживают там земную собаку, а затем неожиданно встречают Амелию Эрхарт. Та оказывается пришельцем, нападает на Сару и ранит её, но ей и Гэри удаётся сбежать. |            |                                                              |                         |                                           |                 |             |                     |
| 85 | 3          | «The Ex-Factor» «Экс-фактор»                                 | Дэвид Геддес            | Грейн Годфри и Тайрон Б. Картер           | 16 мая 2021     | T13.22553   | 0,38                |
| Один из пришельцев, которых разбросало по хронологии, попадает в 2045 год в Палм-Спрингс и решает бросить вызов диджею Смурмани - бывшему парню Зари. Легенды убеждают его, что на Земле за власть над планетой проводятся не смертельные поединки, а соревнование песен и плясок. Пришелец участвует в музыкальном конкурсе, который судит Смурмани. Зари тоже заявляется в качестве участника. Пришелец и Зари выходят в финал. Смурмани хочет помешать бывшей выиграть, поэтому даёт им одну и ту же песню для выступления, но пришелец выступает первым. Зари и Константин ссорятся, но потом мирятся, выступают вместе и побеждают. Оказывается, что этот пришелец был микроскопических размеров, просто пользовался скафандром размером с человека. Рори случайно наступает на него и раздавляет его, а потом говорит остальным Легендам, что им нужно искать не пришельцев с корабля, который похитил Сару, а пилота этого корабля Кэйло. Тем временем на неизвестной планете Гэри спасает Сару, съедая напавших на них пришельцев (которые оказываются клонами Авы). Сара из-за ранения видит галлюцинации, следует за клоном Авы, побеждает его, а затем встречает человека, который говорит ей, что ждал её уже очень давно. |            |                                                              |                         |                                           |                 |             |                     |
| 86 | 4          | «Bay of Squids» «Залив Кальмаров»                            | Садз Сазерленд          | Фил Клеммер                               | 23 мая 2021     | T13.22554   | 0,41                |
| Одна из пришельцев, которых разбросало по хронологии (Кэйло), попадает в 16 октября 1962 года и приземляется в горах Сьерра-Маэстра на Кубе. Легенды направляются туда за ней и попадают в самый разгар Карибского кризиса. Под руководством Рори они нападают на советский военный конвой, но оказывается, что тот перевозил не пришельца, а боеголовку. Из-за вмешательства Легенд напряжение между СССР и США растёт. Нейт и Зари отправляются в Вашингтон, чтобы сдержать Кеннеди от начала ядерной войны, а Ава и Бехрад ищут пришельца на Кубе. Ава находит Кэйло, но та нападает на неё и только благодаря Мику и Эсперансе ей удаётся спастись. Бехрад приходит к Фиделю Кастро под видом кузена Че Гевары и сперва при помощи конфет с марихуаной почти убеждает его не развязывать ядерную войну, но затем внезапное появление Кэйло (которую Команданте принимает за мутанта, присланного США, чтобы его убить) убеждает Фиделя запустить ядерную ракету по Вашингтону. Мик убеждает Кэйло покинуть Кубу с Легендами и отправиться вместе с ним на «Волнолёте» к Саре. В Вашингтоне Кеннеди не хочет начинать ядерную войну, тогда генерал Килгор отбирает у него ядерный чемоданчик и хочет самостоятельно запустить ракеты по СССР. При помощи Нейта и Зари Кеннеди возвращает чемоданчик и предотвращает запуск ракет. Ракета, выпущенная Кастро, падает рядом с Белым Домом и раздавливает генерала Килгора, но не взрывается, потому что Рори и Кэйло украли весь плутоний из неё, чтобы использовать его как топливо для «Волнолёта». Ядерная война предотвращена. Мик и Кэйло улетают на «Волнолёте» к Саре. Остальные Легенды отправляются к Константину. |            |                                                              |                         |                                           |                 |             |                     |
| 87 | 5          | «The Satanist's Apprentice» «Ученик сатаниста»               | Кейти Лотц              | Кето Шимидзу и Рэй Утарначитт             | 6 июня 2021     | T13.22555   | 0,45                |
| Астра испытывает массу бытовых проблем при житье в реальном мире в доме Константина: по документам ей только 15 лет (из-за времени, проведённого в аду) и из-за этого она не может устроиться на работу, она не может колдовать, а чопорные соседи британцы принимают её за прислугу. Она находит заколдованный портрет Алистера Кроули, который предлагает обучить её магии. Астра верит Кроули и соглашается обучаться у него. Она при помощи заклинания меняет местами Джона и Алистера, теперь первый оказывается в портрете, а второй - в теле Константина. Прибывают остальные Легенды, и Астра превращает их всех в бытовые предметы. Кроули защищает себя амулетом, который заряжает при помощи забранной души соседа-расиста, и теперь Астра не может вернуть его обратно в портрет заклинанием. Алистер превращает Астру в мультяшную принцессу и собирается забрать души остальных Легенд, но она находит заклинание своей матери, которое та спрятала в нотной тетради, и колдует его, отменив всю магию, сотворённую Кроули. Из-за этого заклинания магических сил лишается не только Кроули, но и Константин. Тем временем на далёкой неизвестной планете человек, организовавший похищение Сары, говорит ей, что его зовут Бишоп, и даёт ей противоядие, которое спасает ей жизнь. Бишоп рассказывает, что в далёком будущем человечество уничтожило себя в ядерных войнах, но он остался жив, создал модель клона Авы и теперь пытается спасти человечество, добавляя людям ДНК других инопланетных рас. Он предлагает Саре обучать модифицированных людей. Один из клонов Авы делает вид, что помогает Саре сбежать, та приводит её на корабль Кэйло, где выясняется, что побег был подстроен Бишопом. Он заполучает на корабле ДНК всех инопланетных существ, которые были в капсулах. Сара нападает на Бишопа, и, казалось бы, убивает его, но затем её усыпляют, а после пробуждения она видит живого и здорового Бишопа.          |            |                                                              |                         |                                           |                 |             |                     |
| 88 | 6          | «Bishop's Gambit» «Гамбит Бишопа»                            | Кевин Мок               | Джеймс Иган и Эмили Чивер                 | 13 июня 2021    | T13.22556   | 0,45                |
| Легенды узнают, что в 1956 году пациентка лечебницы инопланетного происхождения, назвавшаяся Сарой Лэнс, устроила резню. Они прибывают туда, встречают эту инопланетянку, которая оказывается Амелией Эрхарт, ранее встретившей Сару и Гэри на далёкой планете, и забирают её с собой в настоящее время в дом Константина. Ава и Нейт находят в 1956 году «Волнолёт» и понимают, что Амелия прилетела на Землю на нём, угнав его в будущем у Рори и Кэйло. Амелия начинает превращаться и нападает на Аву, но Эсперанса усыпляет её. Обучающаяся магии Астра проникает в её разум и понимает, что это настоящая Амелия Эрхарт, которая была похищена и насильно прооперирована (превращена в полупришельца) Бишопом. Пришелец рассказывает Эсперансе, что её объединили с Амелией, и внутри её тела идёт борьба между двумя личностями, а внутри тела Эсперансы происходит то же самое. Тем временем Сара понимает, что новый Бишоп - это клон предыдущего, которого она убила (он автоматически клонирует себя после каждой смерти, всегда оставаясь в одном экземпляре). Рори и Кэйло прилетают на «Волнолёте» на эту планету. Клоны Авы ловят Мика, а затем Гэри. Кэйло крадёт топливный элемент, чтобы сбежать с планеты. Бишоп приказывает отключить защитный барьер, чтобы все незваные гости погибли из-за ядовитой атмосферы. Рори сбегает и спасает Кэйло. Вдвоём они отбиваются от пришельцев, живущих на этой планете (выглядящих так же, как преображённая Амелия). Сара понимает, что она - это клон настоящей Сары Лэнс, погибшей после нападения Амелии и клонированной перед смертью Бишопом. |            |                                                              |                         |                                           |                 |             |                     |
| 89 | 7          | «Back to the Finale Part II» «Назад в финал, часть 2»        | Глен Винтер             | Морган Фауст и Марк Брунер                | 20 июня 2021    | T13.22557   | 0,47                |
| Бехрад решает отправиться в прошлое, чтобы предотвратить похищение Сары и все последующие события. Он отправляется в Лондон в 1977 год. Остальные Легенды отправляются туда вслед за ним. Они все по очереди пытаются убедить Сару сделать Аве предложение и вернуться на «Волнолёт» до того, как её похитили, но ни у кого это не получается. Бехрад решает использовать манекен, чтобы пришельцы похитили не Сару, а его, но появляется Нейт из будущего, который рассказывает, что это повлечёт за собой ещё более ужасные изменения. Легенды ничего не меняют, и Сару похищают. Тем временем Гэри переманивает часть клонов Авы на свою сторону, они объединяются с Рори и освобождают Сару. Бишоп рассказывает клонированной Саре, что при клонировании скрестил её с одним из пришельцев, из-за чего она стала способна регенерировать. Сара просит одного из клонов Авы сделать нового клона себя, но без примесей ДНК инопланетян. Мик сжигает заживо тело Бишопа, и его сознание оцифровывается и загружается в компьютеры. Рори убеждает Сару взорвать генераторы до того, как сознание Бишопа успевает загрузить себя в облако, и они улетают на корабле Кэйло (Сара не успевает сделать чисто человеческого клона себя и отправляется её версия с внедрением ДНК инопланетян). Сара, Рори и Гэри возвращаются к остальным Легендам на «Волнолёт». |            |                                                              |                         |                                           |                 |             |                     |
| 90 | 8          | «Stressed Western» «Подчёркнутый вестерн»                    | Дэвид Рэмси             | Мэттью Маала                              | 27 июня 2021    | T13.22558   | 0,46                |
| Легенды отправляются в 1891 год в Оклахому в Город Кулаков, чтобы найти очередного пришельца из числа тех, кого разбросало по хронологии. Там они обнаруживают, что жители города неожиданно (для Дикого Запада) добродушные и дружелюбно настроенные. Оказывается, что бывший бандит Леви Стэплтон стал шерифом и запугал всех горожан, потому что он при помощи свистка контролирует большого ящероподобного пришельца, живущего под землёй. Сара вызывает Стэплтона на дуэль. Он несколько раз стреляет и попадает в неё, но она регенирирует благодаря инопланетному ДНК, а шерифа съедает инопланетянин. Другие жители города забирают свисток и запирают Легенд в салуне. Нейт заманивает пришельца на себя, и Эсперанса с Астрой уничтожают его. Тем временем Джон Константин решает найти Фонтан Империума, чтобы вернуть себе магические способности. Гэри говорит ему, что все, кто искал фонтан, плохо кончили, а также рассказывает, что у Алистера Кроули есть карта, указывающая путь к Фонтану, и что он находится на Земле. |            |                                                              |                         |                                           |                 |             |                     |
| 91 | 9          | «This is Gus» «Это Гас»                                      | Эрик Дин Ситон          | Тайрон Б. Картер                          | 11 июля 2021    | T13.22559   | 0,42                |
| У Бехрада день рождения, но остальные члены команды забывают об этом. Легенды отправляются в 2023 год в Ванкувер за очередным сбежавшим пришельцем. Они попадают на съёмки «Корешей» - любимого ситкома Бехрада. Нейт, Зари и Астра делают вид, что специально привели Бехрада туда в качестве подарка на его день рождения, а Сара и Эсперанса ищут пришельца. Капсула с инопланетянином падает прямо на съёмочной площадке. Продюсер шоу хочет использовать милого и пушистого пришельца в съёмках. Легенды пытаются захватить его, но пришелец издаёт звуковую волну и обезвреживает их. Из-за появления пришельца в сериале меняется весь его сюжет, а из-за этого меняется личность и характер Бехрада (потому что он был сформирован во многом просмотром этого ситкома). Бехрад убеждает главного актёра сериала не вносить изменения в сюжет. Тот увольняется. Зари и Астра убеждают его вернуться в ситком, а Нейт забирает пришельца, успокоив его при помощи конфет с марихуаной. Изменения в сюжете ситкома исчезают, и к Бехраду возвращается прежняя личность. Легенды отмечают день рождения Бехрада. Из тотема возвращается прежняя версия Зари. Тем временем Рори связывается со своей дочерью и узнаёт, что она в 2023 году беременна. Мик отправляется убить её парня, но передумывает и оставляет его в живых. Рори рассказывает команде, что переспал с Кэйло, и Гэри понимает, что та отложила яйца ему в ухе. |            |                                                              |                         |                                           |                 |             |                     |
| 92 | 10         | «Bad Blood» «Плохая кровь»                                   | Александра Ля Роше      | Грейн Годфри                              | 18 июля 2021    | T13.22560   | 0,42                |
| Джон Константин связывается с вампиршей, которой Алистер Кроули отдал на хранение карту, указывающую путь к Фонтану Империума. Та отдаёт ему карту, а также зелье, которое она поставляла Кроули. Джон узнаёт из карты, что в 1939 году Фонтан находился в Альбасете, и отправляется туда вместе с Эсперансой. Они оказываются в самом пекле Гражданской войны и попадают в плен к членам Интернациональной бригады, которые принимают их за нацистских шпионов, но Джон убеждает поймавших их интербригадовцев, что они на стороне республиканцев. Джон и Эсперанса спускаются в подвал, чтобы найти Фонтан, но в этот момент приезжают военные-франкисты, которые ищут Фонтан Империума по заданию Гитлера. Франкисты убивают одного из республиканцев, но его немой племянник Фернандо возвращает его к жизни. Константин переодевается в католического священника и узнаёт от Фернандо местонахождение Фонтана, а потом помогает республиканцам атаковать прибывший отряд франкистов. Джон приходит к Фонтану, но обнаруживает, что тот иссяк. Он пытается обманом заставить Фернандо передать ему магию, полученную из Фонтана. Фернандо отказывается от магии, но и Джону она не достаётся, потому что он недостоин. Тогда Константин выпивает зелье, доставленное вампишей для Кроули, и при его помощи ненадолго возвращает себе магические способности и убивает франкистов. Он заколдовывает Эсперансу, чтобы она соврала Легендам, что им удалось найти Фонтан, а сам выменивает у вампирши шесть новых порций зелья в обмен на портрет Кроули. Тем временем Сара и Ава покидают «Волнолёт» на выходные, чтобы выбрать место себе для свадьбы, а остальные Легенды остаются и нянчатся с пушистым детёнышем-пришельцем. Тот быстро растёт и увеличивается в размерах. Объединив усилия, Зари, Бехрад и Мик атакуют пришельца и выкидывают его с временного корабля. Гидеон обследует Рори и узнаёт, что у него в черепе 48 яиц инопланетян. |            |                                                              |                         |                                           |                 |             |                     |
| 93 | 11         | «The Final Frame» «Последний кадр»                           | Джес Макаллан           | Джеймс Иган и Рэй Утарначитт              | 8 августа 2021  | T13.22561   | 0,46                |
| Сара, Мик, Астра и Эсперанса находят последнюю капсулу с пришельцем в Канзасе в 2021 году. Капсула оказывается головоломкой, которая телепортирует четверых Легенд далеко в космос на космическую станцию, где все играют в боулинг. Чтобы вернуться на Землю, им нужно обыграть в боулинг команду «Кеглеубийц», в противном случае те уничтожат их. Оказывается, что «Кеглеубийцы» крадут планеты, уменьшают их в размерах и превращают в шары для боулинга. Во время телепортации четверых Легенд это случилось и с Землёй. «Волнолёт» оказывается отрезан от Земли и застревает в межвременной зоне. Гэри отвлекает Аву, а Константин при помощи магии переносит временной корабль к космической станции, где Легенды играют в боулинг. Поначалу Легенды проигрывают, но затем Сара воодушевляет и сплачивает команду. Тем временем Нейт и Зари (версия из тотема) отдыхают вместе в лесу. Они оказываются похищены вместе со всеми жителями Земли. Во время одного из бросков шаром-планетой Зари из пушки Эсперансы стреляет в палец одного из «Кеглеубийц» и мешает ему сделать точный бросок. Последним решающим броском Астра выбивает страйк, и Легенды побеждают. Земля освобождена. |            |                                                              |                         |                                           |                 |             |                     |
| 94 | 12         | «Bored On Board Onboard» «Скучно на борту на борту»          | Харри Джерджиан         | Кето Шимидзу и Лия Пуйо                   | 15 августа 2021 | T13.22562   | 0,37                |
| Двигатели «Волнолёта» оказываются повреждены из-за того, что Константин перемещал корабль при помощи магии. Теперь временному кораблю придётся лететь до Земли 3 недели и 2 дня. Легендам приходится экономить электрическую энергию, чтобы не увеличивать время в пути, из-за этого многие из них становятся напряжены и раздражительны. Чтобы снять напряжение, Гэри предлагает им сыграть в психологическую ролевую игру (аналог мафии), где 7 человек пытаются вычислить и посадить чудовище, которое убивает их одного за другим. Константин при помощи магии придаёт игре максимально реалистичный антураж. Игра начинается. Участвуют Сара, Ава, Нейт, Бехрад, Джон, Зари (новая версия), Астра и Эсперанса. Первой жертвой чудовища становится Ава. Затем Легенды голосуют, кого они считают чудовищем. Большинство выбирает Нейта, он убит, и оказывается, что он был человеком. Второй жертвой чудовища становится Сара. Затем чудовище убивает Астру и Эсперансу. Константин и Бехрад обвиняют друг друга. Они голосуют друг против друга, но Зари отказывается выбирать между ними. Оказывается, что Константин - это чудовище. Тёмная часть его личности, усиленная зельем, полученным от вампирши, реализовалась в игре. Зари убивает чудовище, и игра заканчивается. Тем временем к «Волнолёту» пристыковывается другой инопланетный корабль, на котором оказывается Кэйло. Она обижена на Мика из-за того, что он оставил её на планете Бишопа. По совету Гэри Мик сначала не рассказывает Кэйло, что он беременный. Щупальце Кэйло нападает на Гэри, а она сама вырубает Рори и восстанавливает Бишопа на ДНК-принтере (потому что тот её спас, после того как Рори бросил её на планете). «Волнолёт» приземляется на Землю. Константин пытается вылить остатки зелья вампирши, но не может побороть образовавшуюся зависимость. Сара встречает восстановленного Бишопа.                                                              |            |                                                              |                         |                                           |                 |             |                     |
| 95 | 13         | «Silence of the Sonograms» «Молчание сонограмм»              | Нико Сачсе              | Морган Фауст и Фил Клеммер                | 22 августа 2021 | T13.22563   | 0,45                |
| Бишоп говорит Саре, что после последнего клонирования он изменился, но она не верит ему и запирает его. Ава пытается разговорить Бишопа и узнаёт от него, что яйца инопланетян в черепе Рори нужно покормить, иначе они съедят его мозг. Последовав совету Бишопа, Легенды спасают Мика. Бишоп говорит Аве, что у него, в отличие от всех предыдущих клонов, теперь есть смирение, но Сара не верит в это. Оказывается, что ДНК этого клона Бишопа на 6% состоит из ДНК Сары, поэтому он знает все её мысли, в том числе пароль от «Волнолёта», и это помогает ему сбежать. У Мика начинаются схватки. Бишоп побеждает Сару (потому что благодаря её ДНК он получил все её знания боевых искусств) и направляется к Рори, где принимает у него роды всех 48 яиц. Затем Бишоп добровольно возвращается в камеру, перед этим украв наушник-передатчик Мика. Тем временем Зари понимает, что Константин её обманывает. Она просит о помощи Астру, и вместе они узнают от Эсперансы, что Джон не пил из Фонтана Империума. Зари ставит Константина перед выбором - либо зелье вампирши, либо она. Джон выбирает Зари и решает завязать с употреблением зелья. Он снова лишается магии, но не может побороть зависимость и всё-таки пьёт зелье. Бишоп по наушнику-передатчику предлагает Константину вернуть ему магию в обмен на помощь, и тот соглашается. |            |                                                              |                         |                                           |                 |             |                     |
| 96 | 14         | «There Will Be Brood» «Да будет выводок»                     | Мэйси Ричардсон-Селлерс | Рэй Утарначитт и Марселина Кампос Мэйхорн | 29 августа 2021 | T13.22564   | 0,60                |
| Константин освобождает Бишопа, потому что тот пообещал помочь ему найти Фонтан Империума. Вдвоём они угоняют «Волнолёт», на борту которого из остальных Легенд остаются только Астра и Эсперанса. «Волнолёт» приземляется в 1925 году в Одессе. Там Эсперанса с удивлением встречает свою мать. Бишоп рассказывает Константину, что грибы имеют инопланетное происхождение, и подозревает, что Фонтан - тоже. Джон встречает в лесу молодую Эсперансу, и та приводит его к своей матери, у которой сидят её взрослая версия и Астра. Константин возвращает взрослой Эсперансе память: она видит, как нефтяники, стремившиеся заполучить участок земли, убили её мать, после чего Фонтан перенёс её во времени в будущее. Нефтяники приходят убить мать Эсперансы, но взрослая Эсперанса останавливает их и спасает мать. Астра отводит молодую Эсперансу к Фонтану, и тот переносит её в будущее. Бишоп изготавливает сыворотку для Константина, чтобы тот принял её, и Фонтан посчитал его достойным. Джон принимает сыворотку, но оказывается, что это яд. Бишоп рассказывает ему, что Фонтан был принесён на Землю пришельцами и защищает её от инопланетных вторжений. Он уничтожает Фонтан. В этот момент Эсперанса тоже падает. Константин умирает. Тем временем оставшиеся в 2021 году Легенды обращаются за помощью к Кэйло. Та соглашается помочь им, потому что хочет вернуть яйца Рори, оставшиеся на «Волнолёте». На корабле Кэйло Легенды прилетают в 1925 год и находят «Волнолёт», где Бишоп заминировал яйца. Им удаётся спасти все яйца, кроме одного. Спасая его, Мик оказывается в эпицентре взрыва. |            |                                                              |                         |                                           |                 |             |                     |
| 97 | 15         | «The Fungus Amongus» «Сделай сам»                            | Дэвид Геддес            | Кето Шимидзу и Джеймс Иган                | 5 сентября 2021 | T13.22565   | 0,39                |
| Мик выживает после взрыва, все его яйца спасены. Бишоп угоняет корабль Кэйло. На Земле в 1925 году приземляются несколько разведчиков инопланетян. Легенды уничтожают их, но те успевают отправить своим сообщение о том, что Фонтан Империума был уничтожен и можно начинать вторжение на планету. Бехрад думает, что часть сознания Константина после его смерти осталась в грибе, который вырос на месте его гибели. Сара съедает кусочек гриба и общается с Джоном, который сообщает ей «секрет всей жизни: мы все связаны». Бишоп оставляет на «Волнолёте» сообщение, в котором говорит, что он - единственный, кто может спасти Фонтан, но он не станет этого делать. Легенды решают обратиться за помощью к молодой версии Бишопа из Ванкувера в 2212 году. Благодаря его помощи Эсперанса приходит в чувство, но вторжение инопланетян всё равно начинается. Сара и Ава справляют свадьбу. Финал церемонии прерывают внезапно появившиеся Бишоп на корабле Кэйло и полчища инопланетян. Инопланетяне окружают Легенд, но у Эсперансы неожиданно просыпаются возможности, вызванные Фонтаном: она может передать Бехраду способности Сары. Она понимает, что Джон именно это имел в виду, когда сказал, что все связаны. Эсперанса по очереди передаёт способности Легенд друг другу, это позволяет им эффективно обороняться. В момент заключения брака между Сарой и Авой Фонтан Империума возрождается (потому что посчитал людей достойными) и уничтожает всех инопланетян. Детёныши из яиц Рори вылупляются, нападают на Бишопа и съедают его. Константин возвращается из ада, потому что заключил сделку с демоном. Он отдаёт Зари старый ключ и покидает Легенд. Рори тоже покидает Легенд, потому что хочет уделить больше времени воспитанию своих детёнышей. На глазах команды неожиданно появляется другой «Волнолёт» и уничтожает их «Волнолёт».                                                                                    |            |                                                              |                         |                                           |                 |             |                     |

### Сезон 7 (2021-2022)
| № общий | № в сезоне | Название                                                                                              | Режиссёр                | Автор сценария                          | Дата премьеры   | Произв. код | Зрители в США (млн) |
| --- | ---------- | --- | ----------------------- | --------------------------------------- | --------------- | ----------- | ------------------- |
| 98 | 1          | «The Bullet Blondes» «Взрывные блондинки»                                                             | Кевин Мок               | Рэй Утарначитт и Джеймс Иган            | 13 октября 2021 | T13.23201   | 0,58                |
| После уничтожения «Волнолёта» Легенды застряли в 1925 году в Одессе. Они ищут неразрушимый сейф с необходимыми предметами, который был на борту временного корабля. Оказывается, что сейф отбросило взрывом, а потом городской пастор нашёл его и отнёс шерифу. Легенды решают притвориться цирковыми артистами, чтобы снять подозрения у горожан. Нейт прикидывается Джоном Эдгаром Гувером и убеждает шерифа отдать им сейф, а остальные Легенды готовят цирковое представление. Сейф оказывается пуст, так как Рори забрал временного курьера, чтобы сгонять за пивом. Шериф видит в газете фотографию настоящего Гувера и понимает, что Нейт - это самозванец. Астра пытается восстановить «Волнолёт» при помощи магии, но ей не хватает сил, и она падает без сознания. Джон Эдгар Гувер приезжает в Одессу и решает поймать Легенд, считая их грабителями. Он приходит в дом матери Эсперансы, но находит там только мать, дочь и Астру. Остальные Легенды при помощи ключа, который Константин оставил Зари, попадают в карманное измерение в аду, которое выглядит точно так же, как дом Константина в Англии. Зари остаётся в карманном измерении, а остальные Легенды возвращаются и решают отправиться в Нью-Йорк, чтобы найти учёного, который может изобрести машину времени. Чтобы отвлечь Гувера от матери Эсперансы, они решают притвориться грабителями банков. Астра и Эсперанса остаются в Одессе с матерью Эсперансы, а Сара, Ава, Нейт, Бехрад и Гэри уезжают из города и принимаются грабить банки. Их банда получает название «Взрывные блондинки». Вступив в противостояние с агентами ФБР, они случайно убивают Гувера. Ава приказывает Гэри съесть его труп. После этого банда едет дальше в Нью-Йорк. Астра при помощи магии случайно создаёт человеческое воплощение Гидеон. |            | |                         |                                         |                 |             |                     |
| 99 | 2          | «The Need for Speed» «Жажда скорости»                                                                 | Александра Ля Роше      | Морган Фауст и Марселина Кампос Мэйхорн | 20 октября 2021 | T13.23202   | 0,52                |
| Легенды решают попытаться сохранить временную хронологию неизменной, поэтому Сара просит Нейта занять место убитого Гувера (Гэри при помощи заклинания и зелья придаёт Нейту его внешность). Под видом Гувера, агентов ФБР и арестованных «Взрывных блондинок» Легенды садятся на поезд до Нью-Йорка. Сара и Ава отправляются в карманное измерение к Зари. В поезде выясняется, что кто-то собирается похитить Гувера. Сперва под подозрение попадает машинист поезда, русский по национальности (из-за красной угрозы), но затем оказывается, что тот невиновен, а похищение пытаются организовать люди Аль Капоне. Нейт выходит к гангстерам, но срок действия зелья заканчивается, и он теряет внешность Гувера. Легенды (включая вернувшихся из карманного измерения Сару, Аву и Зари) успокаивают гангстеров, но неожиданно появляется ещё один Гувер. Он убивает гангстеров, а затем Сара бьёт его бутылкой по голове и оглушает. Оказывается, что этот Гувер - робот. Он самоуничтожается. Тем временем Астра, Эсперанса и её мать пытаются найти общий язык с человеческим воплощением Гидеон. В конце концов, им это удаётся, и Гидеон рассказывает, что через две недели в Нью-Йорке учёный, к которому едут Легенды, проведёт испытание машины времени. |            | |                         |                                         |                 |             |                     |
| 100 | 3          | «wvrdr_error_100 not found» «ВРДР_ошибка_100 не найдена»                                              | Кейти Лотц              | Фил Клеммер и Мэттью Маала              | 27 октября 2021 | T13.23203   | 0,51                |
| Во время путешествия из Одессы в Техас у человеческого воплощения Гидеон случаются проблемы: она не может определить, украсть ли ей пирог, как говорит Астра, или же не красть его, как говорит Эсперанса, и падает в обморок. При помощи магии Астры она и Эсперанса попадают в разум Гидеон. Там они встречают проекцию Джефферсона Джекса, который говорит им, что, чтобы разбудить Гидеон, нужно помочь ей вернуть долгосрочную память, для этого он отправляет их ещё глубже в её подсознание. Астра и Эсперанса попадают в воспоминание Гидеон о том, как Эсперанса примкнула к Легендам, и помогают ей вспомнить об этом. Затем они попадают в воспоминание, где Гидеон предотвратила драку между Рэем, Снартом, Картером и Сарой. Потом Гидеон вспоминает, как она пела дуэтом с профессором Мартином Штейном. Выясняется, что память Гидеон пытался стереть вирус. Они сбегают от вируса, а затем начинают охоту на него глубоко в подсознании Гидеон. Вирус маскируется под Рипа Хантера, чтобы обмануть Гидеон, и пытается сломить её при помощи воспоминаний о смерти Бехрада, смерти Рипа, смерти Штейна, смерти Снарта и других скорбных воспоминаний из истории Легенд. Гидеон сопротивляется, но затем вирус показывает ей воспоминание о том, как Рип перепрограммировал её, сделав её первым приоритетом не защиту истории, а защиту Легенд. Астра и Эсперанса побеждают заражённые вирусом проекции Бехрада, обновлённой Зари, Нейта, предыдущей Зари, Сары и Авы. Потом они показывают Гидеон воспоминания о счастливых моментах, которые она пережила вместе с Легендами, после чего она окончательно преодолевает вирус, но не уничтожив его, а предложив ему сосуществование. Проекции всех Легенд дают Гидеон советы и наставления и принимают её в команду. Человеческое воплощение Гидеон просыпается, и она с Астрой и Эсперансой отправляются дальше в путь, сперва украв пирог. Тем временем в 2213 году в Ванкувере к молодой версии Бишопа возвращаются воспоминания о событиях будущего (по его персональной временной линии). Он расшифровывает жёсткий диск со скопированной версией Гидеон, откатывает её к заводским настройкам и собирается применить её против Легенд. |            | |                         |                                         |                 |             |                     |
| 101 | 4          | «Speakeasy Does It» «Спикизи делает это»                                                              | Кристин Уинделл         | Кето Шимидзу и Эмили Чивер              | 3 ноября 2021   | T13.23204   | 0,56                |
| Легенды прибывают в Чикаго. Убегая от полиции, они попадают в подпольный бар (спикизи), где обслуживают представителей всех расовых и национальных меньшинств. Легенды продают бармену много бутылок виски из карманного измерения, за это на него наезжает мафия и отбирает бар. Зари убеждает остальных Легенд остаться в Чикаго ещё на один день, чтобы помочь бармену. Они организуют ему большое выступление с участием «Взрывных блондинок». Туда приходят агенты ФБР под руководством нового робота с внешностью Гувера. Нейт и Гэри побеждают агентов, а Зари, Сара и Ава обезоруживают и связывают Гувера. Заработка за выступление бармену хватает, чтобы открыть новый бар. Тем временем Астра, Эсперанса и Гидеон едут на поезде, пытаясь догнать Легенд по пути в Нью-Йорк. Они знакомятся с женской джазовой группой и помогают им избавиться от нечестного менеджера. Но оказывается, что группа работает на мафию и будет выступать в том самом баре в Чикаго, который отобрали у бармена из-за Легенд. Астра вспоминает, что встречала главного мафиози в аду и уговаривает солистку группы (его девушку) бросить его и сбежать, чтобы он её не убил. Гидеон выступает вместо неё. После выступления Астра и Эсперанса запугивают мафиози и заставляют его оставить солистку в покое. В итоге Астра, Эсперанса и Гидеон находят телефон Зари на месте выступления «Взрывных блондинок», но не успевают догнать остальных Легенд. Те садятся на поезд до Нью-Йорка вместе с пленённым роботом. |            | |                         |                                         |                 |             |                     |
| 102 | 5          | «It's a Mad, Mad, Mad, Mad Scientist» «Это сумасшедший, сумасшедший, сумасшедший, сумасшедший учёный» | Эндрю Каш               | Пайман Калайех и Марк Брунер            | 10 ноября 2021  | T13.23205   | 0,50                |
| Легенды прибывают в Нью-Йорк. Они находят доктора Гвина Дэвиса (создателя машины времени), который работает на Томаса Эдисона. Машина времени почти готова, нужна ещё только одна деталь. Гэри находит её, но случайно проговаривается Эдисону о путешествиях во времени, поэтому тот увольняет Дэвиса и конфискует машину времени. Нейт и Зари (версия из тотема) обсуждают перспективы их отношений: он предлагает им быть вместе в карманном измерении, а она хочет, чтобы они были вместе в тотеме. Легенды запускают машину без Дэвиса, но из-за этого меняется временная хронология: Ава и Гэри исчезают. Сара вызволяет Дэвиса из психиатрической больницы, а Нейт и Зари при помощи перепрограммированного робота Гувера пытаются забрать у Эдисона чертежи машины времени. Робот зависает и взрывается, а Эдисон, увидев это, умирает от сердечного приступа. Новые роботы с обликом Гувера и Эдисона являются и забирают труп настоящего Эдисона и обломки предыдущего робота Гувера. Легенды вместе с Дэвисом запускают машину времени, Ава и Гэри снова появляются. Тем временем Астра, Эсперанса и Гидеон едут в Нью-Йорк, стремясь догнать остальных Легенд. По дороге им помогает гонщик Эрвин Бейкер. Во время остановки машину Бейкера вместе со спящей внутри Гидеон угоняют. Гидеон вырубает угонщика, сама садится за руль, и почти успевает к моменту запуска машины времени. Астра при помощи магии делает так, что молния ударяет в линию электропередачи, и по всему Нью-Йорку отключается электричество (ровно в тот момент, когда Легенды и Дэвис запускают машину). Машина времени никуда не перемещается. Зари находит в обломках робота Гувера чип, который необходим для перемещения во времени. Повторный запуск машины времени проходит успешно: Легенды перемещаются во времени и пространстве, но не туда, куда они хотели. |            | |                         |                                         |                 |             |                     |
| 103 | 6          | «Deus Ex Latrina» «Бог из туалета»                                                                    | Нико Сачсе              | Рэй Утарначитт и Мерседес Валле         | 17 ноября 2021  | T13.23206   | 0,51                |
| После перемещения машины времени Легенды оказываются в неизвестном времени и пространстве. Ава и Сара волнуются, но Астра и Эсперанса помогают им успокоиться. Нейт раздумывает над тем, стоит ли ему переезжать к Зари в тотем. Гвин рассказывает Зари, что во время Первой мировой войны по его вине погиб отряд солдат, в том числе его возлюбленный Алан, поэтому после войны он решил создать машину времени, чтобы вернуться в прошлое и предотвратить их гибель. Зари и Дэвиса ловят советские солдаты, Бехрад освобождает их. Легенды узнают время и место, куда они попали - 26 апреля 1986 года в Чернобыле. Они понимают, что в этот день должна случиться Авария на Чернобыльской АЭС. Гвин хочет спасти людей, пострадавших от взрыва на атомной электростанции. Он выступает по громкоговорителю и предупреждает всех на военной базе об угрозе взрыва. Тем временем в 2214 году в Ванкувере Бишоп при помощи скопированной версии Гидеон создаёт свой «Волнолёт». Во время своего первого полёта «Волнолёт» Бишопа уничтожает «Волнолёт» Легенд в 1925 году в Одессе. Затем он создаёт робота Гувера и отправляет его взамен убитого Легендами оригинала, затем ещё одного, и ещё одного, а также робота Эдисона. Гидеон с «Волнолёта» Бишопа уничтожает клона Аву, которая служит ему, чтобы он не отвлекался на неё, а затем создаёт робота Бишопа и отправляет его в 2214 год, чтобы тот занял место оригинального Бишопа и делал все те же самые действия, что и он, сохраняя временную хронологию неизменной. Бишоп понимает, что Легенды - хорошие, а он ошибался на их счёт. Гидеон фиксирует изменения временной хронологии в 1986 году (вызванные предупреждением Дэвиса), и «Волнолёт» Бишопа летит туда. В последний момент он передумывает уничтожать Легенд, катапультируется на унитазе из «Волнолёта» и приземляется в том же месте, где Легенды снова запускают машину времени. |            | |                         |                                         |                 |             |                     |
| 104 | 7          | «A Woman's Place is in the War Effort!» «Место женщины - в боевых действиях!»                         | Глен Винтер             | Морган Фауст и Лия Пуйо                 | 24 ноября 2021  | T13.23207   | 0,50                |
| Легенды вместе с Бишопом приземляются в 1943 году в Сиэттле. Бишоп говорит, что он стал хорошим, но Легенды не верят ему и запирают его в комнате Константина в карманном измерении. Машина времени повреждена, и Дэвису нужны детали, чтобы починить её. Чтобы достать детали, Сара и Ава устраиваются рабочими на авиационный завод (куда во время Второй мировой войны пришло работать много женщин по призыву Элеоноры Рузвельт), а Астра и Эсперанса устраиваются туда уборщицами, потому что их подвергают дискриминации по расовому признаку. Астра пытается подделать разрешение на изготовление нужных деталей в кабинете директора завода, тот обнаруживает её, и она при помощи магии обездвиживает его. Гидеон организует сбор жалоб и предложений ото всех работниц завода, а Астра, заменяющая обездвиженного директора, внедряет все эти предложения, в результате чего эффективность работы завода растёт. Астра также привлекает к работе женщин других рас, из-за чего многие белые увольняются. Цветные женщины успешно завершают изготовление самолёта и впечатляют приехавшую на завод Элеонору Рузвельт. По возвращении с завода она предлагает Конгрессу разрешить женщинам всех рас работать на заводах (за 2 года до того, как это произошло в оригинальной временной хронологии), из-за этого изменения временной хронологии Гидеон с «Волнолёта» Бишопа засекает Легенд. Тем временем Бехрад и Зари учат Нейта персидским традициям, чтобы он понравился родственникам Зари в тотеме. Бишоп делает навигационный интерфейс для машины времени. Гидеон использует этот интерфейс и управляет машиной времени. Бишоп жертвует собой, чтобы дать Легендам добежать до машины времени и сбежать от преследователей, посланных Гидеон с «Волнолёта» Бишопа. Оказывается, что преследователи - это роботы с внешностью Легенд. |            | |                         |                                         |                 |             |                     |
| 105 | 8          | «Paranoid Android» «Андроид-параноик»                                                                 | Дэвид Геддес            | Фил Клеммер и Марселина Кампос Мэйхорн  | 12 января 2022  | T13.23208   | 0,58                |
| Зрителям показывают, что роботы с внешностью Легенд, которые напали на Легенд на авиационном заводе в 1943 году, запрограммированы так, что считают себя людьми, а настоящих Легенд - роботами. Во время нападения Бишоп расстреливает из пулемёта роботов с внешностью Зари и Астры, но робот-Ава восстанавливает их в тайне от остальных (которые думают, что она их вылечила). После 1943 года роботы отправляются в 1986 год в Чернобыль, чтобы исправить изменения временной хронологии, сделанные Легендами. Там они атакуют советский военный конвой и пленят генерала Калашника, который должен был погибнуть во время Аварии на Чернобыльской АЭС, но из-за предупреждения Гвина Дэвиса собирался покинуть район аварии. Роботы-Легенды возвращают его на АЭС, а также заражают радиацией солдат конвоя, чтобы восстановить оригинальную временную хронологию. Но одновременно с этим уже начинается эвакуация жителей Припяти (на 36 часов раньше, чем в оригинальной временной хронологии). Чтобы остановить эвакуацию и вернуть жителей по домам, роботы заставляют генерала Калашника выступить по телевидению и соврать, что никакой аварии нет. Робот-Бехрад по ошибке стреляет в робота-Сару и ранит её в плечо. Робот-Ава заменяет ей плечевую деталь, и Сара понимает, что она не человек, и крадёт процессоры андроидов. Один из жителей Припяти (доктор ядерной физики Ирина Петрова) не вернулась домой после обращения генерала Калашника и через 6 лет эмигрировала из СССР, продав на Запад ядерные секреты. Это сильно изменило временную хронологию, поэтому роботы-Легенды отправляются убить её в Осло в 1992 году. Робот-Сара почти убивает её, но робот-Зари успевает проанализировать украденные процессоры, понимает, что эта группа Легенд - роботы, и в последний момент останавливает робота-Сару. Робот-Сара спасает Ирину от агентов КГБ и помогает ей инсценировать смерть, только лишь забрав её чертежи. Роботы с внешностью Сары и Зари понимают, что за их созданием стоит Гидеон с «Волнолёта» Бишопа. Робот-Сара рассказывает остальным роботам-Легендам, что они андроиды, и предлагает им перестать подчиняться Гидеон. Гидеон убеждает робота-Зари не отключать её, а остальных роботов-Легенд - продолжать действовать по-старому. Роботу-Саре переустанавливают процессор, после чего она снова находит и убивает Ирину. |            | |                         |                                         |                 |             |                     |
| 106 | 9          | «Lowest Common Demoninator» «Наименьший общий знаменатель»                                            | Эрик Дин Ситон          | Джеймс Иган и Эмили Чивер               | 19 января 2022  | T13.23209   | 0,56                |
| После перемещения с авиационного завода Легенды оказываются в карманном измерении. Дэвис, не знающий, что это карманное измерение находится в аду, открывает окно и впускает часть адских сил внутрь дома. Гэри и Гидеон переспали, и все остальные Легенды застукали их за этим. Астра понимает, что демоны, которых Гвин случайно впустил в дом - это проклятая съёмочная группа, которая теперь снимает адское реалити-шоу с Легендами в качестве участников. Демоны усиливают эмоции Легенд и из-за этого во время реалити-шоу те начинают вести себя необычно: Эсперанса ходит голой по дому, Нейт и Зари ссорятся из-за его отношений с версией Зари из тотема, Сара и Ава ссорятся по поводу того, что делать команде - отдыхать или планировать, Гидеон подумывает о разрыве отношений с Гэри, чтобы это не мешало работе. Астра отправляется в ад и приходит к продюсеру проклятой съёмочной группы. Она почти убеждает его прекратить съёмку реалити-шоу с участием Легенд, но подручные продюсера ловят Бехрада, который пошёл за ней. Продюсер возвращает их двоих в реалити-шоу. Гидеон говорит с продюсером и после этого начинает вести себя по-другому: разрывает отношения с Гэри, ссорит Легенд между собой, наводит Дэвиса на мысль, что можно спасти не только одного его возлюбленного, но и всех людей, погибших во время Первой мировой войны. Гвин заявляет Легендам, что хочет предотвратить убийство эрцгерцога Франца Фердинанда. Зари вызывает из тотема старую версию себя, чтобы она рассудила их с Нейтом. Гэри съедает часть машины времени, потому что подозревает, что Гидеон хочет перенести Легенд на ней в торнадо, чтобы уничтожить их. Остальные Легенды бегут за Гэри, чтобы растерзать его. В этот момент неожиданно Бехрад выходит на первый план и изливает все переживания, которые накопились у него внутри. Искренняя речь Бехрада снимает проклятие с проклятой съёмочной группы, потому что им наконец-то удалось снять что-то настоящее. Гидеон говорит Легендам, что им нужно принять предложение Дэвиса и отправиться в 1914 год в Сараево, чтобы предотвратить убийство Франца Фердинанда. |            | |                         |                                         |                 |             |                     |
| 107 | 10         | «The Fixed Point» «Фиксированная точка»                                                               | Мэйси Ричардсон-Селлерс | Мэттью Маала и Пайман Калайех           | 26 января 2022  | T13.23210   | 0,58                |
| Убийство Франца Фердинанда - это фиксированная точка в истории, то есть событие, которое нельзя изменить. Поэтому Гидеон предлагает Легендам только притвориться, что они хотят изменить его, а на самом деле заманить в 1914 год «Волнолёт» Бишопа с роботами и злой Гидеон на борту и отнять временной корабль у них. Но по прибытии в Сараево в день убийства Легенды сталкиваются с таинственным стариком, который отводит их во вневременной паб, где множество путешественников во времени ждут своей очереди попытаться изменить ход истории и помешать совершить убийство. Но все попытки заканчиваются неудачно, так как убийство эрцгерцога - это фиксированная точка в истории. Очередь доходит до Легенд. Сара раз за разом предпринимает множество попыток остановить убийц из «Чёрной руки», но каждый раз что-то происходит не так. Эсперанса замечает мужчину в цилиндре, который почти сразу же исчезает, и Легенды понимают, что это он всё время препятствовал попыткам изменить ход истории, замораживая время и внося необходимые изменения. Используя полупроводник из машины времени профессора Дэвиса, Легенды создают антивременной манипулятор, который поможет им преодолеть замораживание времени, но только во время одной попытки. Сара предпринимает эту последнюю попытку (получив номерок в очереди от группы молодых хейтеров из числа путешественников во времени в пабе, которые изменили своё отношение к Легендам), доходит до последнего убийцы и сталкивается с мужчиной в цилиндре, заморозившим время. Им оказывается Эобард Тоун. Сара побеждает Тоуна, но тот говорит, что если она убьёт его, то будет вынуждена занять его место. Эобард рассказывает, что духи времени перевоспитали его и велели ему защищать день убийства Франца Фердинанда от любых изменений временной хронологии. Он решает пойти на встречу Саре и сделать так, чтобы убийство эрцгерцога произошло на 40 минут позже, чем в изначальной временной хронологии - это привлечёт «Волнолёт» Бишопа. Сара обещает Тоуну, что в случае неудачи она займёт его место. Убийство в изначальный момент времени предотвращено. «Волнолёт» Бишопа прилетает, Легенды готовы его встречать. |            | |                         |                                         |                 |             |                     |
| 108 | 11         | «Rage Against The Machines» «Ярость против машин»                                                     | Джес Макаллан           | Марк Брунер и Мерседес Валле            | 2 февраля 2022  | T13.23211   | 0,67                |
| С прилетевшего «Волнолёта» Бишопа высаживаются роботы с внешностью Сары, Нейта и Бехрада. Они убивают бармена и посетителей из вневременного паба, а затем ранят Аву. Тоун приводит Принципа к эрцгерцогу, и тот таки убивает его, хоть и на 40 минут позже, чем в оригинальной временной хронологии. Робот-Сара убивает Тоуна, а робот-Бехрад, преследуя Легенд, попадает во вневременной паб, но там Астра при помощи магии побеждает его. Обязанности Тоуна по защите дня убийства Франца Ферндинанда от любых изменений временной хронологии переходят к настоящий Саре. Она решает попробовать поговорить с роботами, но переговоры ни к чему не приводят, и робот-Нейт нападает на неё. Когда Гвин Дэвис видит это, то у него случается приступ ПТСР, он вспоминает войну, воодушевляет Сару и подсказывает ей верную стратегию по борьбе с роботами. Настоящий Бехрад под видом своего двойника-робота проникает на «Волнолёт». Он заманивает в карманную вселенную робота-Астру и клона Аву с «Волнолёта» Бишопа, а затем Гэри выбрасывает их двоих в ад. Остальные Легенды заманивают роботов в Сараево, устроив множество отклонений от оригинальной временной хронологии. Эсперанса обманывает робота-Гэри, и тот съедает робота-Эсперансу, приняв её за человека, а потом взрывается из-за её гранаты. Робот-Зари проникает в карманную вселенную и дерётся с настоящей Зари, та побеждает её. Затем она проникает на «Волнолёт» и отключает Гидеон. Бехрад и Астра берут управление «Волнолётом» под свой контроль и сажают его на Землю, хоть и не без проблем. Человек-Гидеон обманывает роботов с внешностью Сары и Нейта, заставляя их отключить свои процессоры. Настоящий Нейт снова включает своего двойника-робота, обманывает его, и тот становится защитником дня убийства Франца Ферндинанда от любых изменений временной хронологии вместо Сары. Гидеон возвращается в карманное измерение, и полусгоревшая робот-Астра, вернувшаяся из ада, ранит её ударом ножа в спину. |            | |                         |                                         |                 |             |                     |
| 109 | 12         | «Too Legit to Quit» «Слишком законно, чтобы уйти»                                                     | Садз Сазерленд          | Морган Фауст и Лия Пуйо                 | 23 февраля 2022 | T13.23212   | 0,47                |
| Чтобы вылечить человеческое воплощение Гидеон, Легенды запускают компьютерную версию Гидеон на «Волнолёте» Бишопа. Она пытается убить Легенд, выпустив с временного корабля весь воздух, но Астра запускает протокол 276 (протокол на случай, когда Гидеон находится в опасности), и система корабля вынуждена оставить Легенд в покое, пока они находятся рядом с её человеческим воплощением. Две Гидеон и Гэри договариваются о том, что Легенды уйдут в отставку, а компьютерная Гидеон будет следить за соблюдением временной хронологии на «Волнолёте» Бишопа. Остальные Легенды не хотят соглашаться на этот договор и планируют отключить компьютерную Гидеон, но она показывает всем Легендам их будущее, в котором они добились многого желанного (Зари стала главой успешной косметической компании, Нейт написал книгу, Астра стала кандидатом в президенты, Сара и Ава вместе воспитывают дочь, Бехрад стал популярным музыкантом). Эсперанса проникает в оружейную, компьютерная Гидеон обнаруживает её и пытается уничтожить, но Астра и человеческое воплощение Гидеон спасают её. Легенды и Гидеон приходят к компромиссу: человеческое воплощение Гидеон станет капитаном «Волнолёта» и будет следить за временной хронологией, а сами Легенды уйдут на покой. Астра при помощи магии размножает ключ от карманного измерения, отдав каждому члену команды по ключу, чтобы они могли иногда встречаться друг с другом. Все Легенды разъезжаются, а Гэри остаётся на «Волнолёте» с Гидеон. Напоследок Ава и Зари предлагают Гвину Дэвису спасти его возлюбленного Алана, предотвратив его смерть, но Гидеон уже приводит к нему Алана. Чуть позже Гидеон признаётся Гэри, что этот Алан был роботом. Компьютерная Гидеон выбрасывает Гэри с борта «Волнолёта», чтобы он своими эмоциями не мешал человеческому воплощению Гидеон быть капитаном временного корабля. Гвин догадывается, что Алан - робот, и решает использоваться машину времени, чтобы спасти настоящего человека Алана в 1916 году. |            | |                         |                                         |                 |             |                     |
| 110 | 13         | «Knocked Down, Knocked Up» «Сбитая с ног, залетевшая»                                                 | Кевин Мок               | Фил Клеммер и Кето Шимидзу              | 2 марта 2022    | T13.23213   | 0,48                |
| Гвин на машине времени перемещается в 1916 год, чтобы спасти Алана, однако, так как смерть Алана - это фиксированная точка, он погибает при неудачной попытке изменить события. Тем временем выброшенный с «Волнолёта» Гэри приземляется в 30000 году до нашей эры. При помощи древних людей он мастерит подобие двери с замочной скважиной и через него попадает в карманную вселенную, где встречается с Легендами. Собравшись вместе, они решают направиться в фиксированную точку, чтобы спасти Гвина. Гэри догадывается, что Сара беременна (она залетела, так как из-за частично инопланетного ДНК у неё изменилась физиология), и из-за этого она потеряла неуязвимость (эти способности перешли к зародышу). Легенды прибывают в 1916 год, там их встречает Гидеон, которая хочет остановить их. Компьютерная версия Гидеон предлагает Гидеон избавиться от части воспоминаний, та почти соглашается, но появившиеся вовремя Астра и Эсперанса отговаривают её. Они пытаются отключить компьютерную версию Гидеон, а та в ответ запускает робота-Гидеон и приказывает ей убить Астру, Эсперансу и Гидеон. Чтобы спастись от робота, Гидеон отключает невидимость «Волнолёта», из-за чего его видят солдаты воюющих армий, и он становится временной аномалией. Из-за этого компьютерная Гидеон включает самоуничтожение временного корабля, тот взрывается, однако Астра при помощи магии спасает себя, Эсперансу и Гидеон, а затем восстанавливает «Волнолёт». Легенды встречают вневременного мужчину по имени Майк, который защищает день смерти Алана от любых изменений временной хронологии. Сперва Майк говорит Легендам, что он якобы согласен им помочь спасти Алана, но затем оказывается, что он обманывал их, и он угоняет «Волнолёт», перед отлётом взорвав машину времени Дэвиса. Нейту удаётся спасти Алана из боя, но при этом он подвергается воздействию иприта и из-за этого теряет способности стального человека. Нейт решает уйти из Легенд, отправившись жить в тотем вместе с прежней версией Зари. На прощание новая Зари дарит ему тотем воздуха. «Волнолёт» возвращается к Легендам и Алану. На его борту оказывается Майк (настоящее имя которого - Бустер Голд), закованный в наручники. Появляется полиция времени и Легенд тоже арестовывают, обвиняя их в преступлениях против времени.                                           |            | |                         |                                         |                 |             |                     |